# Cetatea de Scaun a Sucevei

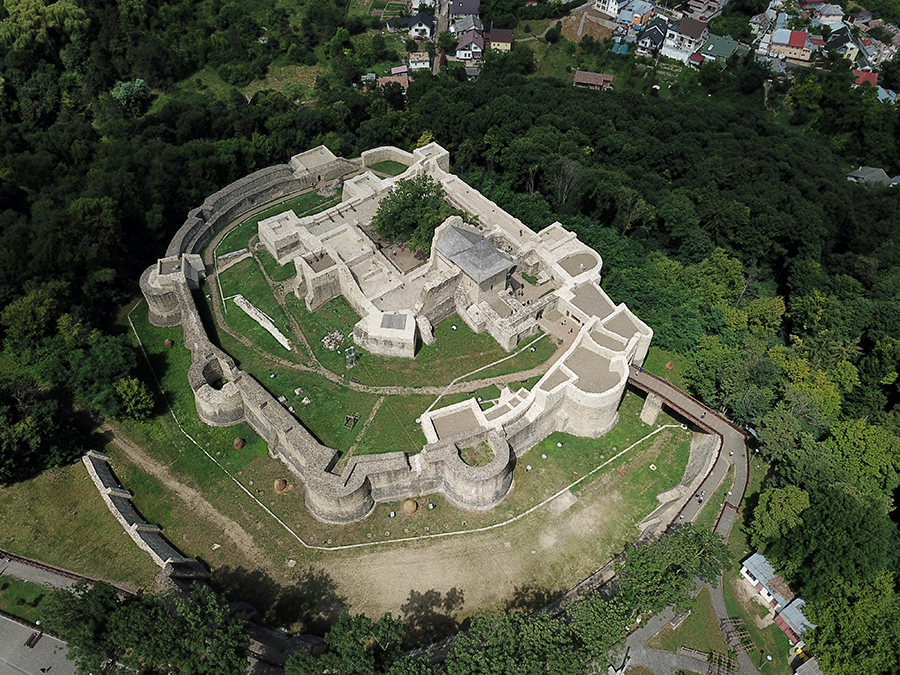
Cetatea de Scaun a Sucevei – perspectivă aeriană (2019)

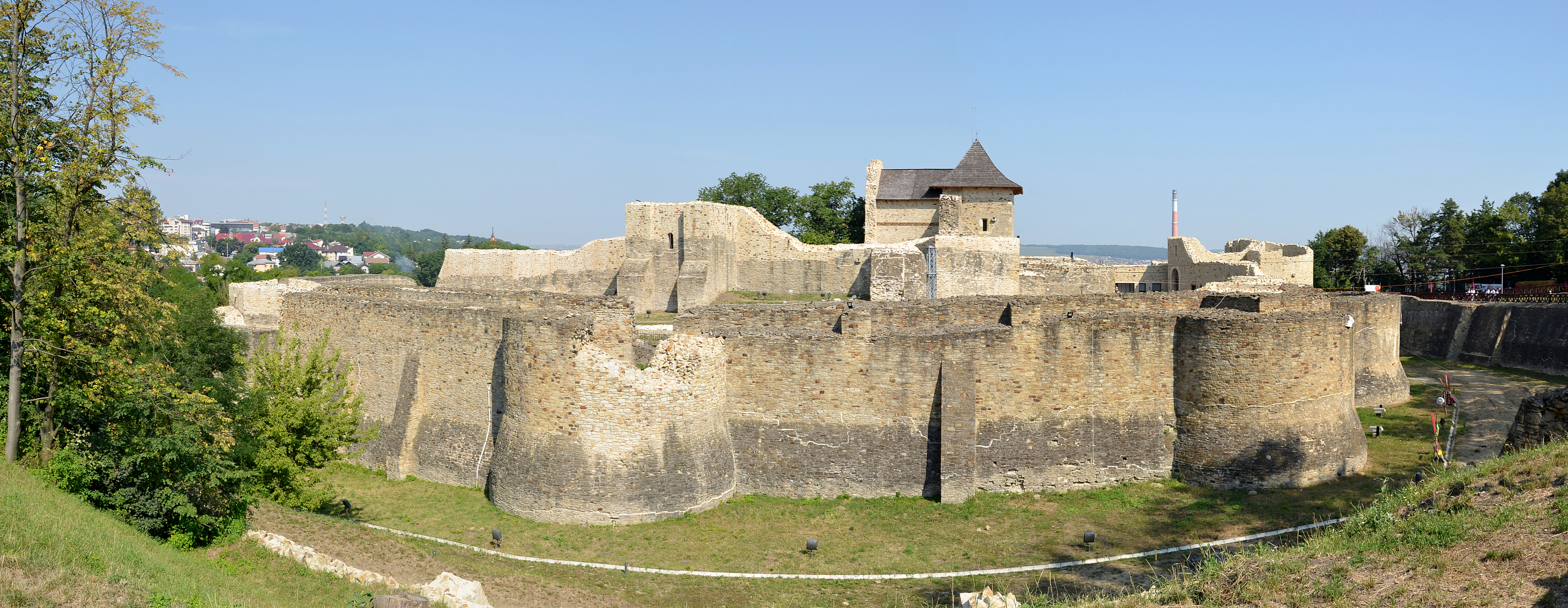
Cetatea de Scaun a Sucevei – vedere panoramică (2016)

Cetatea de Scaun a Sucevei (în germană Der Fürstensitz von Suceava, Die Fürstenburg von Suceava, Festung Suczawa sau Sotschen Festung, în poloneză Suczawa twierdza), întâlnită și sub denumirea de Cetatea Sucevei, este o cetate medievală aflată la marginea de est a municipiului Suceava (în nord-estul României). Ea este localizată pe un pinten terminal al unui platou aflat la o înălțime de 70 de metri față de lunca Sucevei. De aici, se poate vedea întreaga vale a Sucevei. 
Este preferată folosirea termenului de Cetatea de Scaun a Sucevei și nu a celui de Cetatea Sucevei, deoarece în Suceava au existat două cetăți: Cetatea de Scaun și Cetatea de Apus (Cetatea Șcheia), ambele fiind construite de voievodul Petru Mușat (c. 1375 – c. 1391). 
Cetatea Sucevei făcea parte din sistemul de fortificații construit în Moldova la sfârșitul secolului al XIV-lea, în momentul apariției pericolului otoman. Sistemul de fortificații medievale cuprindea așezări fortificate (curți domnești, mănăstiri cu ziduri înalte, precum și cetăți de importanță strategică) în scop de apărare, întărite cu ziduri de piatră, valuri de pământ sau având șanțuri adânci. 
Cetatea a fost construită la sfârșitul secolului al XIV-lea de Petru al II-lea (Petru Mușat), a fost fortificată în secolul al XV-lea de Ștefan cel Mare și distrusă în secolul al XVII-lea (1675) de Dumitrașcu Cantacuzino. În prezent, Cetatea Sucevei a fost consolidată și completată în cadrul unui vast proiect, fiind deschisă ca spațiu muzeal.
Cetatea de Scaun a Sucevei a fost inclusă pe Lista monumentelor istorice din județul Suceava din anul 2015, având codul de clasificare  SV-II-a-A-05449 și fiind alcătuită din următoarele 4 obiective:
- Fortul mușatin – datează din secolul al XIV-lea și are codul SV-II-m-A-05449.01
- Incinta exterioară – datează din perioada 1476–1478 și are codul SV-II-m-A-05449.02
- Șanț de apărare – datează de la sfârșitul secolului al XV-lea și are codul SV-II-m-A-05449.03
- Zid de contraescarpă – datează din a doua jumătate a secolului al XV-lea și are codul SV-II-m-A-05449.04

La acestea se adaugă un sit arheologic, Platoul din fața Cetății de Scaun, care este localizat la „Câmpul Șanțurilor”, la marginea de est a orașului și pantele de nord ale dealului și datează din epoca medievală (secolele XIV–XVII). Acest sit arheologic are codul de clasificare SV-I-s-A-05390.

## Istoric

### Construcția lui Petru Musat

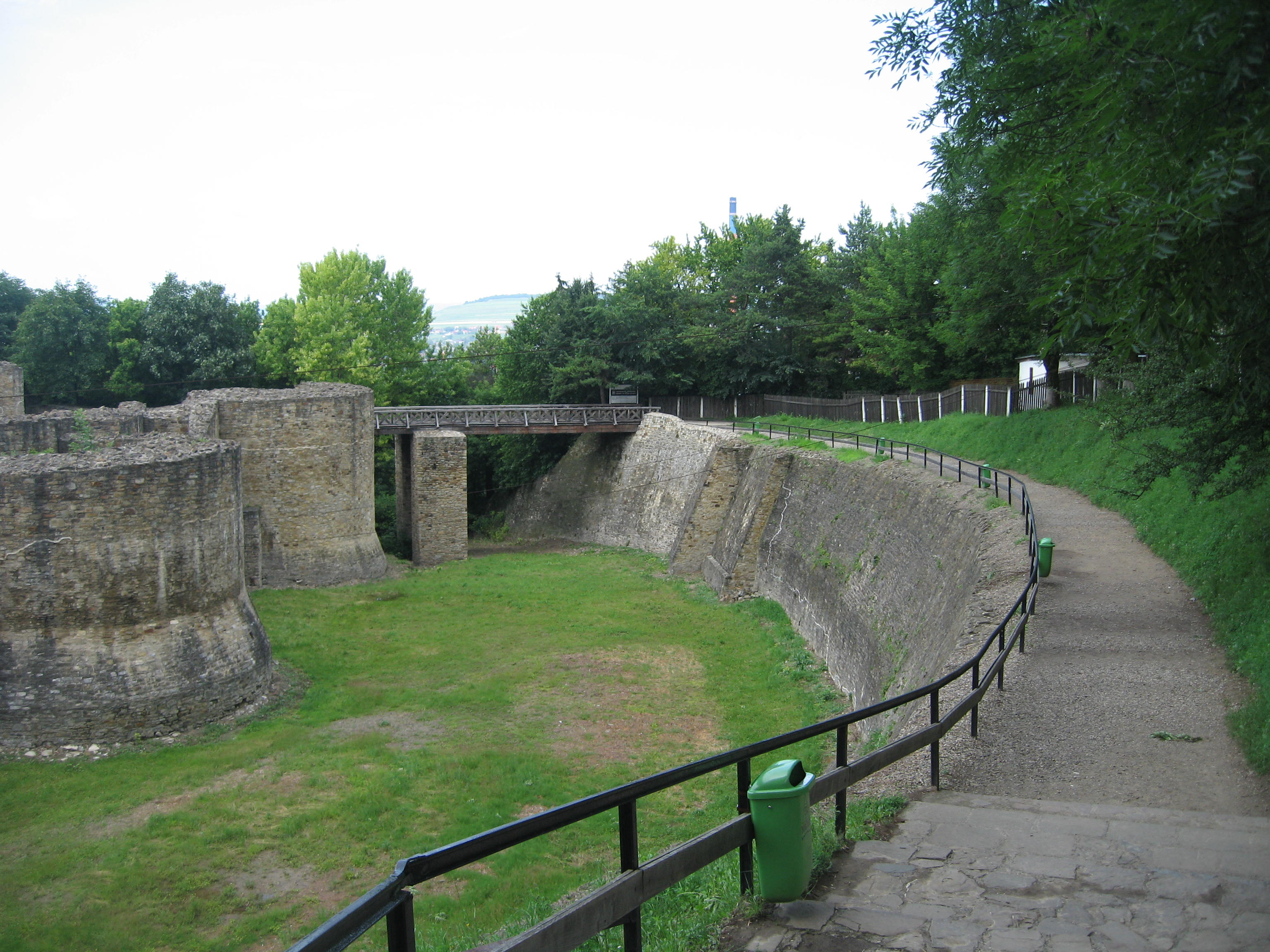
Drumul de acces spre cetate. Pereții șanțului sunt susținuți de o contraescarpă.

În anul 1388, voievodul Petru al II-lea, mai cunoscut ca Petru Mușat (1375–1391), a mutat capitala Principatului Moldovei din orașul Siret în orașul Suceava. Voievodul era căsătorit cu sora regelui Poloniei, Vladislav al II-lea Iagello (1386–1434).
Cetatea Sucevei (u gorodea Soceavea') este menționată pentru prima dată într-un document din 10 februarie 1388 al voievodului moldovean Petru al II-lea, în care este vorba de împrumutul (3.000 de ruble de argint frâncesc) cerut de regele Poloniei, care a oferit drept garanție de restituire a banilor provincia Pocuția. Documentul se încheie cu textul „...Și s-a scris cartea în Cetatea Sucevei, luni, în întâia săptămână a Postului sub pecetea noastră, în anul nașterii Domnului 1388.” Cetatea este menționată și în alte documente moldovenești din 1393 și 1395.
Ca urmare a cercetărilor arheologice efectuate aici în a doua jumătate a secolului al XX-lea, au fost identificate mai multe etape de construcție a cetății. Nu au fost identificate aici fortificații anterioare, rezultând că prima construcție fortificată datează din epoca domniei lui Petru Mușat. Cercetările arheologice au determinat faptul că aici a existat un pâlc de pădure care a fost defrișat prin incendiere în vederea ridicării construcției.
Datarea construcției se datorează și descoperirii câtorva zeci de monede de argint (toate emise de monetăria voievodului Petru Mușatinul) în cel mai vechi nivel al cetății.
Petru Mușat a construit în Suceava un castel fortificat pentru a-i servi ca reședință voievodală. Castelul avea forma unui patrulater regulat, cu laturile opuse de lungimi egale (laturile de est și de vest aveau 40 de metri, iar cele de sud și de nord 36 de metri). În exterior, la fiecare colț al cetății, dar și pe mijlocul fiecărei laturi, erau dispuse turnuri pătrate de apărare (bastioane) cu latura de 4 metri. 
Zidurile aveau o grosime de aproximativ 2 metri, fiind construite din piatră nefasonată, între pietre aflându-se umplutură de piatră legată cu mortar, în care s-a mai pus piatră și cărămidă sfărâmată. Au mai fost întrebuințate în masa de zidărie și bârne din lemn de stejar pentru a evita fisurarea zidurilor în urma tasării.
Pe latura de est, la o distanță de aproximativ 4 metri de ziduri, a fost săpat un șanț de apărare cu o adâncime variabilă, în jur de 10 metri.
În castel se intra printr-o poartă semicirculară (cu raza de 1,5 metri) aflată pe latura de sud. Castelul avea în mijloc o curte interioară largă. În interiorul cetății, pe latura de est, se afla camera de gardă. De-a lungul zidurilor erau săpate pivnițe boltite ample, deasupra cărora se înșirau mai multe încăperi: camera domnitorului, camera doamnei, baia domnească, depozitul de alimente, un paraclis și o închisoare.
Pentru a proteja intrarea în cetate de pericolul atacării cetății cu mijloace de artilerie, domnitorul Alexandru cel Bun (1400–1432) a dezvoltat sistemul de apărare a cetății. El a construit în partea de sud un zid paralel cu zidul cetății, cu scopul de a proteja intrarea în cetate. De asemenea, a pavat curtea interioară și căile de acces spre cetate.

### Epoca lui Ștefan cel Mare

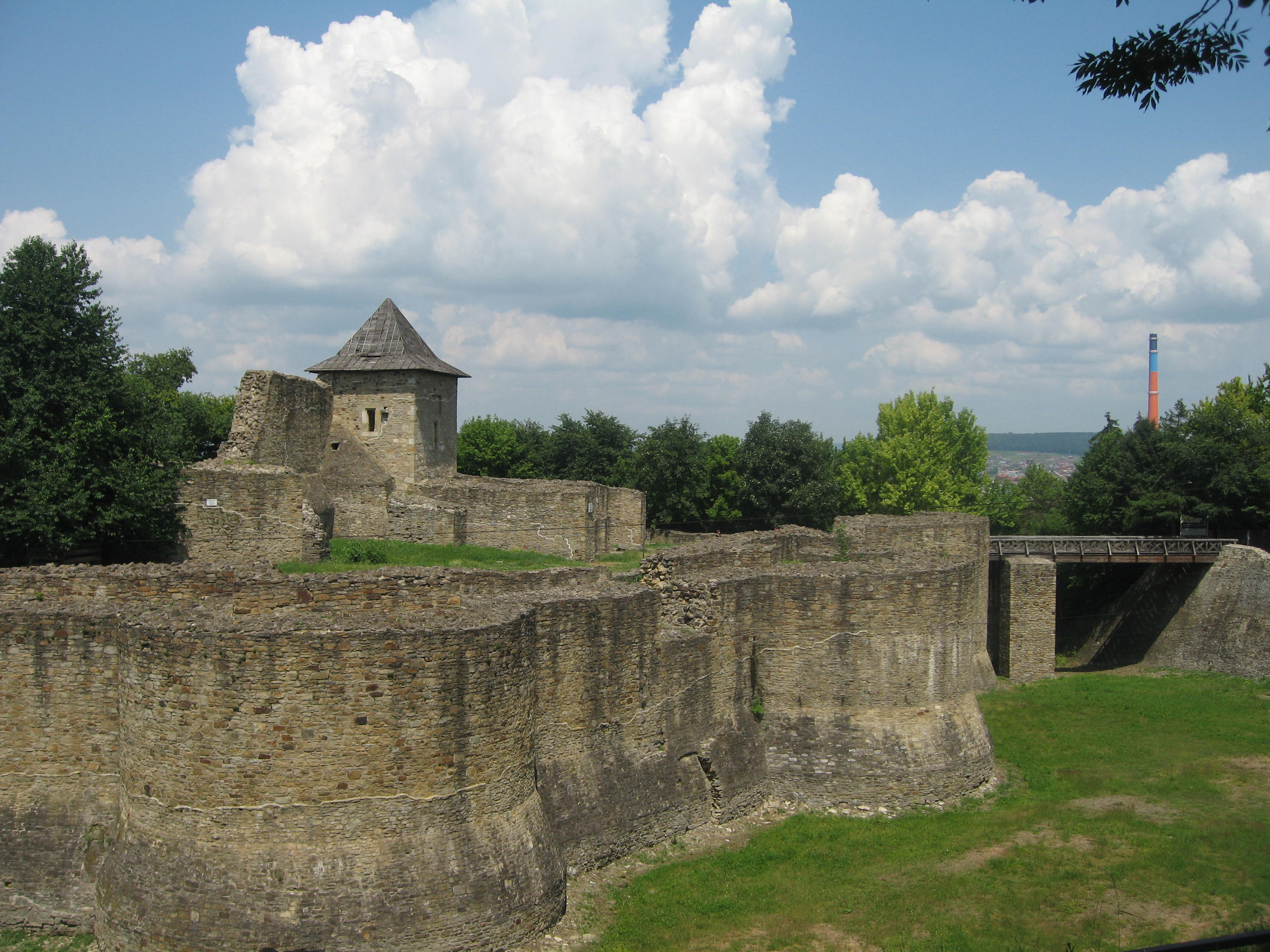
Cetatea Sucevei văzută de pe platou. Turnul rămas în picioare adăpostea paraclisul.

Voievodul Ștefan cel Mare (1457–1504) a înțeles cel mai bine necesitățile construirii de clădiri fortificate pentru a apăra Principatul Moldovei de atacurile turcilor, tătarilor, ungurilor sau polonilor. El a construit primele mănăstiri fortificate din Moldova și a întărit cetățile existente. Considerând că Cetatea Sucevei nu este suficient întărită pentru a rezista atacurilor inamicilor Moldovei, el a construit un zid de incintă care a înconjurat fortul mușatin, asemenea unui inel.
În construirea zidului de incintă, pot fi distinse două etape. În prima etapă, anterioară anului 1476, a fost construit, la aproximativ 20–25 de metri de zidul fortului mușatin, un zid de incintă cu o lățime de 1,5 metri, întărit cu trei turnuri pătrate (pe colțurile de nord-vest, sud-vest și sud-est), care înconjurau laturile de vest, sud și est ale primei fortificații; latura de nord se afla pe un pinten de deal, iar zidurile de pe această latură erau deja pe marginea dealului. Zidul de incintă avea înălțimea de 15 metri față de fundul șanțului de apărare, fiind prevăzut cu creneluri (goluri de tragere) plasate în partea inferioară.
Un zid lega bastionul din sud-vest al fortului mușatin cu bastionul din colțul de sud-vest al zidului de incintă construit de Ștefan cel Mare. Pentru a evita prăbușirea peretelui șanțului de apărare de pe latura de est, a fost construită o contraescarpă (un zid de piatră, cu rol de sprijin).
În vara anului 1476, Cetatea Sucevei a fost asediată de oștile turcești, conduse de sultanul Mahomed al II-lea, fiind avariată. După cum ne informează cronicarul polonez Jan Dlugosz, oștenii aflați în cetate, conduși de hatmanul Șendrea, s-au apărat eroic, iar oștile otomane au fost nevoite să se retragă. Acest asediu a demonstrat vulnerabilitatea zidurilor de incintă și a turnurilor pătrate în fața tirurilor de artilerie cu ghiulele de fier. 
Ca urmare a celor constatate, începe a doua etapă de construcție a cetății din timpul lui Ștefan cel Mare. Pentru a întări și mai mult cetatea, domnitorul a dispus adăugarea la primul zid de incintă a unui al doilea zid, cu grosimea de 2 metri, care s-a unit pe latura de nord cu zidul fortificației lui Petru Mușat. Noul zid de incintă cu o grosime apreciabilă (de cel puțin 3,5 metri) a fost prevăzut cu șapte bastioane semicirculare: câte unul pe laturile de nord-vest, sud-vest, sud, sud-est și nord-est și două pe latura de est. Cele trei bastioane pătrate din prima etapă au fost menținute fiind dublate cu ziduri semicirculare.
În septembrie 1477 a fost pusă o pisanie cu stema Moldovei pentru a aminti de lucrările de refacere întreprinse după asediul din 1476. Fragmente din pisanie au fost găsite cu prilejul lucrărilor de restaurare din anul 1971.
Șanțul de apărare a fost mult lărgit, fiind extins și pe laturile de sud și vest, cea de nord aflându-se pe un pinten de deal după cum am spus mai înainte. Acest fapt nu a permis umplerea cu apă a șanțului de apărare, ea putându-se scurge pe latura de nord.
Intrarea în cetate a fost mutată pe latura de nord-est, unde a fost construit peste șanțul săpat cu aproape un secol în urmă un pod cu o parte fixă și una mobilă, suspendat pe doi piloni. Odată trecut podul, vizitatorii nepoftiți dădeau de o capcană unde puteau să-și piardă viața. După capcană, au fost construite două camere de gardă de o parte și de alta a intrării. 
De asemenea, în interiorul cetății, tot în perioada lui Ștefan cel Mare, au fost dezvoltate și construcțiile cu parter și etaj datând din epoca anterioară. Pe latura de est a fortului care avea trei etaje se aflau încăperile destinate voievodului și familiei sale, atunci când locuiau în cetate. Pardoseala încăperilor era din cărămizi smălțuite, iar pereții și sobele au fost îmbrăcate în teracotă.
Pe latura de est, în dreptul bastionului, a fost construită o încăpere destinată a fi pulberărie (depozit de praf de pușcă). Pe platou, la 1 kilometru distanță de cetate, au fost construite întărituri pentru apărare, constând din gropi și șanțuri mari care au fost nivelate în timp.
Cetatea a fost asediată din nou în anul 1485 de armatele otomane, apoi în perioada 26 septembrie–19 octombrie 1497 de oștile poloneze conduse de regele Ioan Albert. Nici unul dintre atacuri nu a reușit să ducă la predarea cetății. 
În perioada domniei lui Ștefan cel Mare, Cetatea Sucevei era apărată de o garnizoană puternică, condusă de pârcălabi (dregători domnești). La începutul domniei lui Ștefan, sunt menționați pârcălabii Iliaș și Ponici. Începând din a doua jumătate a secolului al XV-lea, pârcălabii au purtat denumirea de portari ai Sucevei. În timpul asediului din 1476, portar al Sucevei era Șendrea, cumnatul lui Ștefan cel Mare, urmat în funcție de Luca Arbore.

### Decăderea cetății și distrugerea acesteia

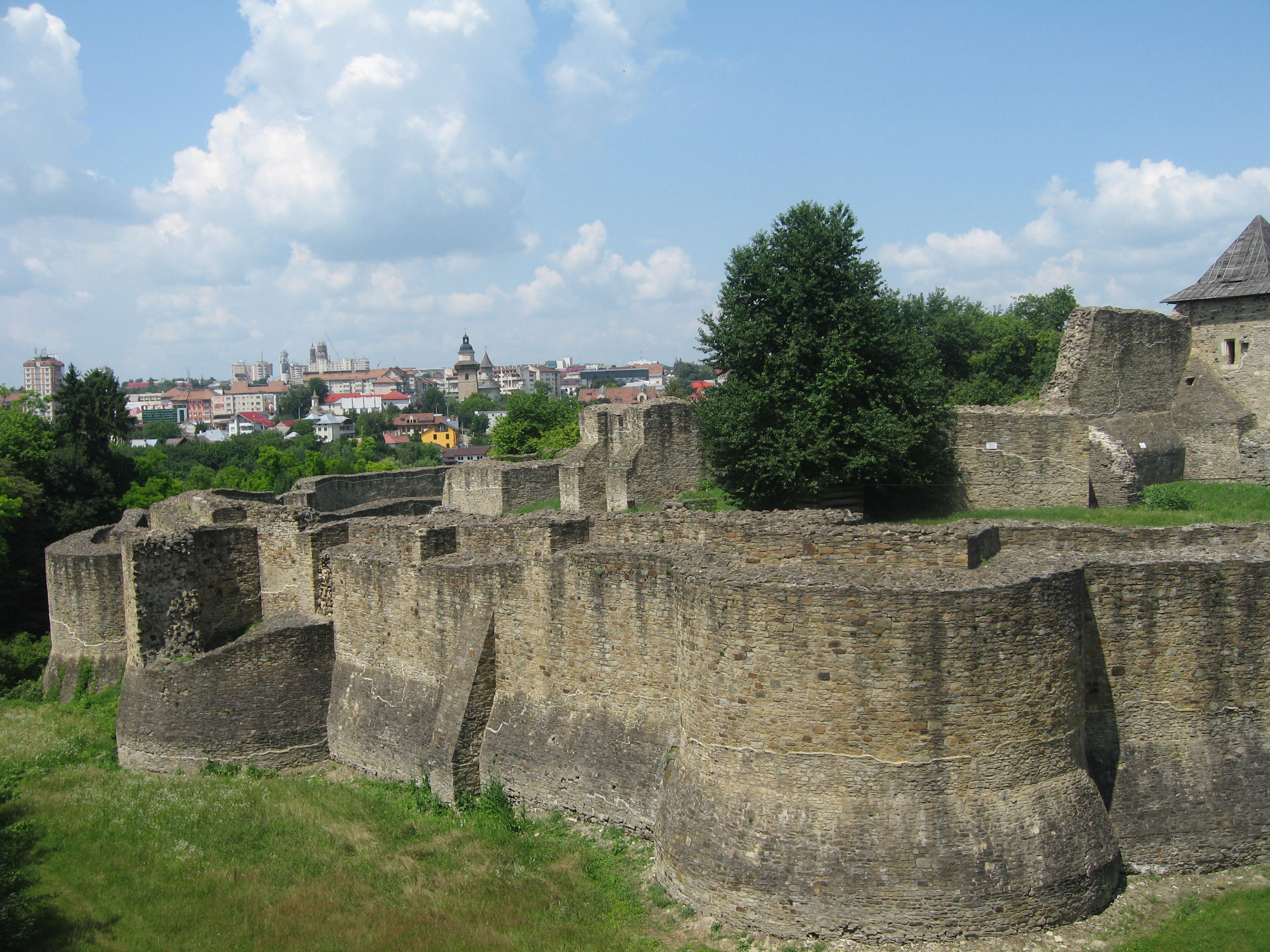
Cetatea Sucevei văzută de pe platou. Situată pe un pinten de deal, cetatea a fost afectată și de alunecări de teren. În imagine se văd trei bastioane reconstruite parțial, dunga albă indicând nivelul la care se aflau ruinele la mijlocul secolului al XX-lea. În depărtare se vede turnul Bisericii Sfântul Dumitru, construit de Alexandru Lăpușneanu și având 40 metri înălțime.

Urmașii lui Ștefan cel Mare, Bogdan al III-lea (1504–1517) și Ștefăniță Vodă (1517–1527) au efectuat unele lucrări de mică amploare de refacere a cetății, la zidul de incintă și în interiorul fortului.
În anul 1538, oastea otomană (cu 150.000–200.000 soldați, după unele izvoare) condusă de însuși sultanul Soliman Magnificul năvălește în Moldova cu gândul să o ocupe. În același timp, tătarii din Crimeea atacă hotarul de est, în timp ce oștile Țării Românești și Ungariei atacă dinspre vest. În drumul spre Suceava, otomanii beneficiază de sprijinul unor boieri moldoveni, nemulțumiți de politica autoritară a domnitorului Petru Rareș (1527–1538, 1541–1546). Întruniți la Curtea domnească din Bădeuți, boierii trădători, în frunte cu hatmanul Mihu și cu logofătul Gavril Trotușan (ctitorul Bisericii „Duminica Tuturor Sfinților” din Părhăuți – 1522), decid să predea Cetatea Sucevei sultanului. 
Petru Rareș fuge în Transilvania, în Cetatea Ciceu, care îi aparținea ca feudă, iar la 14 septembrie 1538 Soliman Magnificul intră în cetate cu mare alai și fără a întâmpina rezistență. Sultanul numește ca domn pe Ștefan Lăcustă (1538–1540), un nepot al lui Ștefan cel Mare și timp de câteva zile, turcii și tătarii jefuiesc crunt Moldova. După cum menționează cronicarul Macarie în letopisețul său: „Oastea barbarilor purta război crunt cu Moldovlahia, prădând casele și înveselindu-se cu prăzi. Atunci și preafrumoasa cetate a Sucevei s-a supus turcilor și ca o mireasă împodobită, ca o roabă au rușinat-o... Turcii au pus mâna pe bogățiile domnilor și pe râuri de averi. De acolo s-a întors ca mare învingător, acel trufaș stăpânitor al turcilor și s-a dus la cetatea împărătească, lăsând ca stăpân al domniei pe un oarecare Ștefan.”
În anul 1540, boierii moldoveni îl asasinează pe Ștefan Lăcustă într-un foișor din cetate, în timp ce acesta dormea. Domnitorul Despot Vodă (1561–1563) își stabilește și el reședința la Suceava. Cetatea este asediată din nou în anul 1563, timp de trei luni, de către hatmanul Ștefan Tomșa, iar mercenarii unguri care o apărau predau cetatea oștii lui Tomșa. Asediul din 1563 a provocat distrugeri grave cetății.
La solicitarea turcilor care-l aduseseră pe tron în a doua sa domnie, domnitorul Alexandru Lăpușneanu (1552–1561, 1564–1568) mută capitala Moldovei de la Suceava, oraș fortificat și situat în nordul Moldovei, la Iași, localitate lipsită de fortificații. El este obligat să dărâme toate cetățile, pentru ca țara să fie incapabilă să se apere. Cu excepția Hotinului, el incendiază toate cetățile. După cum povestește cronicarul Grigore Ureche, „făcând pre cuvântul împăratului, au umplut cetățile cu lemne și le-au aprins de au ars și s-au risipit.”
La sfârșitul secolului al XVI-lea, Cetatea Sucevei devine reședința domnitorilor Aron Vodă (1592–1595), Ștefan Răzvan (1595) și Ieremia Movilă (1595–1606), care s-au ridicat la luptă împotriva Imperiului Otoman. În anul 1596, zidurile vechii cetăți sunt fortificate de Ieremia Movilă, după cum atestă un fragment de cărămidă descoperită în cetate și inscripționată. 
În mai 1600, Mihai Viteazul întreprinde o campanie militară în Moldova. După ce armatele sale trec apa Trotușului la 4 mai 1600 și ocupă Bacăul la 10 mai, oștile valaho-transilvane se îndreptă spre Suceava, iar la 16 mai, apărătorii Cetății Sucevei îi deschid porțile și se predau fără luptă. Unul dintre căpitanii lui Mihai Viteazul, Ioan Kapturi, a fost numit noul pârcălab al cetății. La 29 mai 1600, el a jurat credință, în calitate de pârcălab, noului domnitor. Mihai Viteazul a lăsat în cetate o garnizoană.
Oștile poloneze și cazace conduse de Jan Zamoyski și Stanislaw Zolkiewski și având un efectiv de circa 24.000 de oșteni trec Nistrul la 4 septembrie 1600, iar la 6 septembrie se află în fața Cetății Suceava. Garnizoana lăsată aici de Mihai Viteazul după plecarea sa la Alba Iulia nu reușește să țină piept forțelor inamice, iar Ieremia Movilă era reînscăunat ca domn al Moldovei. 
Domnitorul Vasile Lupu (1634–1653) întreprinde lucrări de restaurare a Cetății Suceava. În timpul său, sunt refăcute zidurile din cărămidă, este înconjurată curtea interioară de o loggia susținută de pilaștri de cărămidă, sunt reamenajate pivnițele de pe latura de vest, iar sobele din cetate sunt placate cu plăci de Iznik și cahle pentru sobe de influență lituaniană. Pe latura sudică este construită o încăpere pentru îmbăierea domnitorului și se amenajează o închisoare în turnul de pe mijlocul laturii sudice a fortului mușatin. 
În anul 1653, cetatea este apărată de cazacii lui Timuș Hmelnițki, ginerele lui Vasile Lupu, în timpul luptelor pentru tron dintre oștile domnitorului Vasile Lupu și cele ale logofătului Gheorghe Ștefan, pretendent la tronul Moldovei. Cetatea suferă grave avarii, iar hatmanul cazac este rănit grav și moare sub zidurile cetății la 15 septembrie 1653.
Eustratie Dabija (1661–1665) dispune instalarea în Cetatea Sucevei a unei monetării, care funcționează între anii 1662 și 1668 și unde se emit ultimele monede moldovenești (bani mărunți de aramă, denumiți „șalăi”).
În anul 1673, în cetate se instalează o garnizoană polonă, cu acordul voievodului Ștefan Petriceicu (1672–1673, 1673–1674). După șase luni de luptă, oștile turcești reușesc să-i alunge pe polonezi și îi poruncesc domnitorului Dumitrașcu Cantacuzino (1673, 1674–1675) să dărâme cetatea. În iulie 1675, „trimis-au Dumitrașco-vodă pe Panaitachii ușerul Morona c-un agă turcu, pentru să strâce cetățile, și cu alții boiari. Și atunce, eșind nemțâi din Suceavă, au întrat acel Panaite, tălmaciu agăi, și cu acel agă ș-au spart săcreile și lădzile unora și altora, care au fostu pusă acolo, și multe lucruri scumpe și odoară au luatu, de s-au înplut de avere. Iară mai pe urmă i-au rămas ficiorul de murie de foame, a lui Panaitachie. Dece atunce au strâcat cetatea Sucevei ș-a Neamțului ș-a Hotinului.”
La rândul său, cronicarul Nicolae Costin precizează că: „...și punând lagum (praf de pușcă), sub zidurile cetăților le-au arungat din temelie. Numai cetatea Sucevei, neputând-o strica cu lagum au umplut-o cu lemne și cu paie, apoi le-au dat foc de au ars. Și astfel slăbindu-i zidurile din pricina fierbințelei de tot mari s-a risipit cetatea.”
În anul 1684, la sfârșitul celei de-a treia domnii a lui Gheorghe Duca (1665–1666, 1668–1672, 1678–1683), întreaga latură de nord a cetății s-a prăbușit în urma unui puternic cutremur, printre care „...și turnul cel mare din cetate Sucevei, ce-i dzice turnul Nebuisăi.”

### Cetatea ruinată și restaurări recente

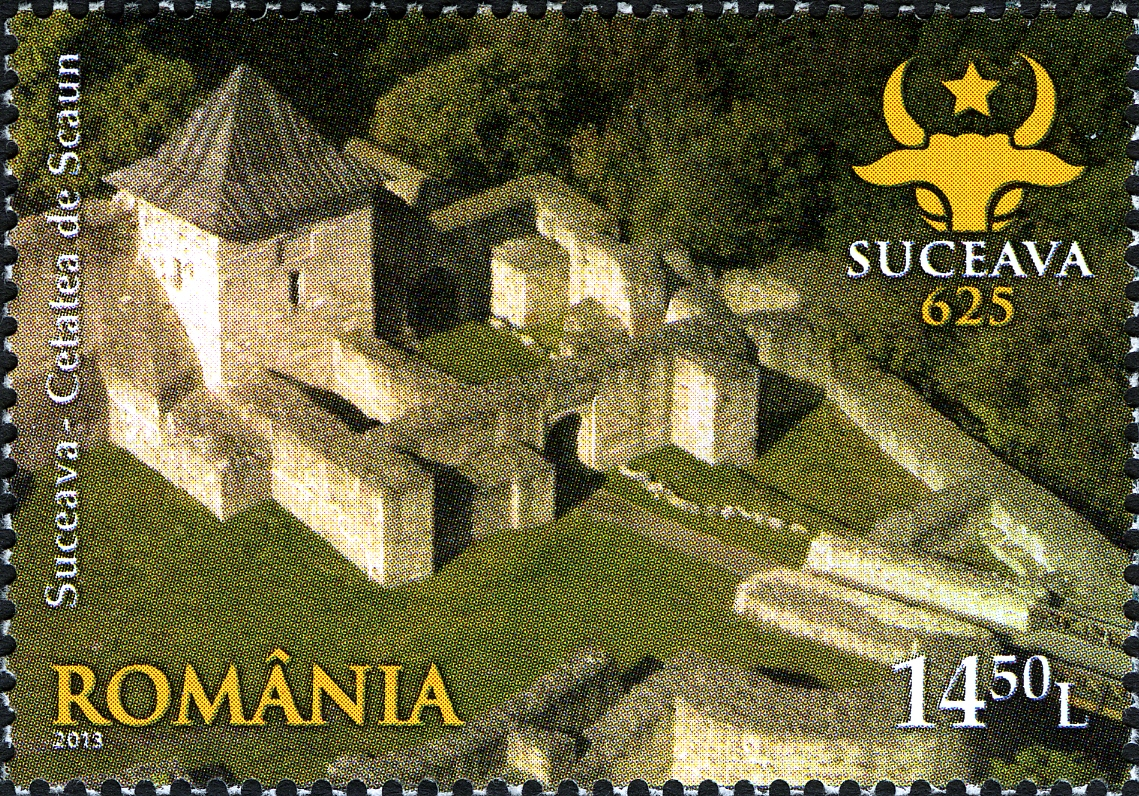
Timbru românesc aniversar cu Cetatea de Scaun apărut în 2013, la împlinirea a 625 de ani de atestare documentară a Sucevei.

Cei care au trecut prin preajma cetății în următoarele secole au constatat faptul că din aceasta nu mai rămăseseră decât niște ruine. La sfârșitul secolului al XVII-lea, trupele polone de sub comanda regelui Ioan al III-lea Sobieski (1674–1696) au ocupat Suceava, stabilindu-și cartierul general la Mănăstirea Zamca în timpul campaniei antiturcești din anii 1690–1691. El a fortificat Zamca, transformând-o într-o adevărată cetate.
În anul 1700, aflat în trecere spre Istanbul, solul polonez Rafael Leszczynski consemnează în însemnările sale că în Suceava se mai păstrau doar ruinele Palatului Domnesc.
Timp de peste două secole, Cetatea Sucevei s-a aflat în părăsire, ruinându-se și mai mult.
Abia la începutul secolului al XX-lea, arhitectul austriac Karl Adolf Romstorfer a efectuat lucrări de restaurare a Cetății de Scaun. El a efectuat primele săpături arheologice (1895–1904), a degajat ruinele și a consolidat părțile amenințate de prăbușire (1897–1903). Printre altele, arhitectul austriac este autorul primei monografii a Cetății Sucevei, intitulată Cetatea Sucevii descrisă pe temeiul propriilor cercetări făcute între anii 1895–1904 (Institutul de Arte Grafice „Carol I”, București, 1913) – 170 de pagini + 12 planșe anexate, 113 ilustrații în text. 
În anul 1951, la inițiativa Academiei Române, a fost organizat primul șantier școală de arheologie medievală din România, sub conducerea profesorului Ion Nestor de la Facultatea de Istorie din București, cercetări arheologice care au condus la stabilirea etapelor de edificare ale Cetății de Scaun. În perioada 1961–1970 s-au întreprins ample lucrări de protejare, consolidare și restaurare parțială a cetății. A fost conservat paraclisul refăcut de Ștefan cel Mare, s-au înălțat cu câțiva metri unele ziduri ale fortului mușatin, cât și zidurile de incintă. Cetatea rămâne însă fără zidurile de pe latura de nord, care se prăbușiseră în urma cutremurului din anul 1684. În încăperea pulberăriei s-a intenționat amenajarea unui muzeu al cetății.
Pentru a conserva zidurile cetății și a împiedica prăbușirea lor, au fost înălțate zidurile cu câțiva metri. Pentru delimitarea zidurilor vechilor ruine de cele înălțate de restauratori a fost trasată o dungă albă, ce șerpuiește în exteriorul zidurilor. Tot acum, în timpul săpăturilor, a fost descoperit un hău imens, unde este posibil să se fi aflat rezervele de apă ale cetății. Acest depozit a fost astupat încă din vremea lui Vasile Lupu. S-a ajuns la concluzia aceasta după ce în umplutura cu pământ au fost găsite fragmente de farfurii chinezești datate 1623–1627.
În anul 2004, cu prilejul comemorării a 500 de ani de la moartea lui Ștefan cel Mare, s-au finanțat din bugetul statului unele lucrări de restaurare parțială a cetății, fiind aplicată pe zidul fortului, în apropierea intrării, o placă memorială din marmură. Lucrările efectuate au vizat acoperirea pivniței cu o placă din beton, consolidarea arcadelor interioare, restaurarea podului de acces în cetate etc. Începând din anul 2005, în cetate sunt găzduite expoziții temporare de pictură sau expoziții cu figuri de ceară pe teme diverse.
În perioada 2011–2015 întregul ansamblu architectonic a fost consolidat și completat în cadrul unui vast proiect cu finanțare europeană (în valoare de aproximativ 17 milioane de euro). Cetatea de la Suceava a fost redeschisă publicului în data de 31 iulie 2016, odată cu Muzeul de Istorie din centrul orașului. În 2024, începând cu luna februarie, sunt executate noi lucrări de restaurare, la podul de acces, la șanțul de apărare și la o parte din fortificații.
În prezent, Cetatea de Scaun a Sucevei aparține și este administrată de Muzeul Național al Bucovinei.

## Descriere

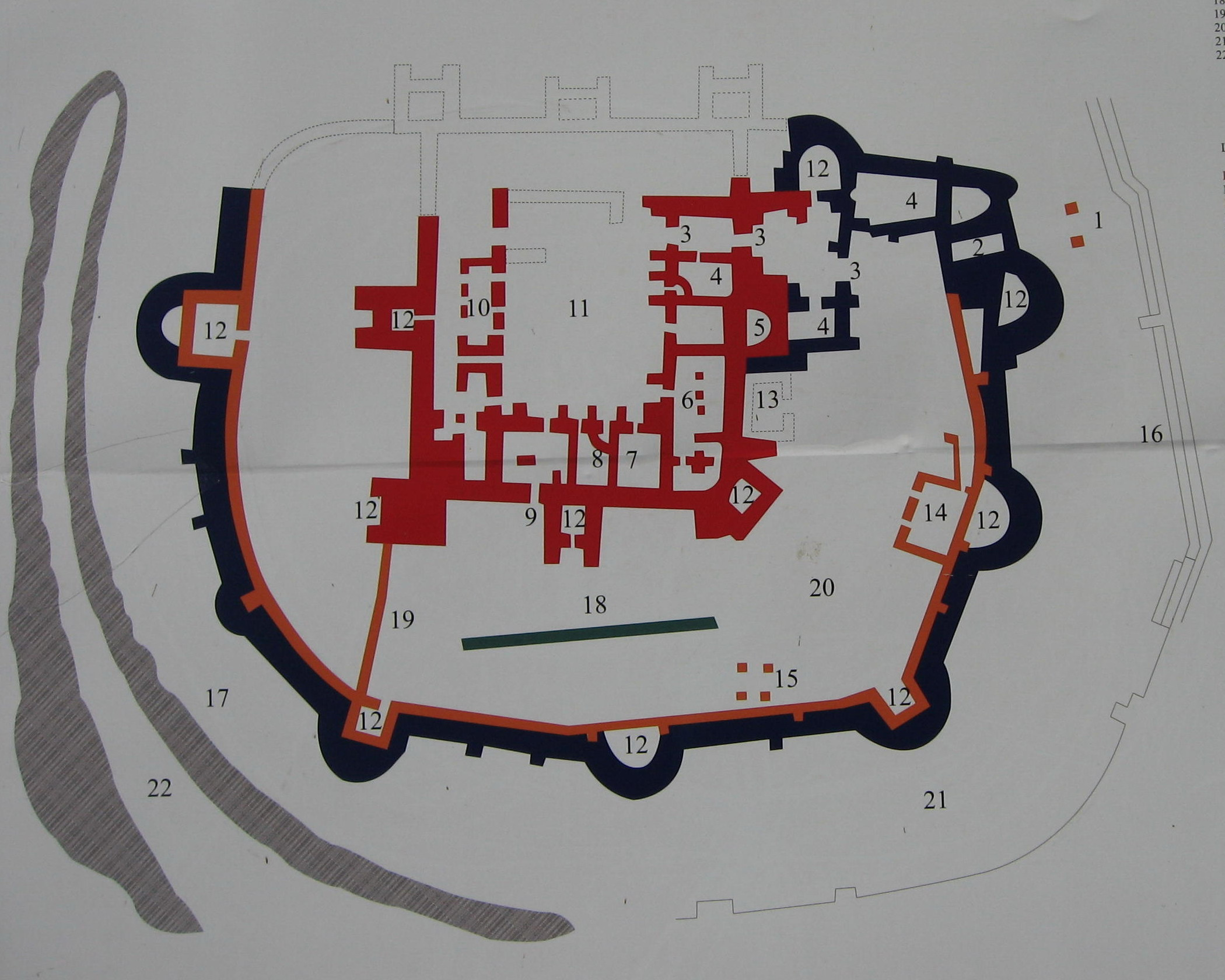
Planul Cetății de Scaun a Sucevei pe un panou aflat înainte de intrarea în cetate. Etapele de construcție ale cetății sunt marcate cu culori diferite. Cu roșu este marcată perioada lui Petru Mușat, cu verde faza lui Alexandru cel Bun, cu portocaliu prima etapă a lui Ștefan cel Mare și cu negru etapa a doua a lui Ștefan cel Mare. Zidurile prăbușite sunt marcate cu linii întrerupte.

Cetatea de Scaun a Sucevei este formată din mai multe elemente componente. Între cetate și restul platoului se află un șanț de apărare, ai cărui pereți dinspre platoul de pe latura de est au fost consolidați cu o contraescarpă. O astfel de construcție a existat și pe latura de sud, dar s-a prăbușit. Pe latura de vest și pe cea de sud-vest a fost construit un val de apărare artificial.
În cetate se pătrundea printr-un pod de acces cu o parte fixă și o alta mobilă, sprijinit în doi piloni înalți din piatră. Partea mobilă se putea ridica în caz de primejdie, dar odată trecut de ea exista o capcană în care puteau cădea vizitatorii nepoftiți. Trecut și de partea fixă a podului, se ajunge în curtea interioară a cetății. De acolo pentru a intra în clădirea fortului se trecea printr-un sistem de trei porți, apărate de soldați ce stăteau în camere de gardă, special amenajate. 
Fortul mușatin are un plan dreptunghiular, având laturile de nord și sud de 36 de metri și laturile de est și vest de circa 40 de metri, cu ziduri groase de circa 1,50 metri, întărite din loc în loc cu turnuri de apărare, de formă pătrată. 
În mijlocul fortului se afla o curte interioară largă, înconjurată de încăperi cu diferite întrebuințări:
- pe latura de est, care avea trei etaje, se aflau apartamentele domnești (ale voievodului și ale familiei sale, când locuiau în cetate), un depozit de alimente și un paraclis. Ferestrele încăperilor domnești aveau dimensiuni mai mari, având ancadramente sculptate în piatră. În paraclis se pătrundea din curtea interioară prin intermediul unei scări de piatră în spirală. Pereții paraclisului erau acoperiți cu pictură în frescă. În dreptul intrării de pe latura de nord-est, în zona porților, se afla o cameră pentru corpul de gardă, care păzea intrările.
- pe latura de vest se afla la subsol o pivniță întinsă, sub formă de hală, în care se pătrundea din curtea interioară printr-o scară care cobora. Pivnița era împărțită în două nave prin stâlpi masivi, dreptunghiulari, legați, pe de o parte, între ei prin arcuri semicirculare formate din bolțari, iar pe de altă parte, prin arcuri corespunzătoare, transversale, cu pereții laterali. La parter exista o sală de mari dimensiuni, în care se întrunea Sfatul Domnesc. Sala avea console în stil gotic, console în stilul Renașterii, chei de boltă dintre care una cu stema Moldovei (capul de bour cu o stea cu cinci raze între coarne, încadrat în dreapta de o rozetă cu cinci petale și la stânga de o semilună).[21]
- pe latura de sud se aflau baia domnească și o închisoare în turnul de pe mijlocul laturii sudice a fortului mușatin. Inițial, intrarea se făcea pe latura de sud, printr-o poartă încununată de un arc semicircular.
- pe latura de nord nu existau încăperi, aici aflându-se doar zidul de incintă și zidul fortului cu bastioane pătrate.

Restul încăperilor din cetate era destinat soldaților, cetatea având rol de apărare, ea nefiind locuită de domnitor, de familia sa sau de sfetnici apropiați decât în caz de pericol, în restul timpului fiind folosită Curtea domnească din oraș. 
Încăperile din cetate aveau sobe din teracotă smălțuită, decorate cu motive geometrice, steme ale Moldovei, animale fantastice sau personaje mitologice. În exterior, pereții erau decorați cu șiruri de discuri și butoni ornamentali.
Ștefan cel Mare a adăugat în exteriorul zidului fortului mușatin, dar lipite de zid, două camere de gardă în dreptul intrării de pe latura de nord-est, iar Eustratie Dabija a construit la mijlocul secolului al XVII-lea o monetărie pe latura de est, dar zidurile acesteia s-au prăbușit.
În exteriorul fortului se află zidurile de incintă construite în două etape, identificabile ușor, un zid din vremea lui Alexandru cel Bun paralel cu latura de sud și un zid din vremea lui Ștefan cel Mare perpendicular pe turnul pătrat de pe latura de sud-vest. Zidurile de incintă au șapte bastioane semirculare, trei dintre ele având pereții interiori de formă pătrată. Pe latura de est a zidurilor s-a construit depozitul de praf de pușcă, iar pe latura de sud s-a amenajat un loc de execuție.

## Expoziția permanentă
După ample lucrări de consolidare și completare, cetatea este redeschisă circuitului turistic la 31 iulie 2016, aici fiind realizată prima expoziție permanentă care ilustrează teme de interes pentru public, precum prima și cea mai cuprinzătoare prezentare a armelor medievale din Moldova, a blazoanelor domnilor și boierilor moldoveni din secolele XIV–XVII sau tezaurul medieval al Moldovei. Lapidariul recompune pentru prima dată cea mai completă imagine a Cetății de Scaun, evidențiind sistemele constructive și decorația arhitecturală, dominate în secolul al XV-lea de teme ale goticului. Diverse utilități domestice medievale, cum ar fi sobele de teracotă, combină motivele decorative locale cu cele central-europene. De asemenea, expoziția dispune de sisteme multimedia cu tematică istorică medievală și proiecții video cu subiecte legate de istoria cetății, precum cartea interactivă de istorie medievală a Moldovei „Străinii despre noi” sau proiecția video „Cronica Cetății Sucevei”.
În afară de expoziția permanentă, Cetatea de Scaun reprezintă locul de desfășurare al unor manifestări culturale, cu tematică istorică și nu numai. Începând cu 2007, în fiecare an, în luna august, aici are loc Festivalul de Artă Medievală „Ștefan cel Mare”. Între anii 2011–2019, în șanțul de apărare de lângă zidurile cetății au fost organizate nouă ediții ale Festivalului Internațional „Bucovina Rock Castle”, continuat din 2022 cu un nou festival – „Cetatea de Rock a Sucevei”.

## Imagini
Fotografii din 2009

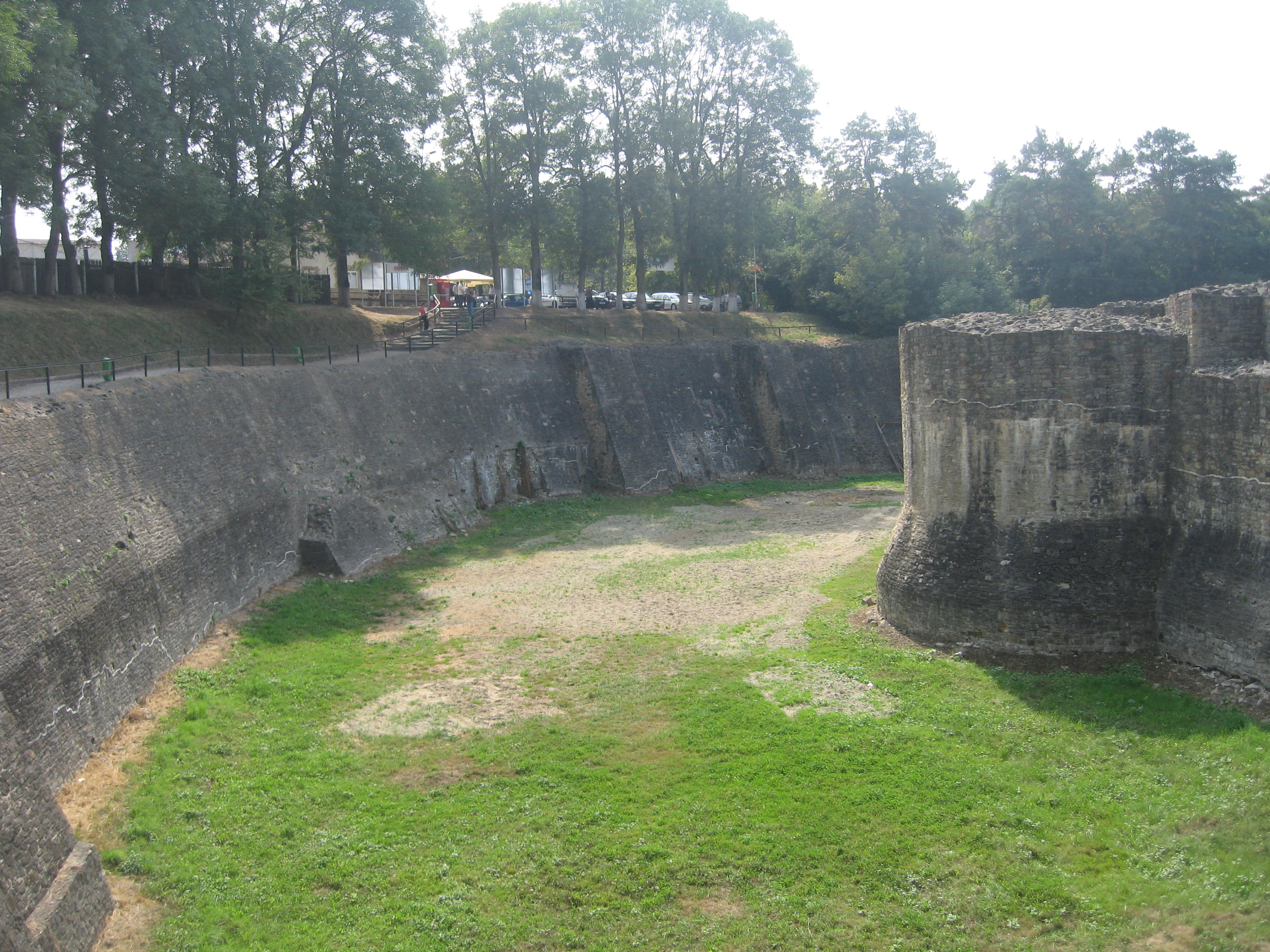
Zidul de contraescarpă văzut de pe podul de acces
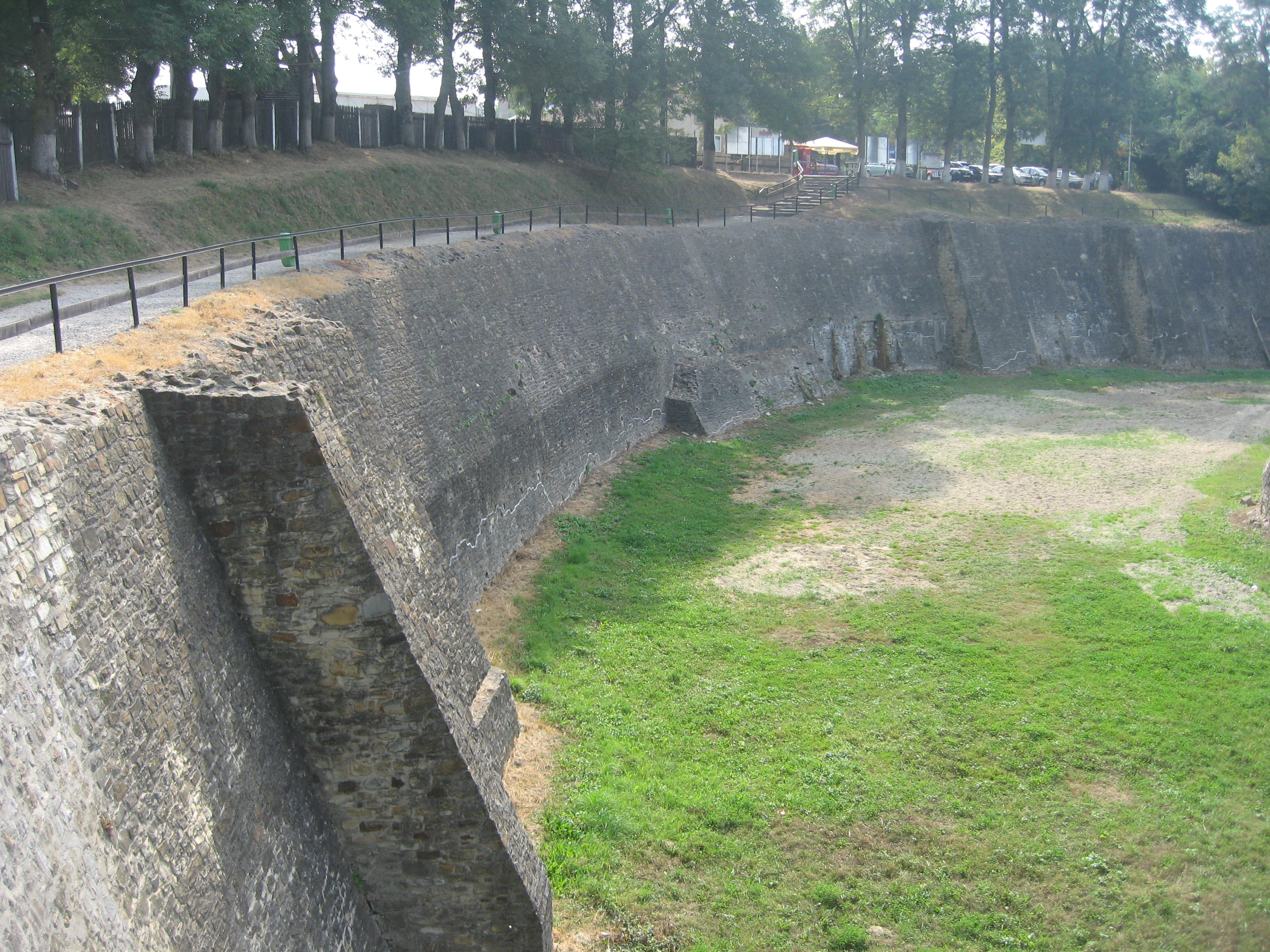
Zidul de contraescarpă văzut de pe podul de acces
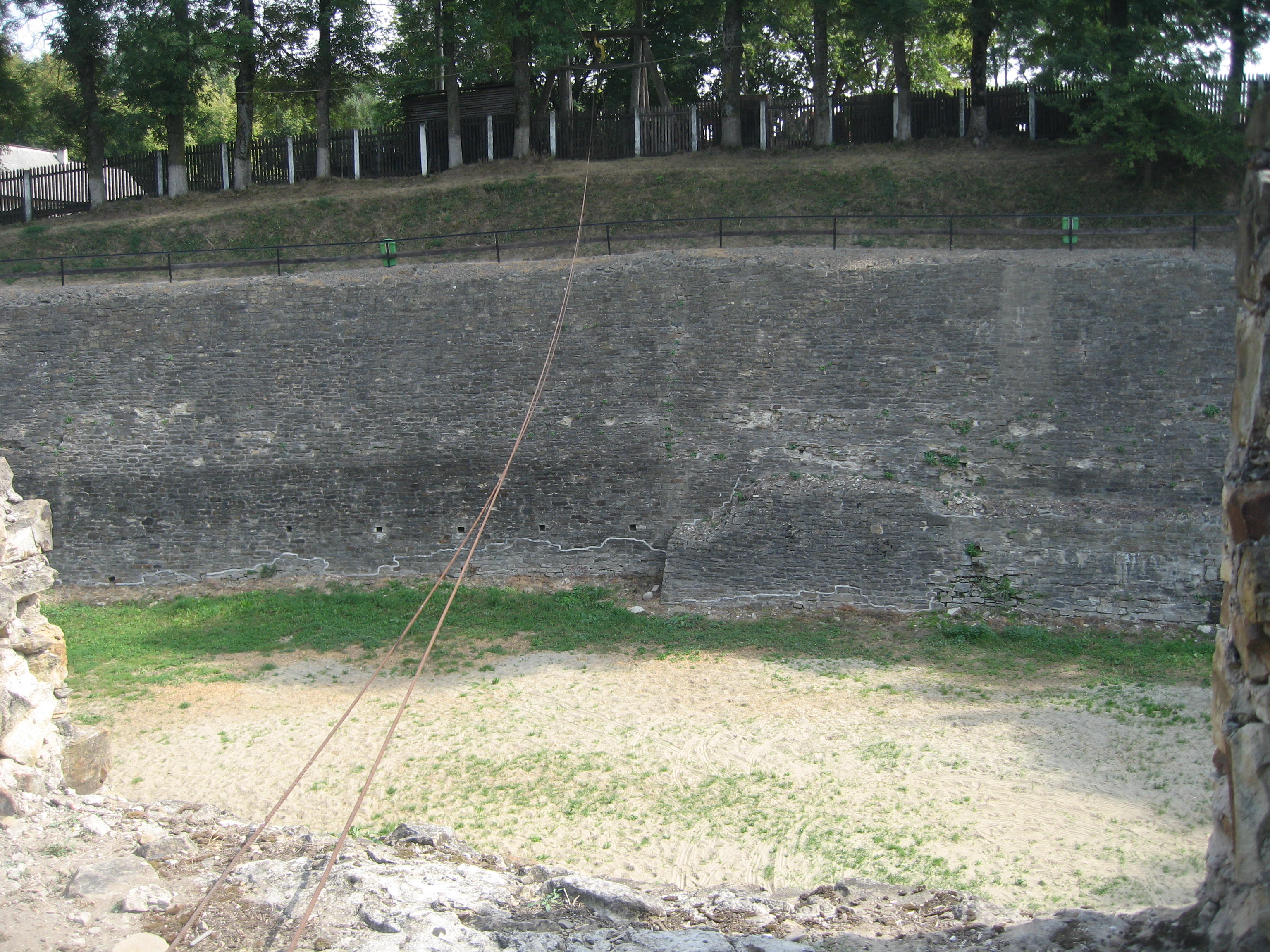
Zidul de contraescarpă văzut din cetate
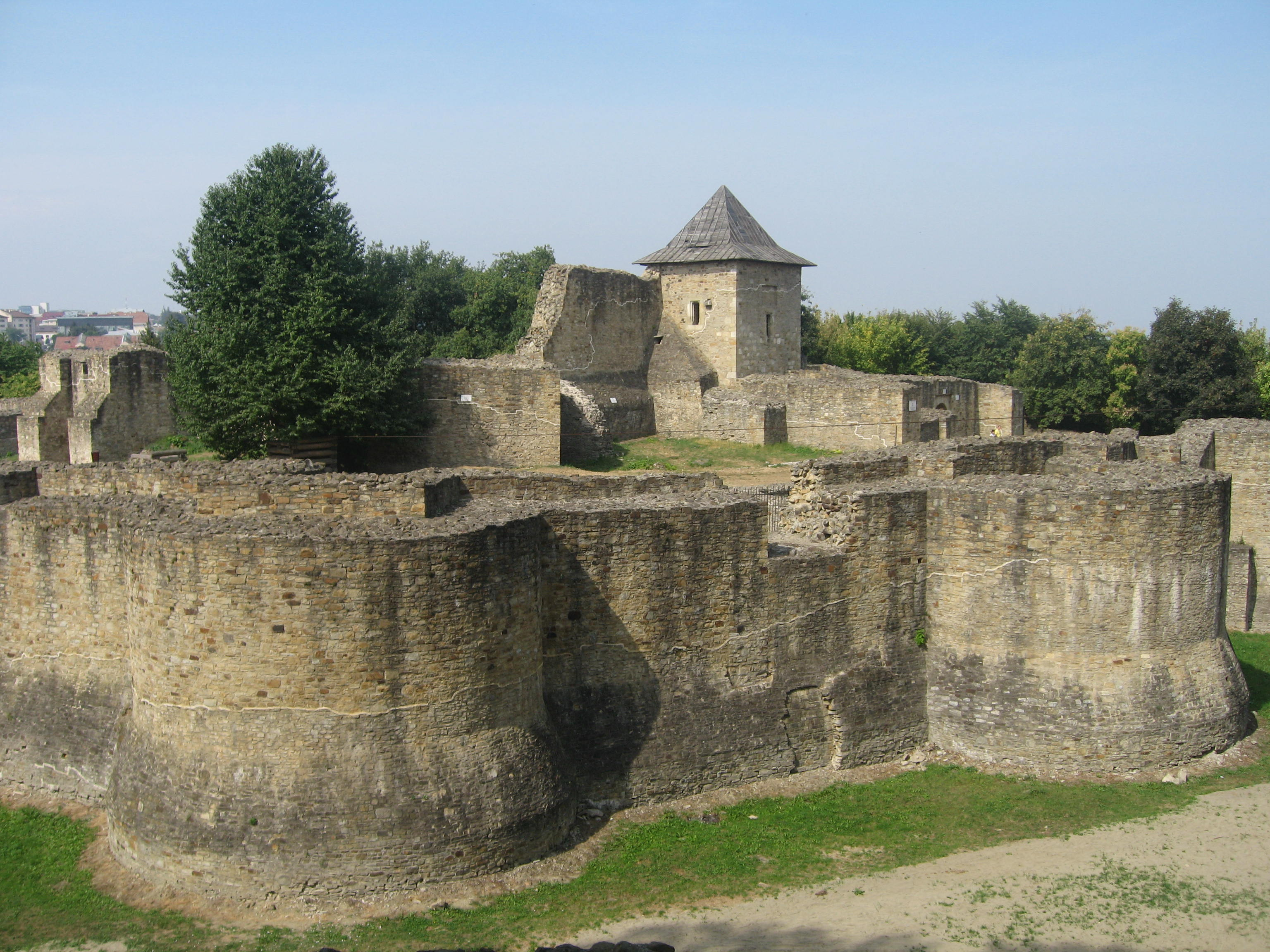
Cetatea văzută de pe platou
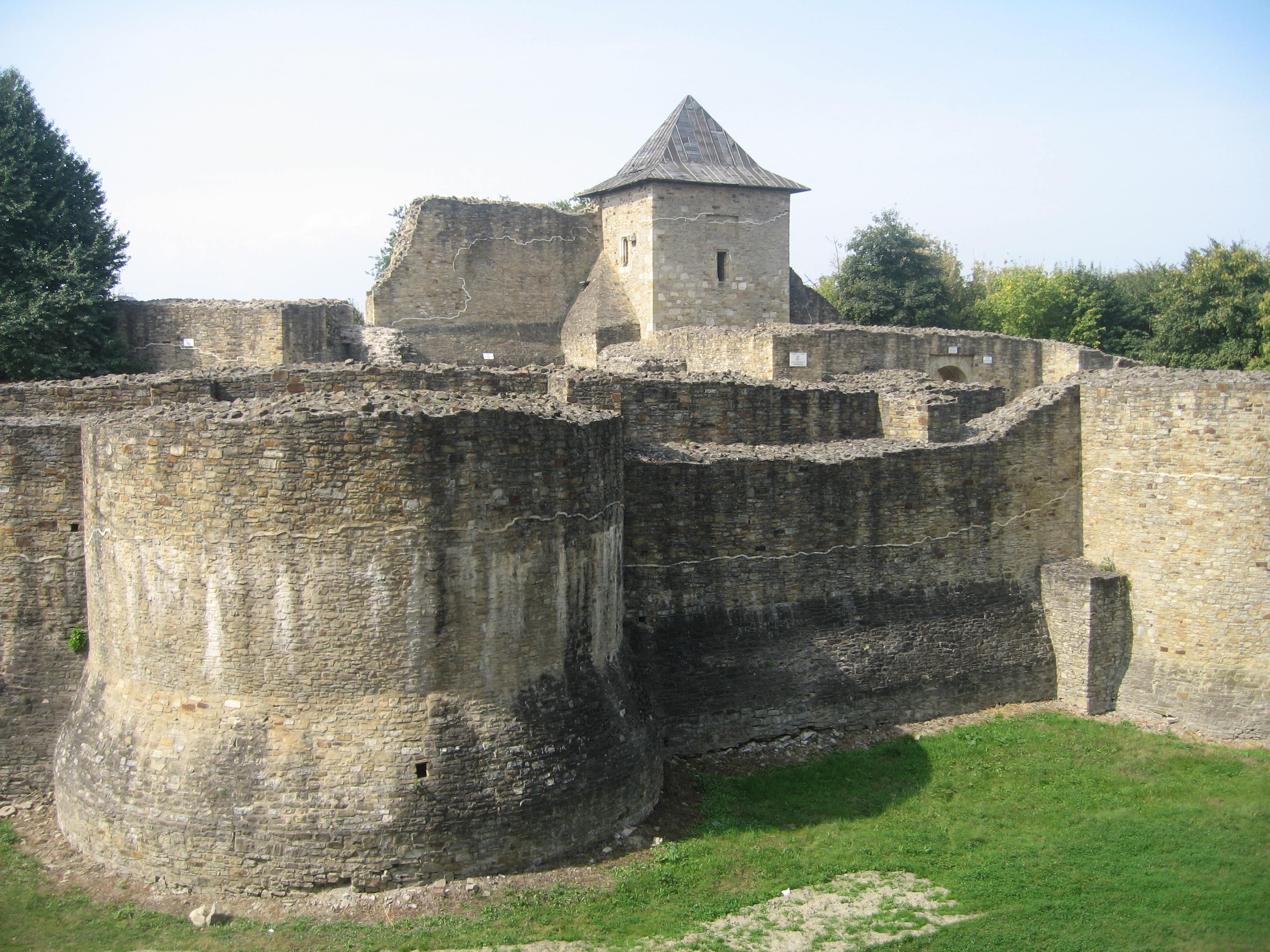
Cetatea văzută de pe platou
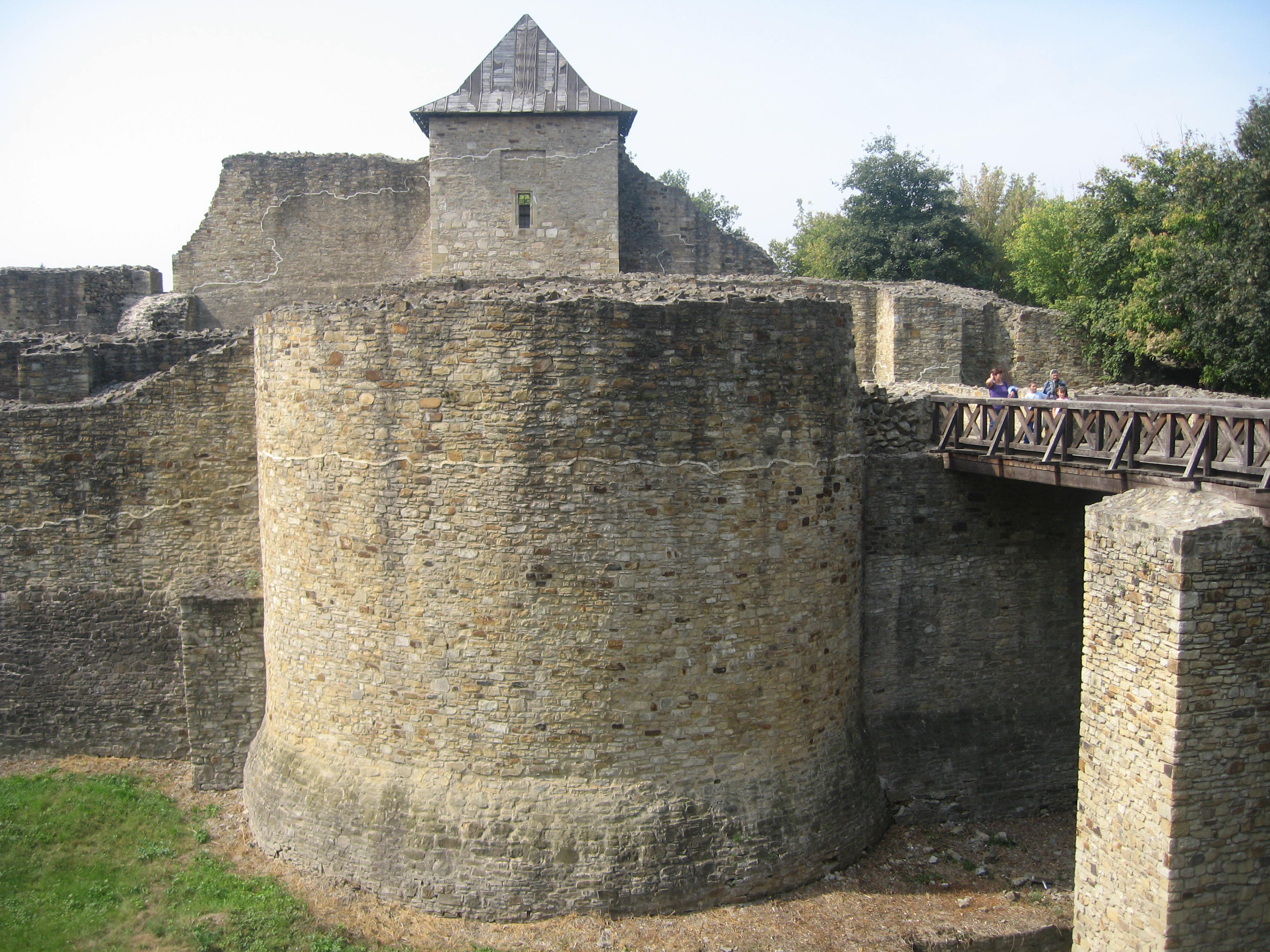
Bastion semicircular
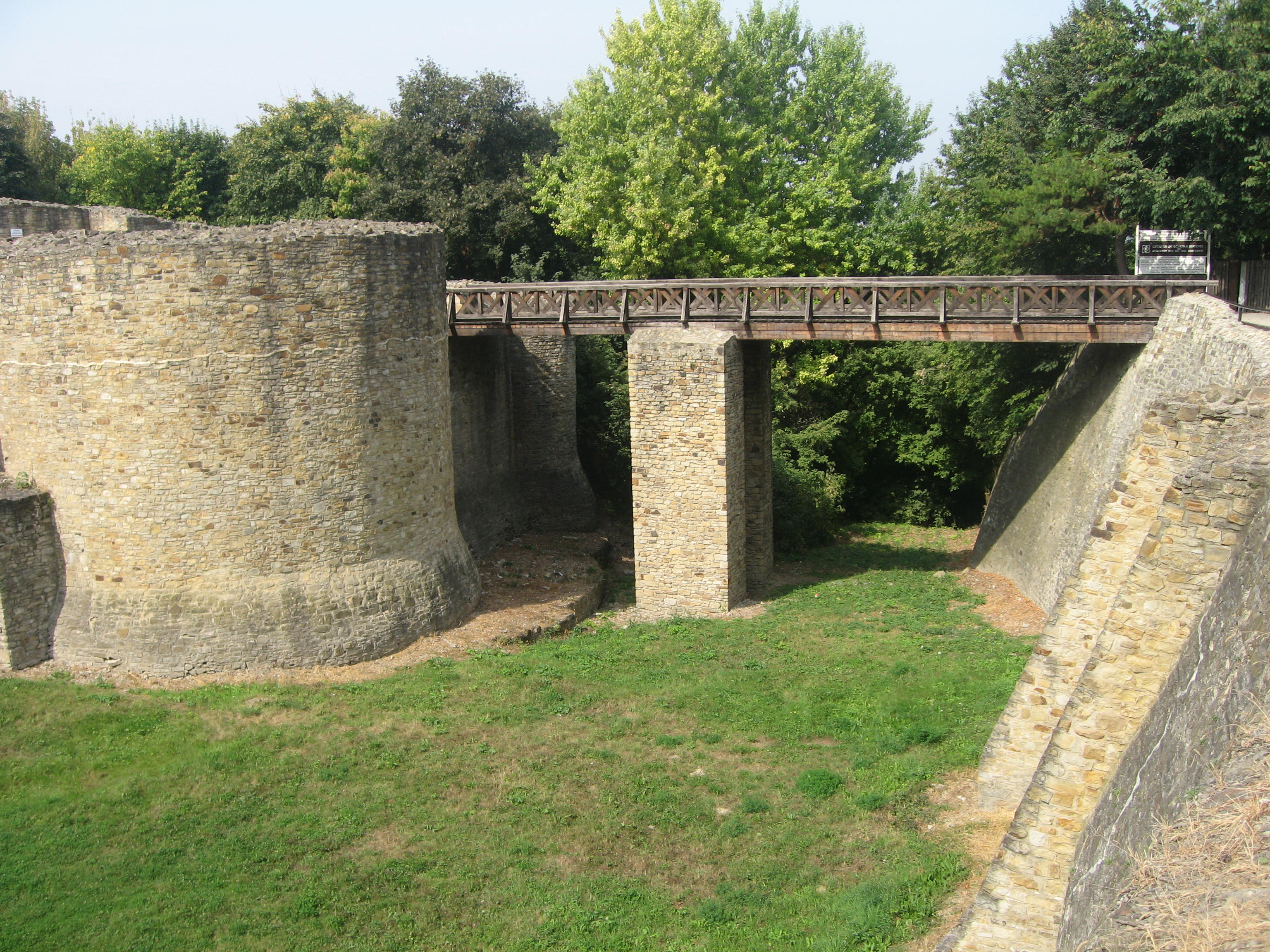
Podul de acces
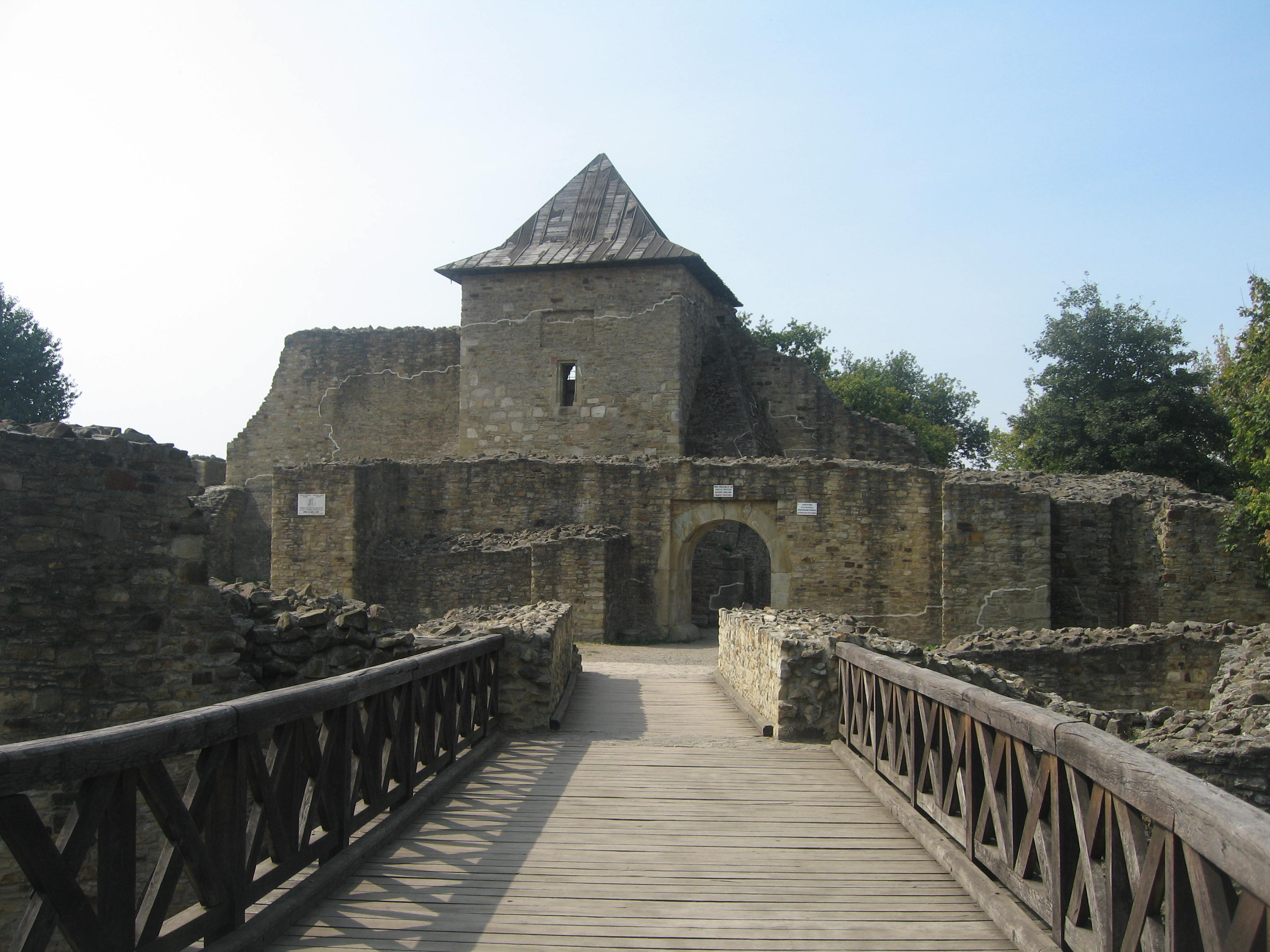
Intrarea în cetate văzută de pe podul de acces
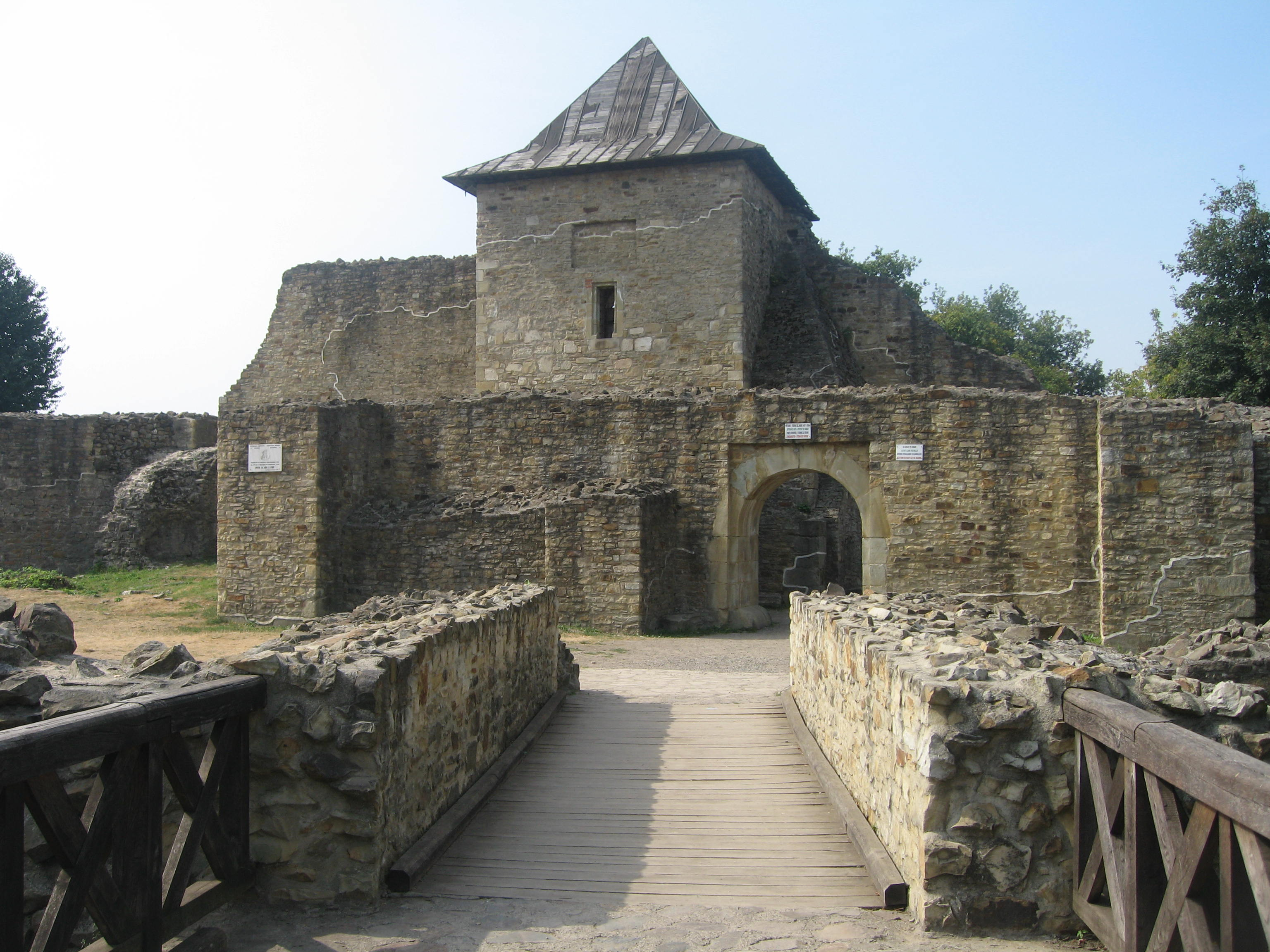
Intrarea în cetate, în prim-plan capcana acoperită
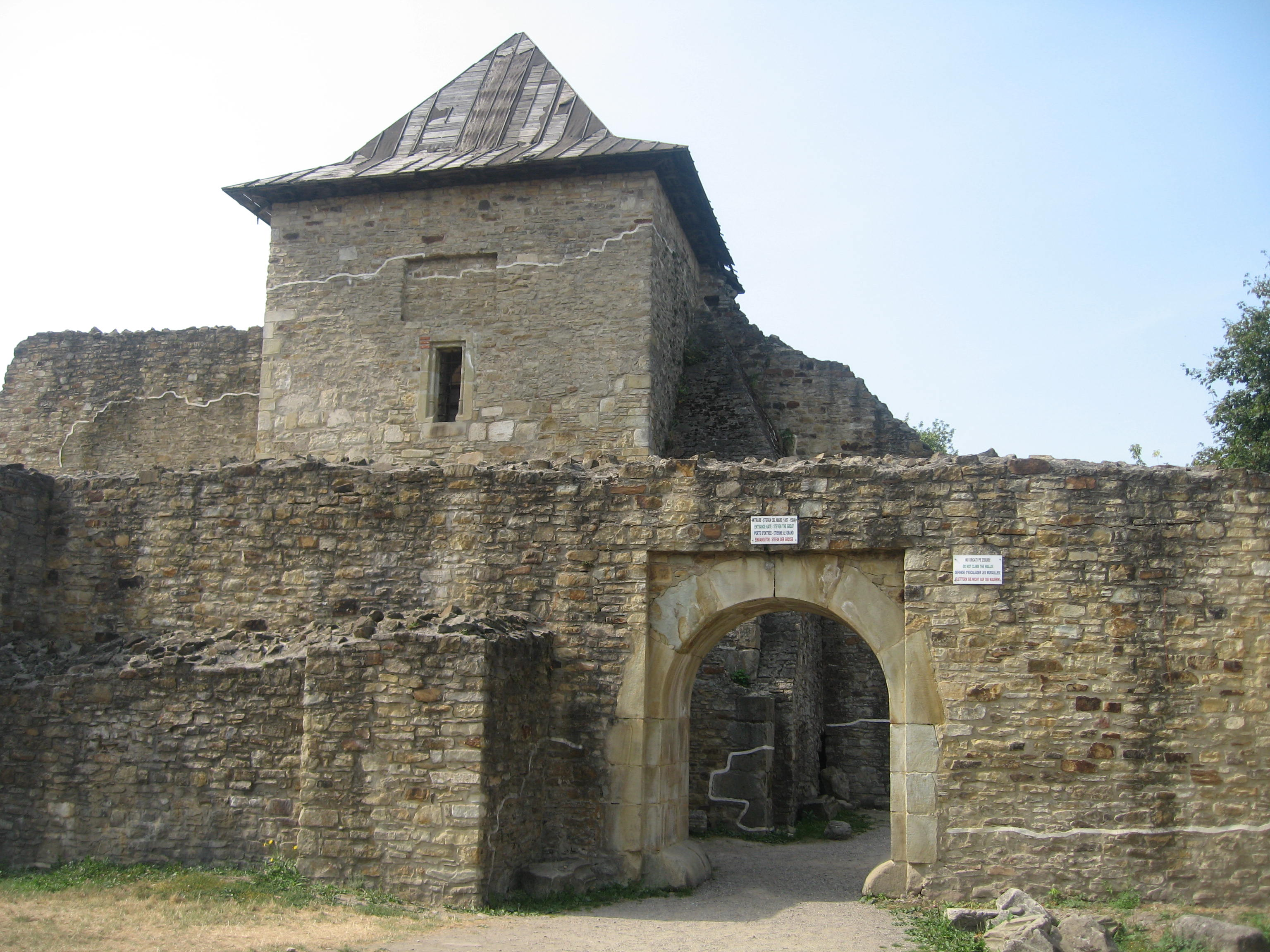
Intrarea de pe latura de nord-est, datând din epoca lui Ștefan cel Mare
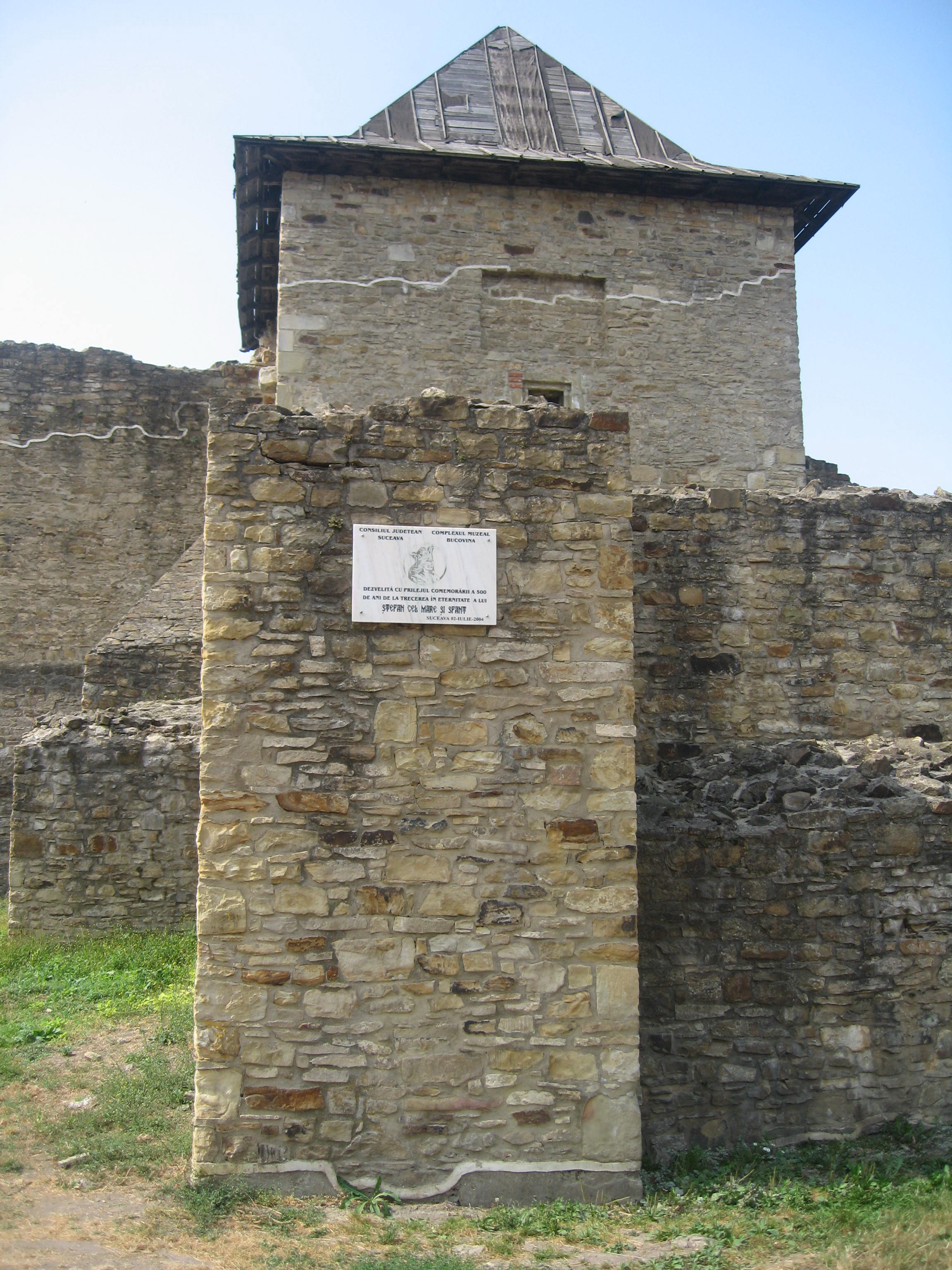
Turnul capelei domnești, pe zid se află o placă de marmură din anul 2004
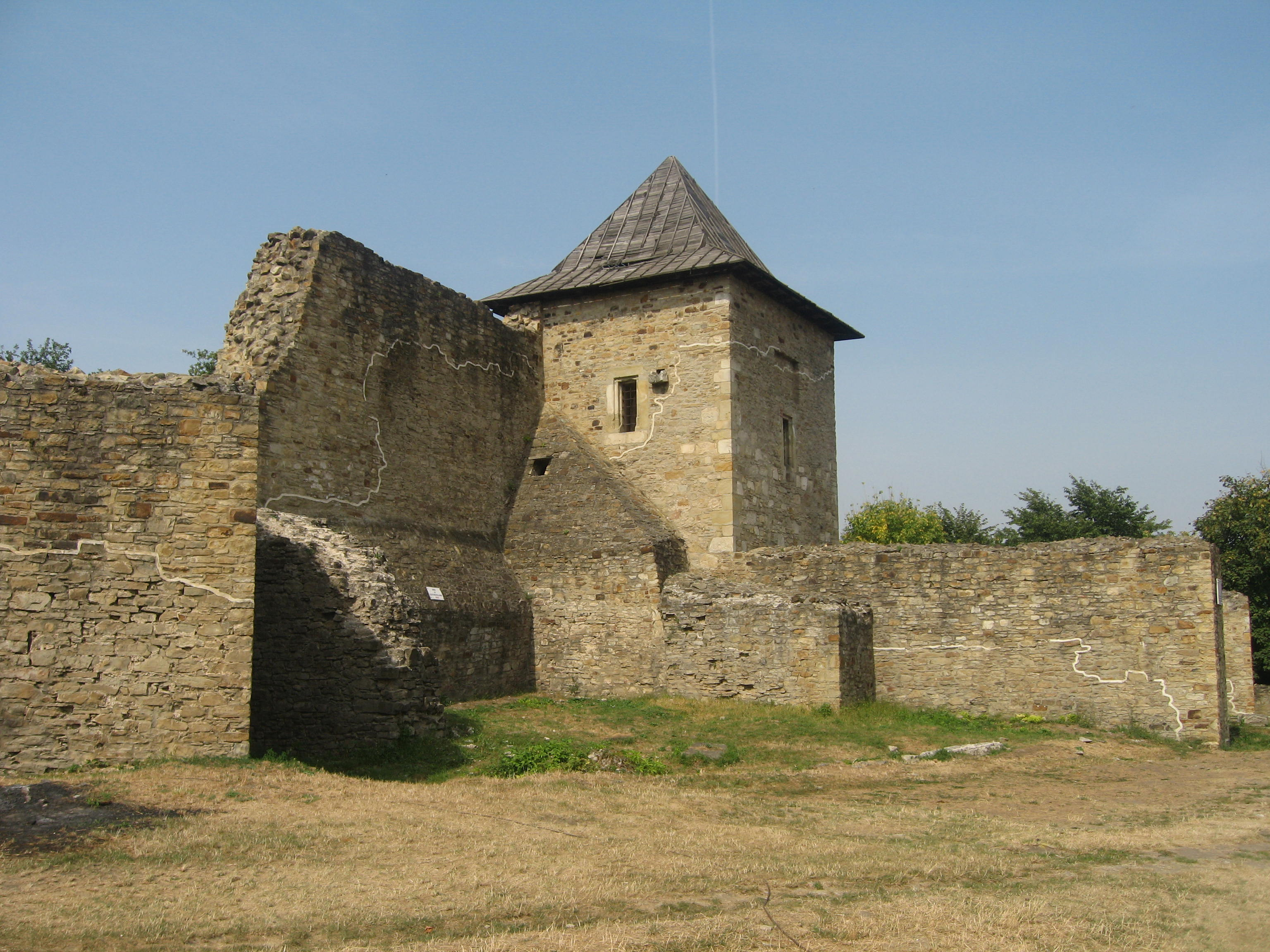
Turnul capelei domnești, în stânga sa se află locul unde a fost monetăria
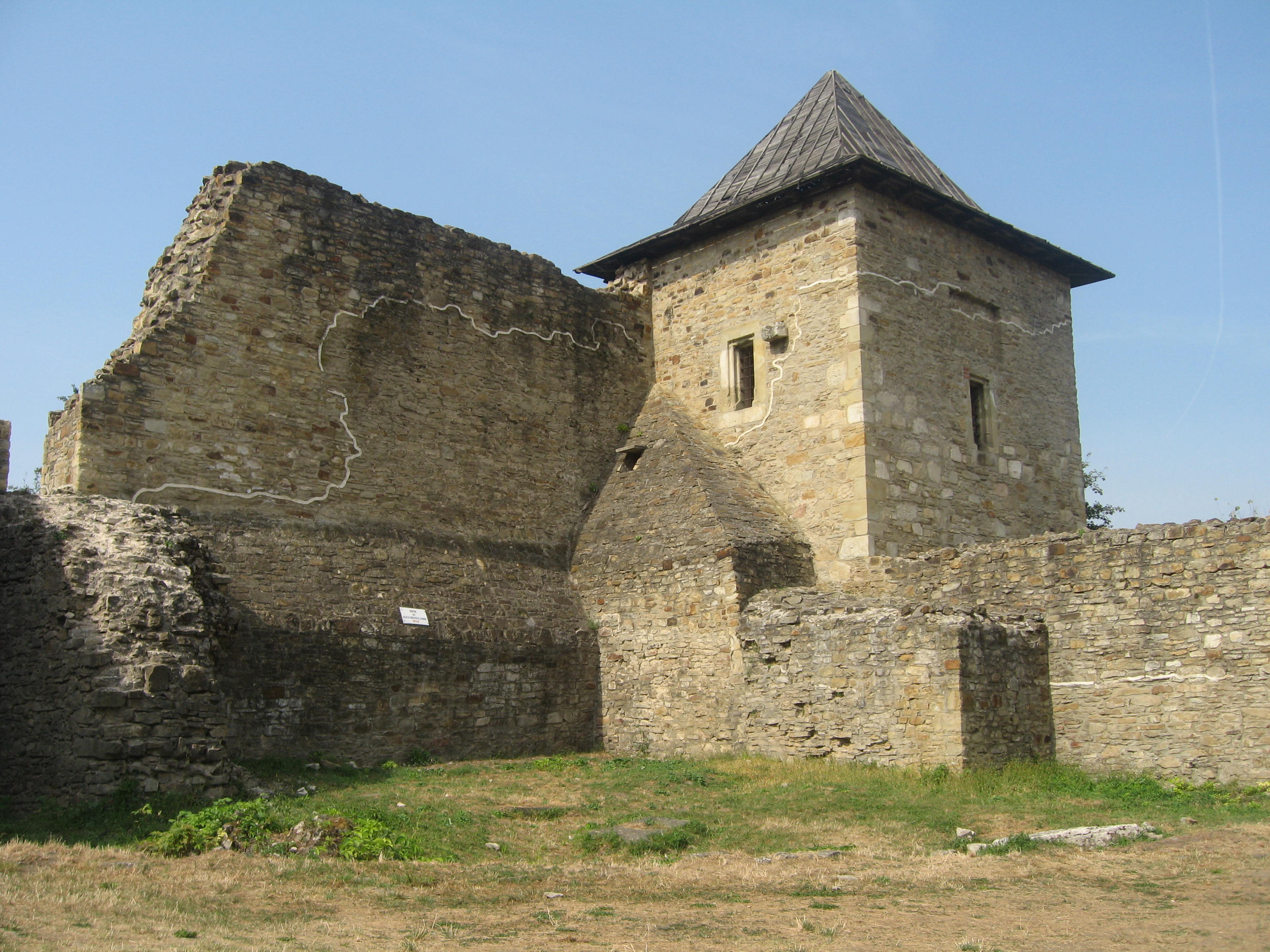
Turnul capelei domnești, în stânga sa se află locul unde a fost monetăria
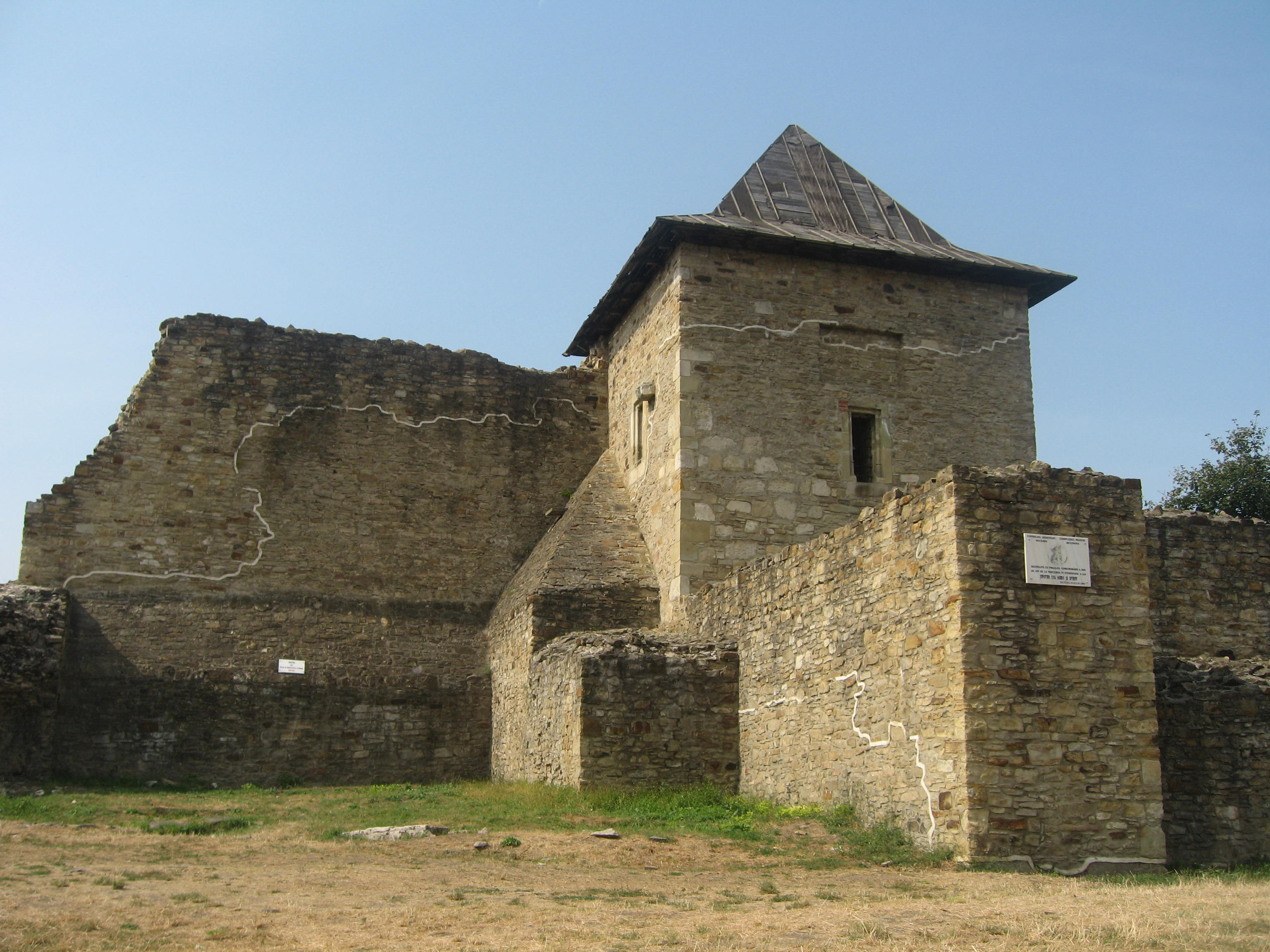
Turnul capelei domnești, în stânga sa se află locul unde a fost monetăria
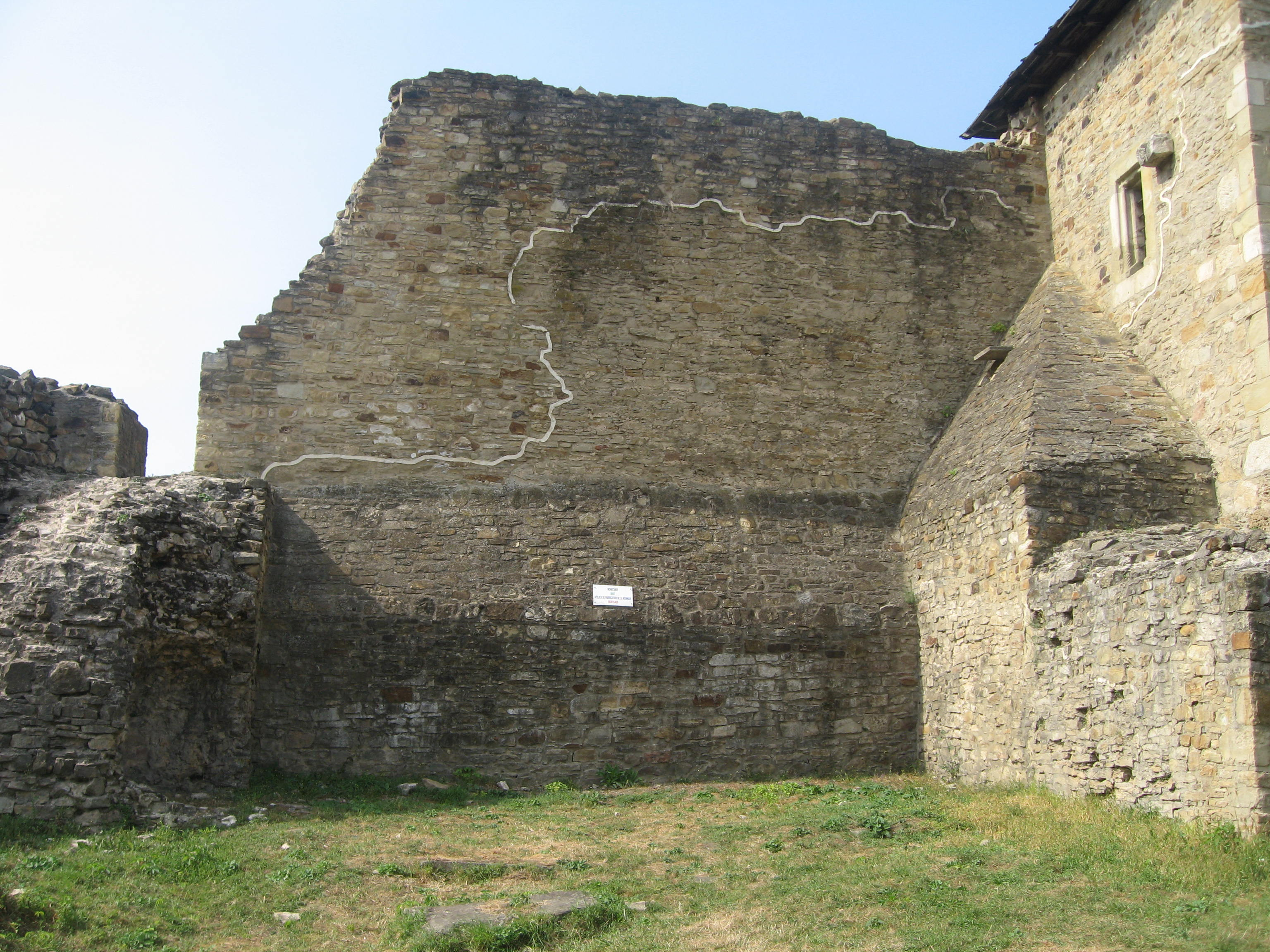
Locul unde a fost monetăria
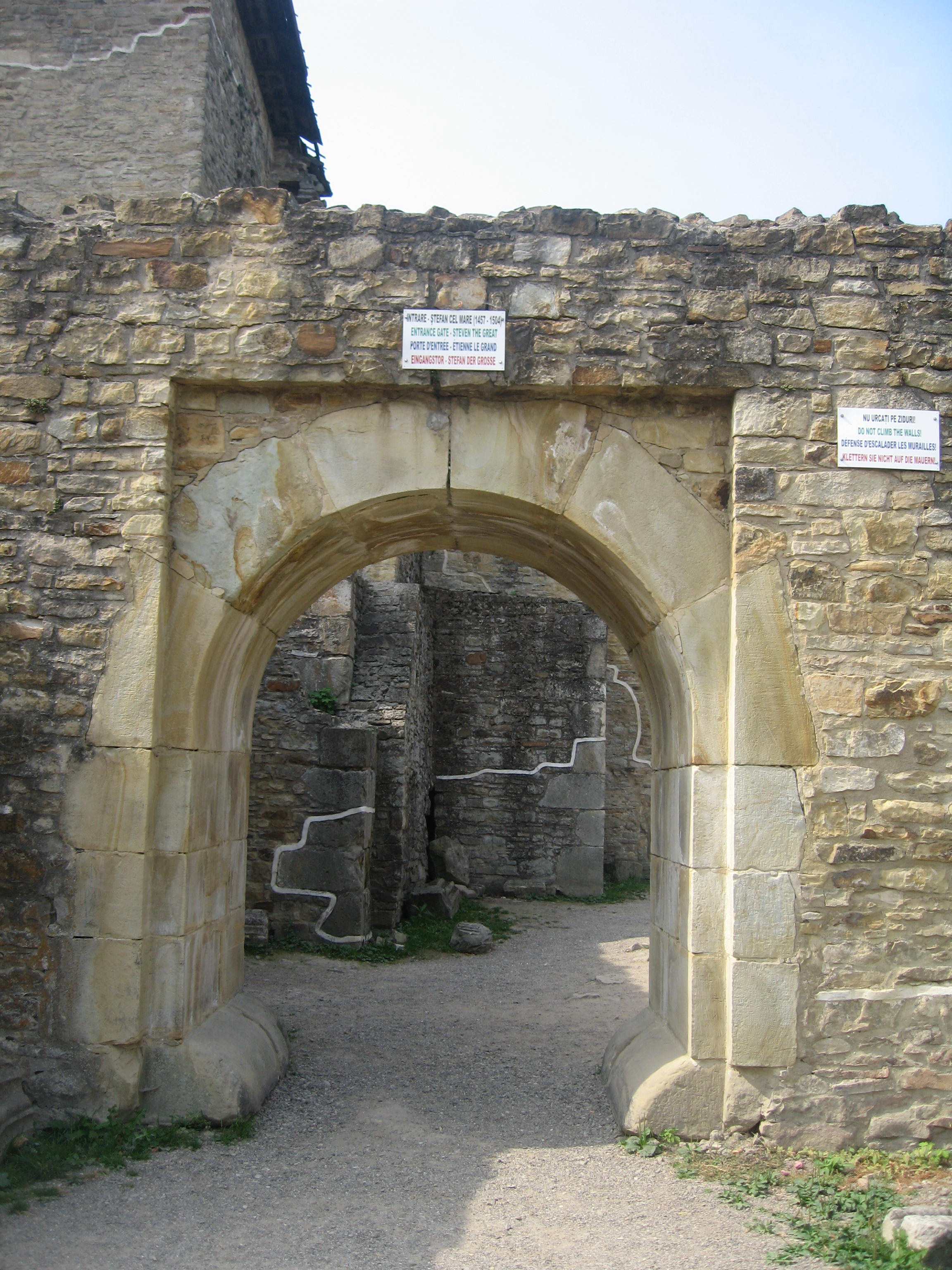
Poarta de intrare de pe latura nord-estică
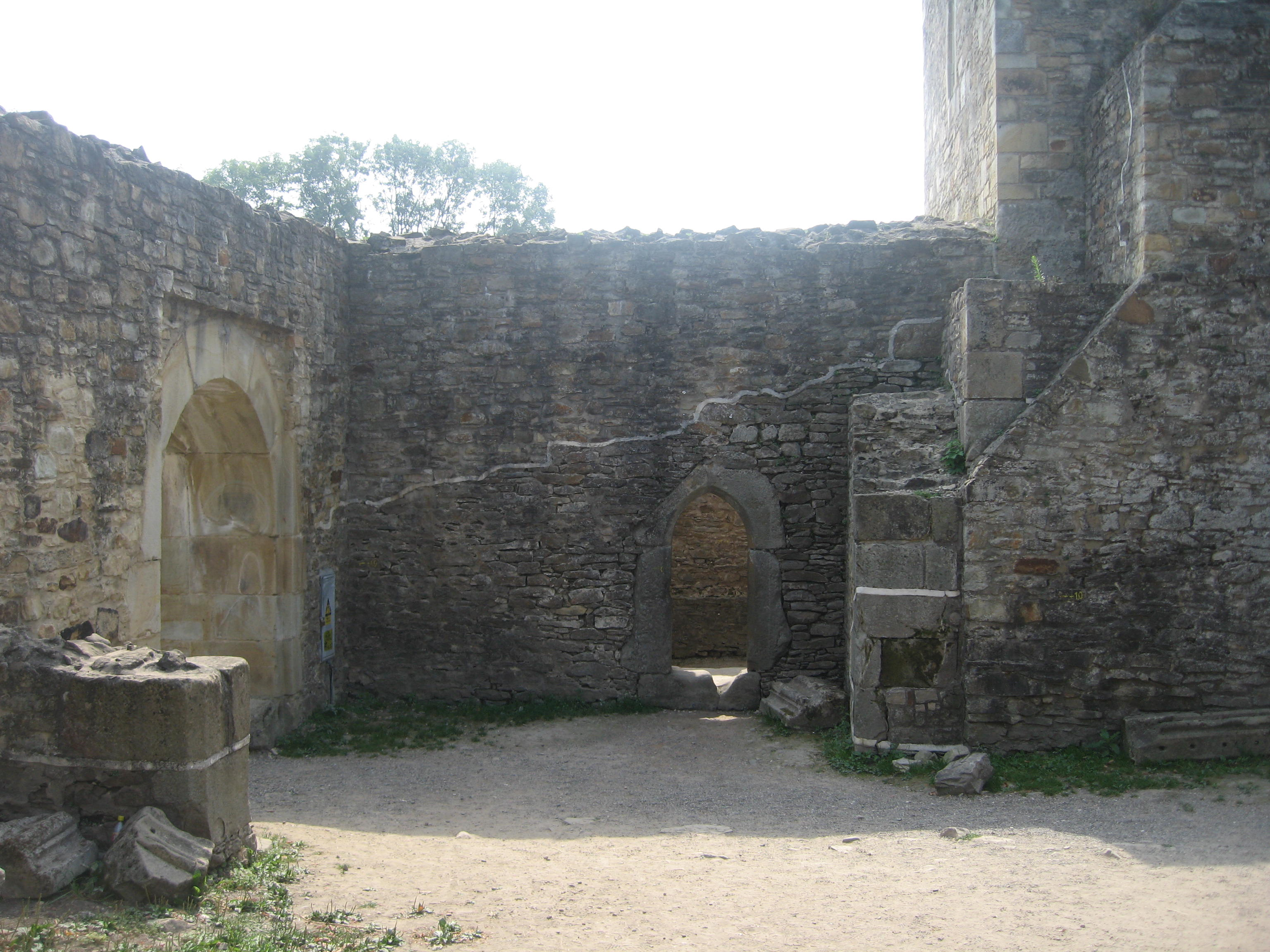
Hol de acces pe latura de nord-est, în stânga se află intrarea, iar în față este camera de gardă
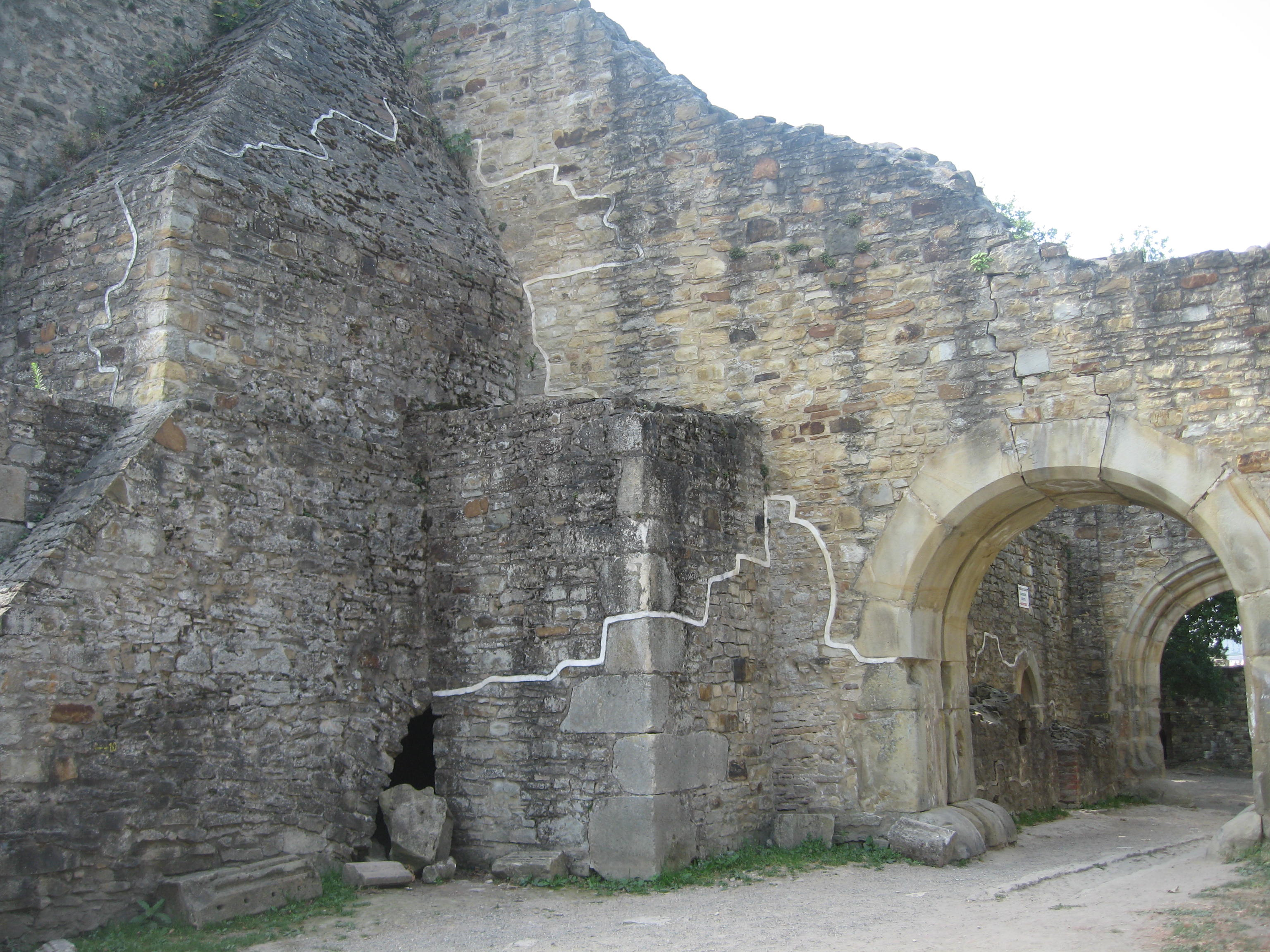
Ziduri ale fortului mușatin
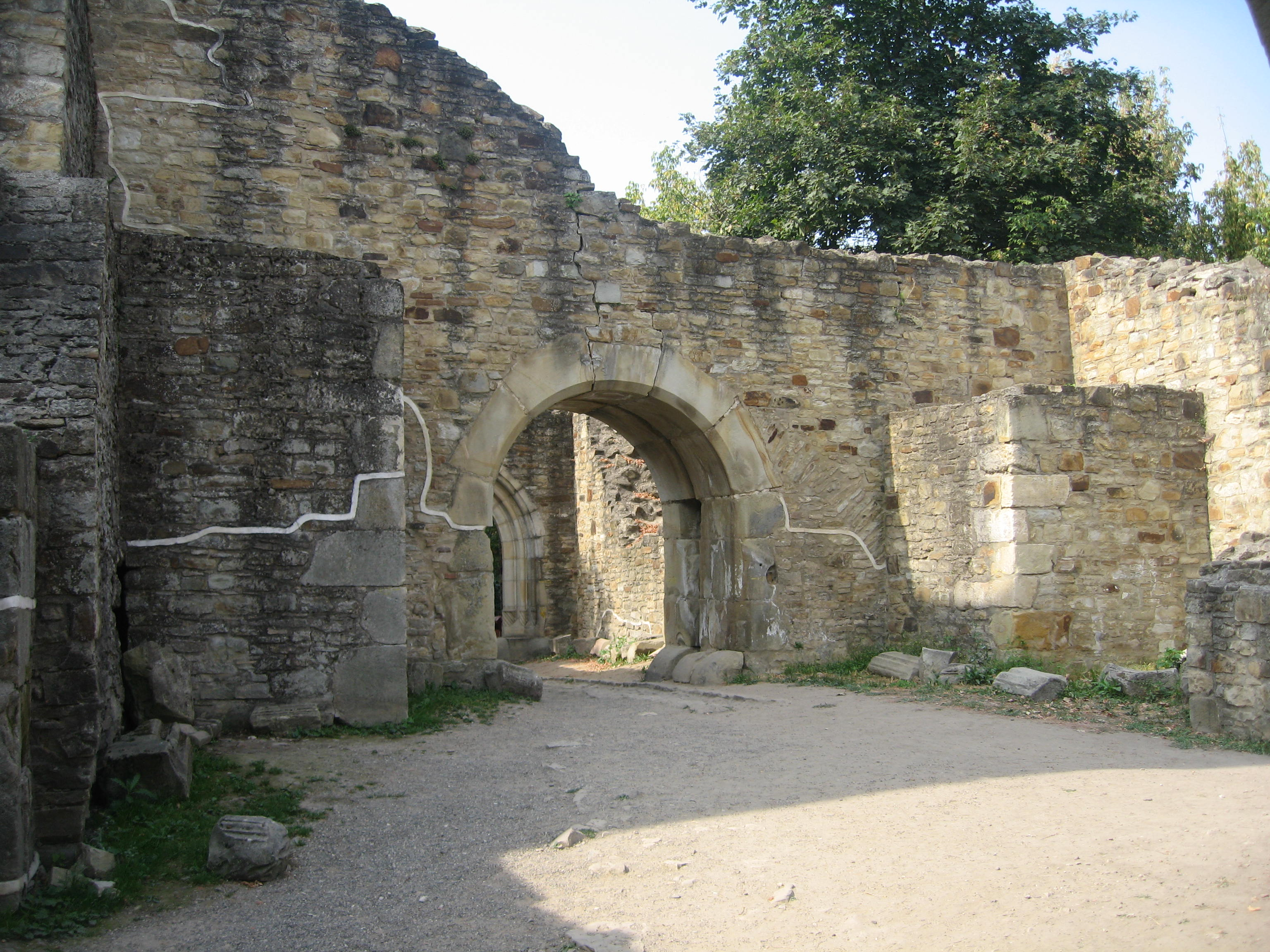
Poarta de intrare de pe latura nord-estică
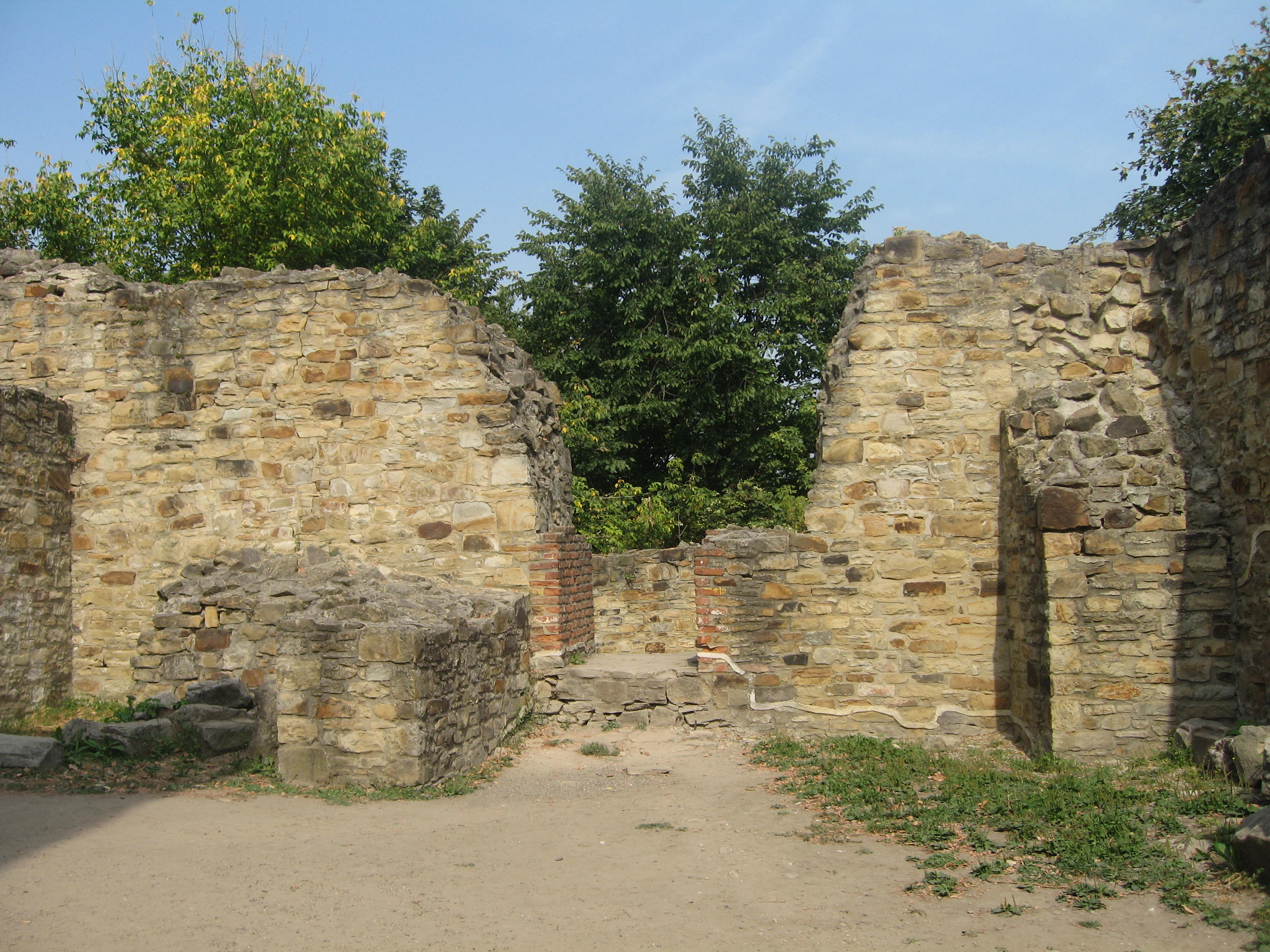
Acces către un bastion semicircular din vremea lui Ștefan cel Mare
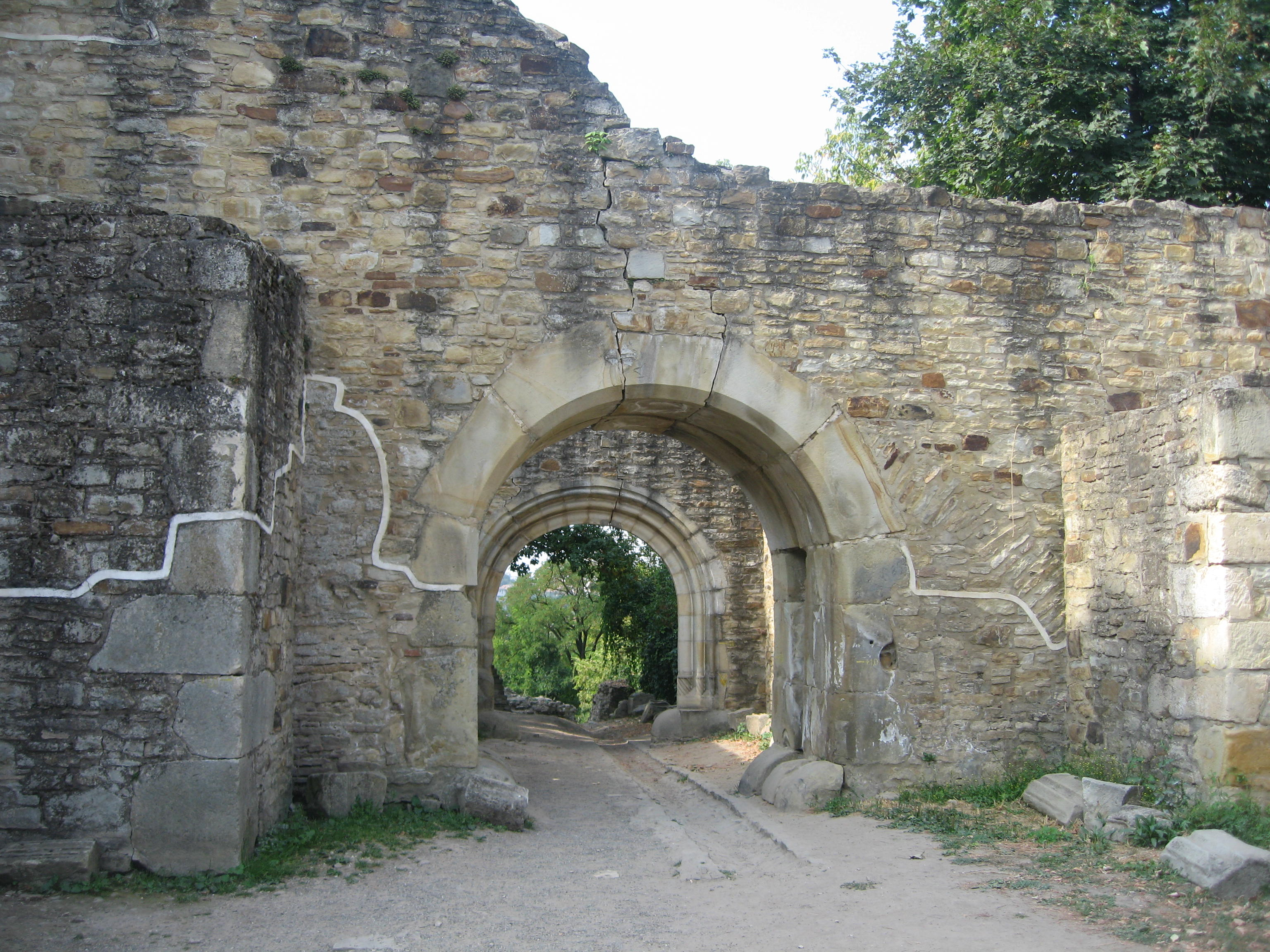
Porți de intrare în fortul mușatin
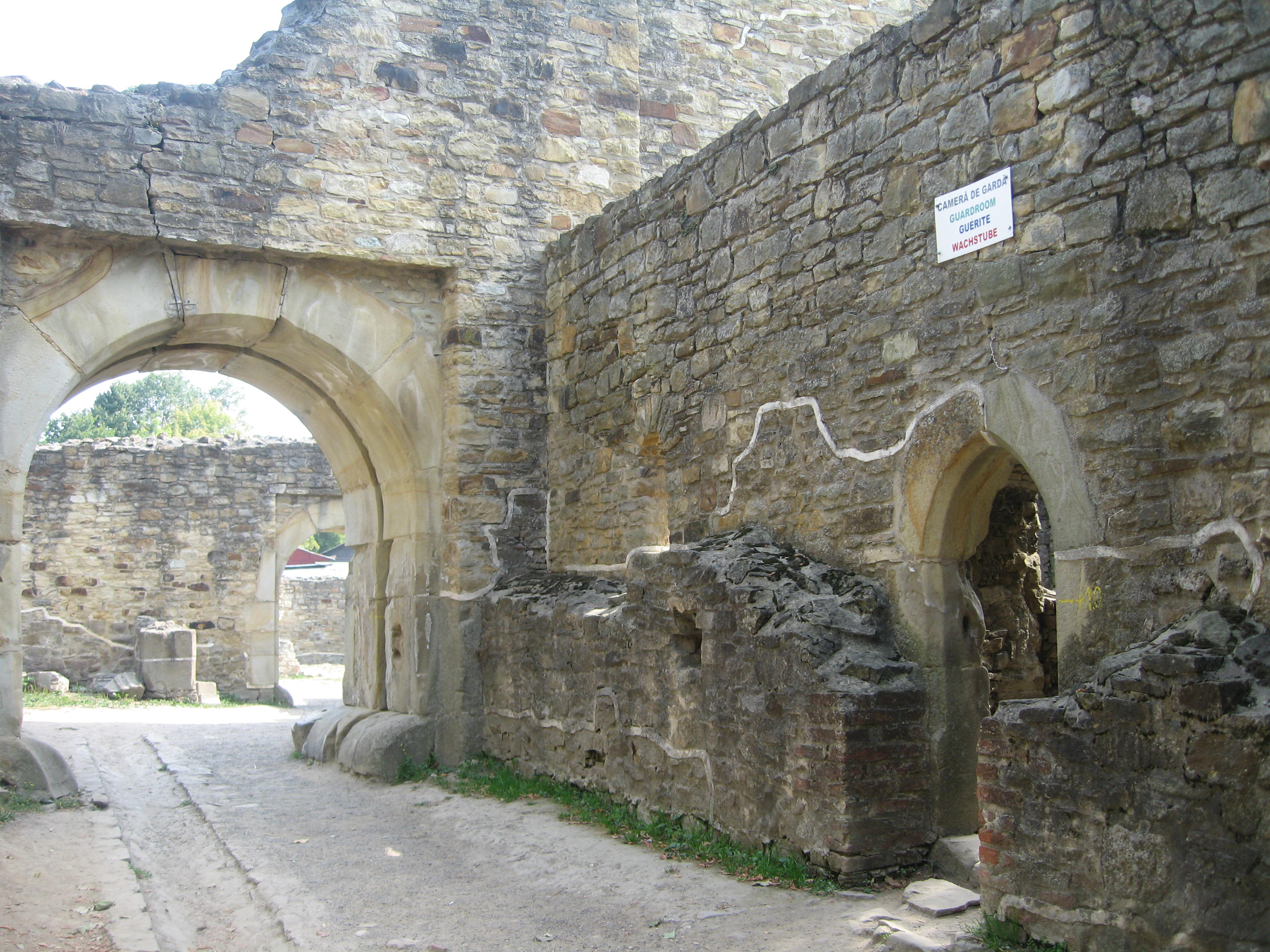
Hol de acces în fortul mușatin, în dreapta este o cameră de gardă
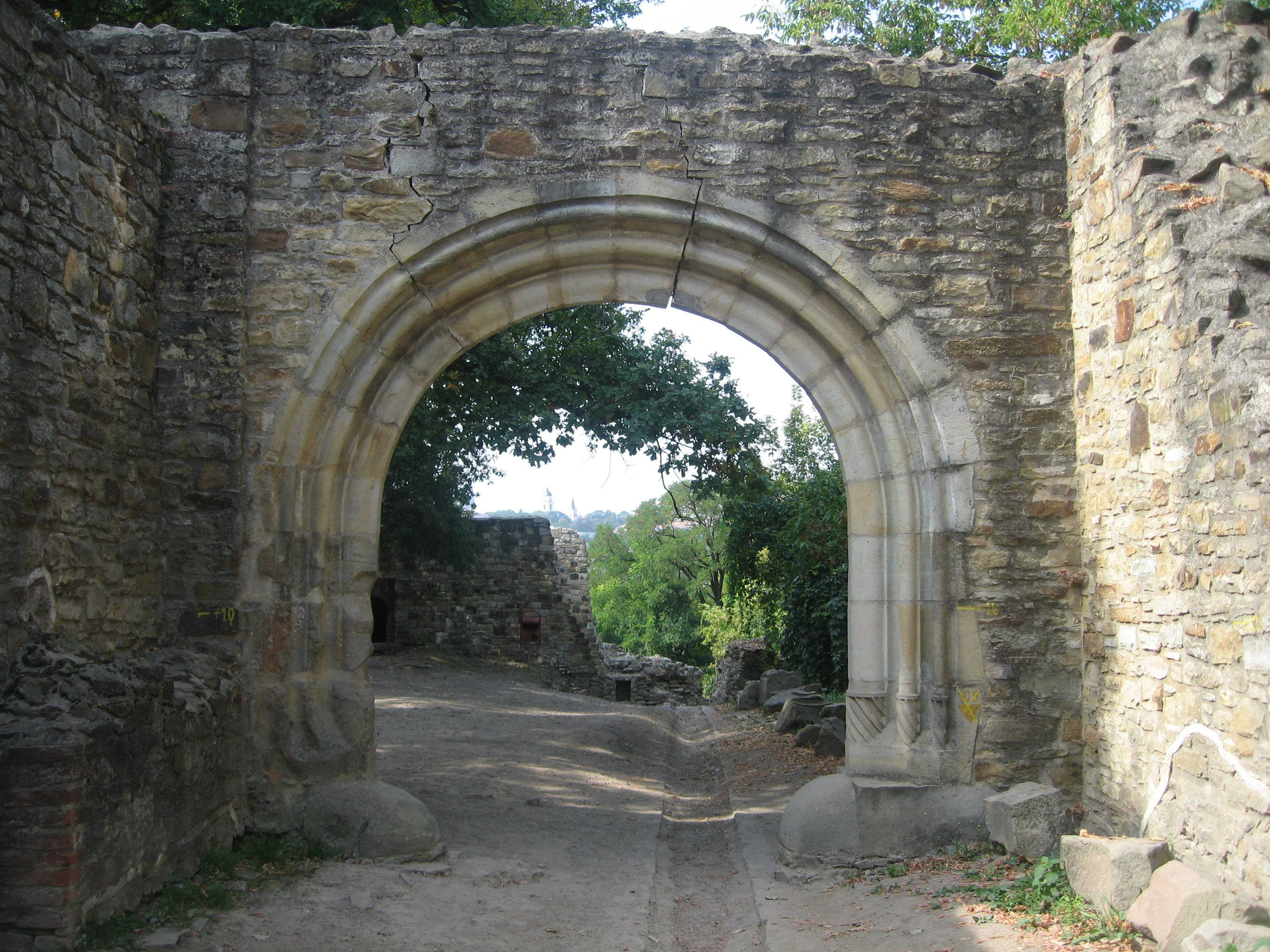
Poarta de intrare în curtea interioară a fortului mușatin
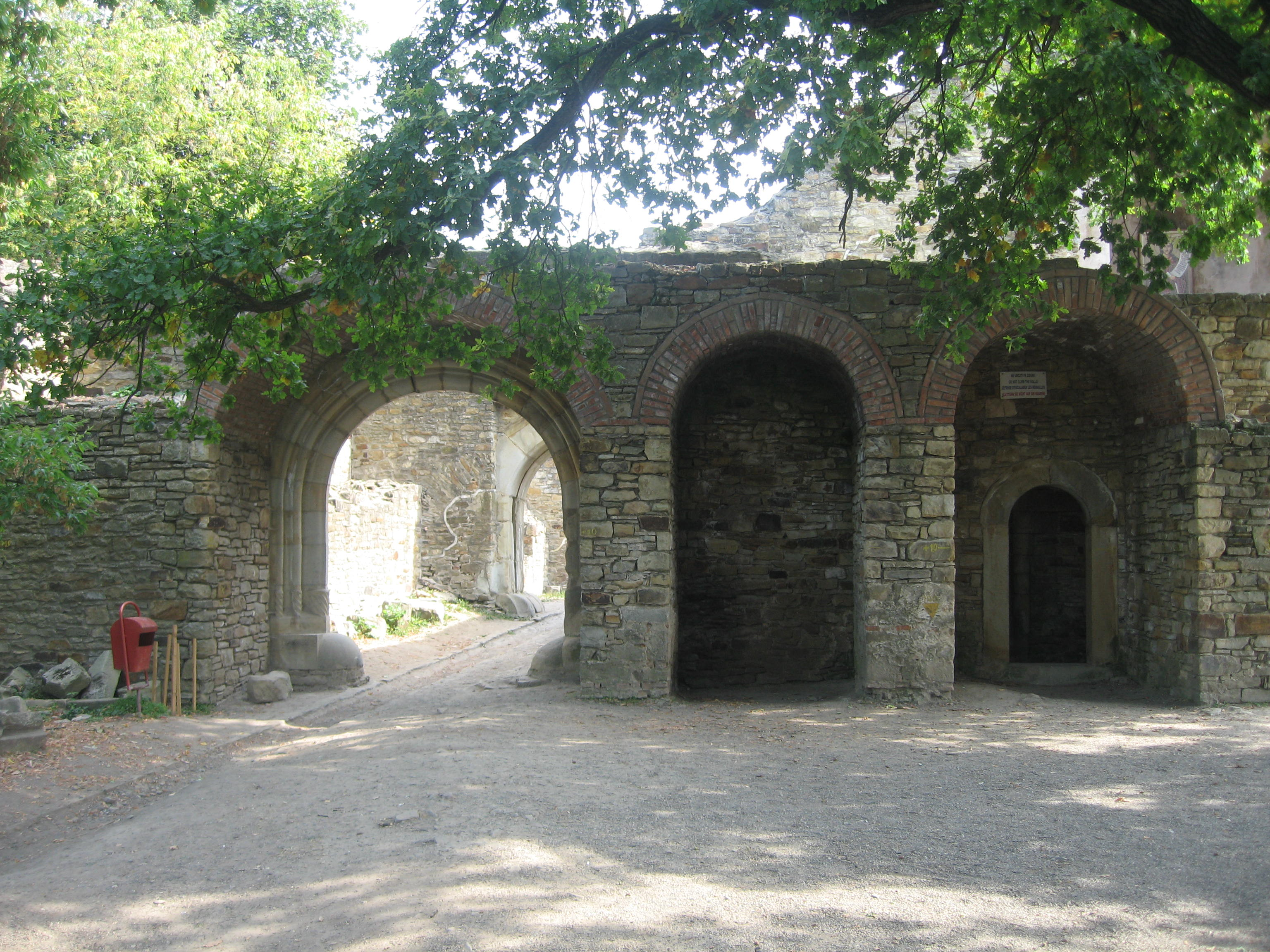
Poarta de intrare în fortul mușatin
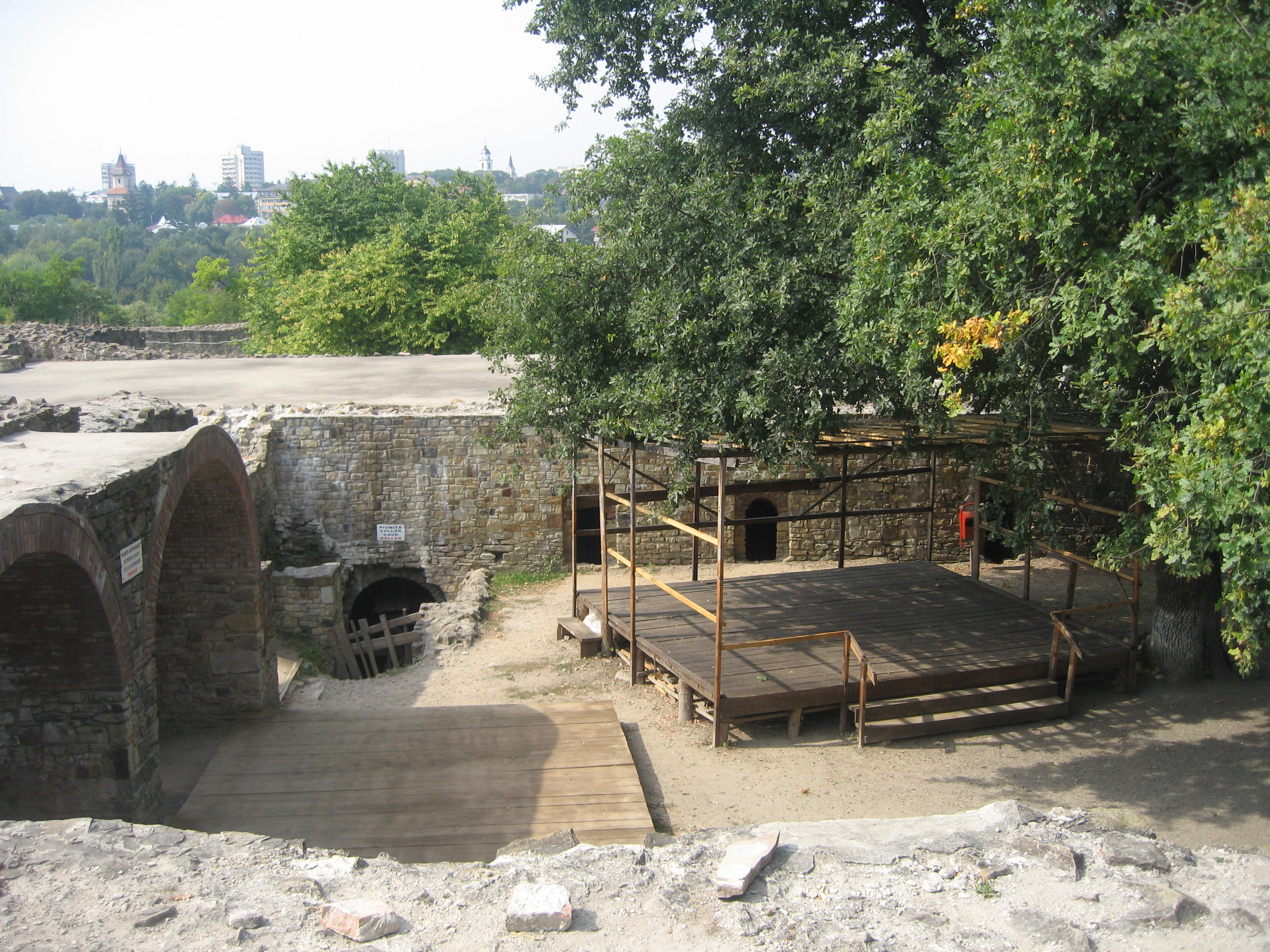
Curtea interioară a fortului mușatin
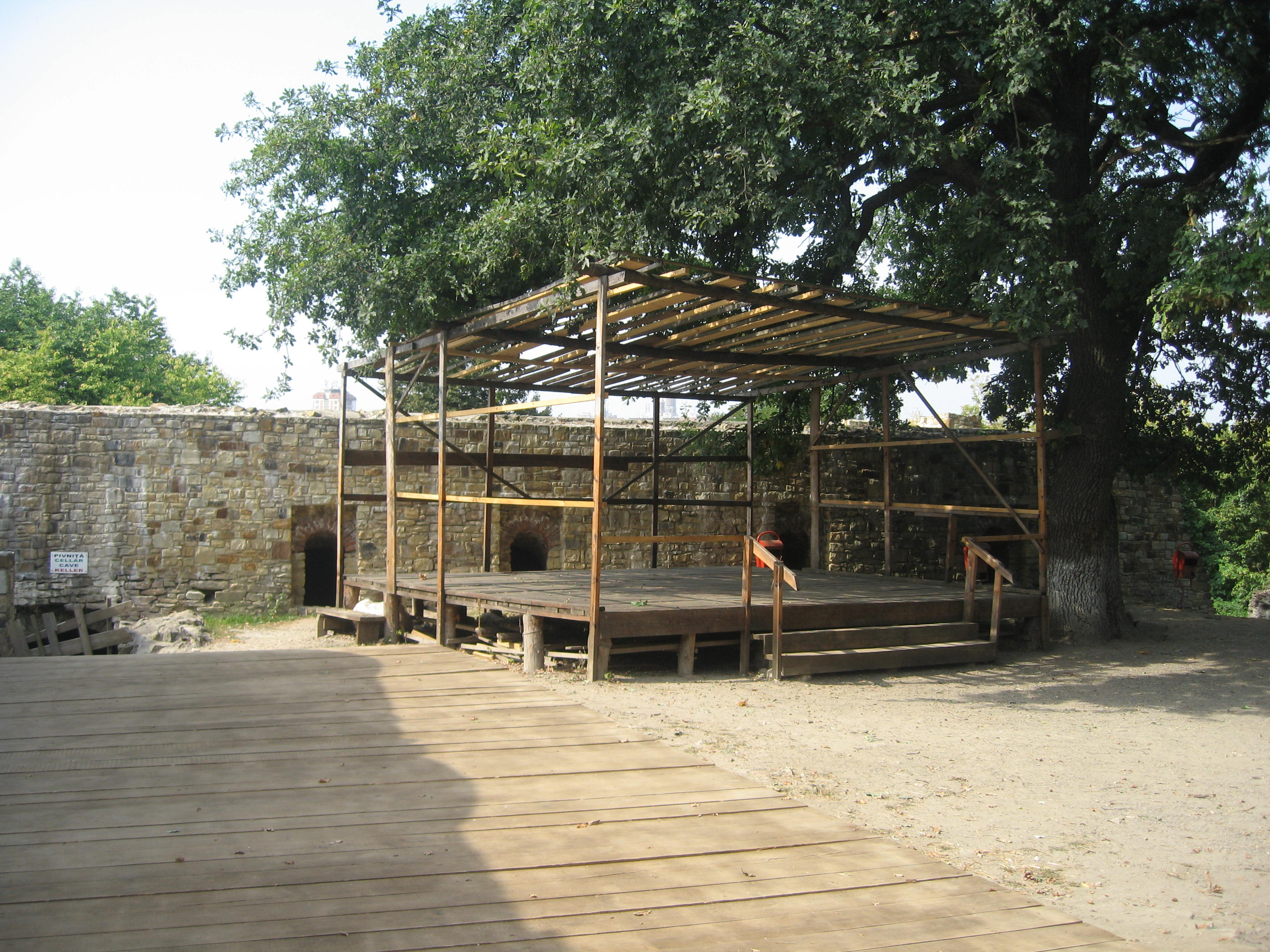
Curtea interioară a fortului mușatin
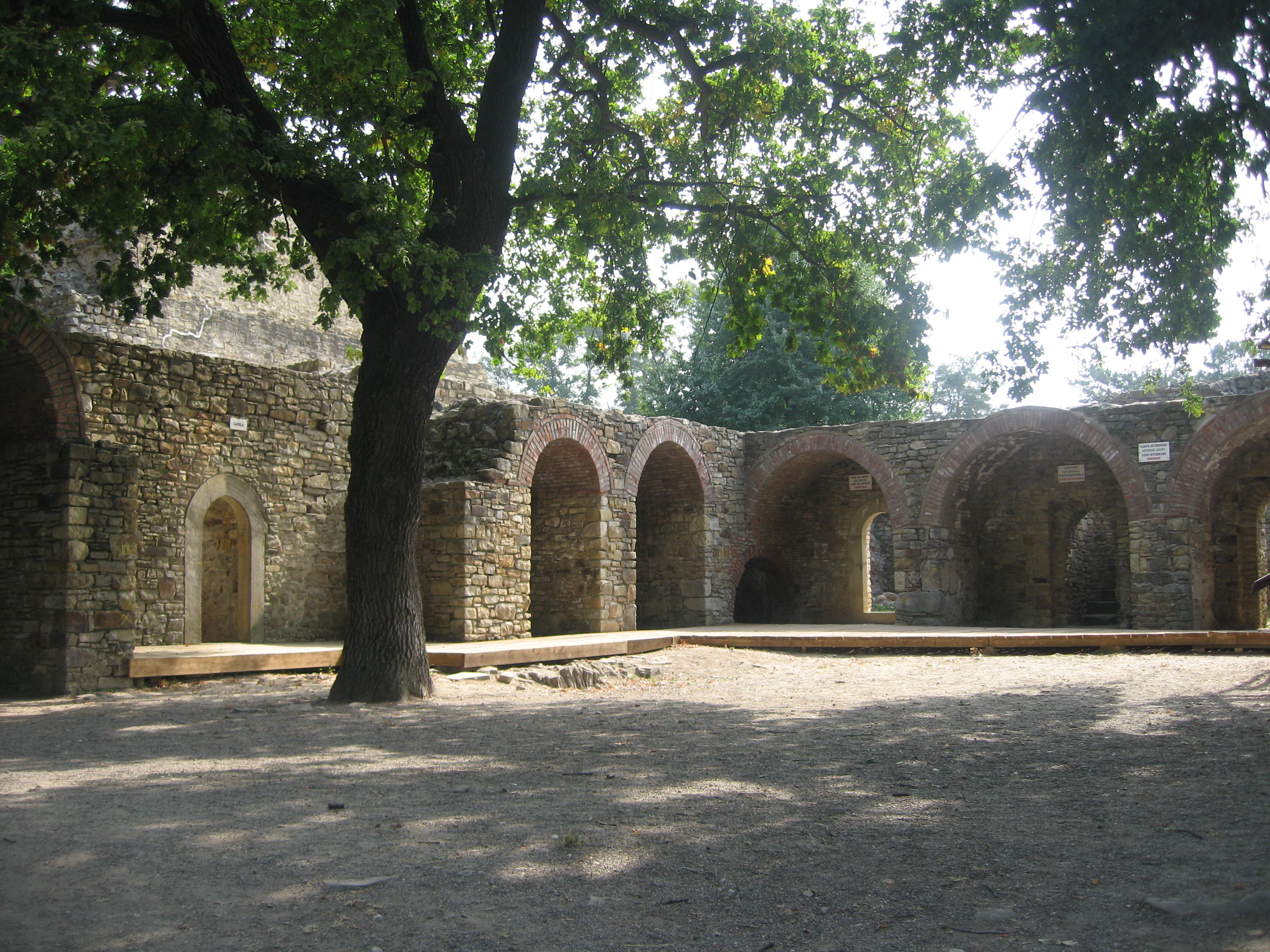
Curtea interioară a fortului mușatin
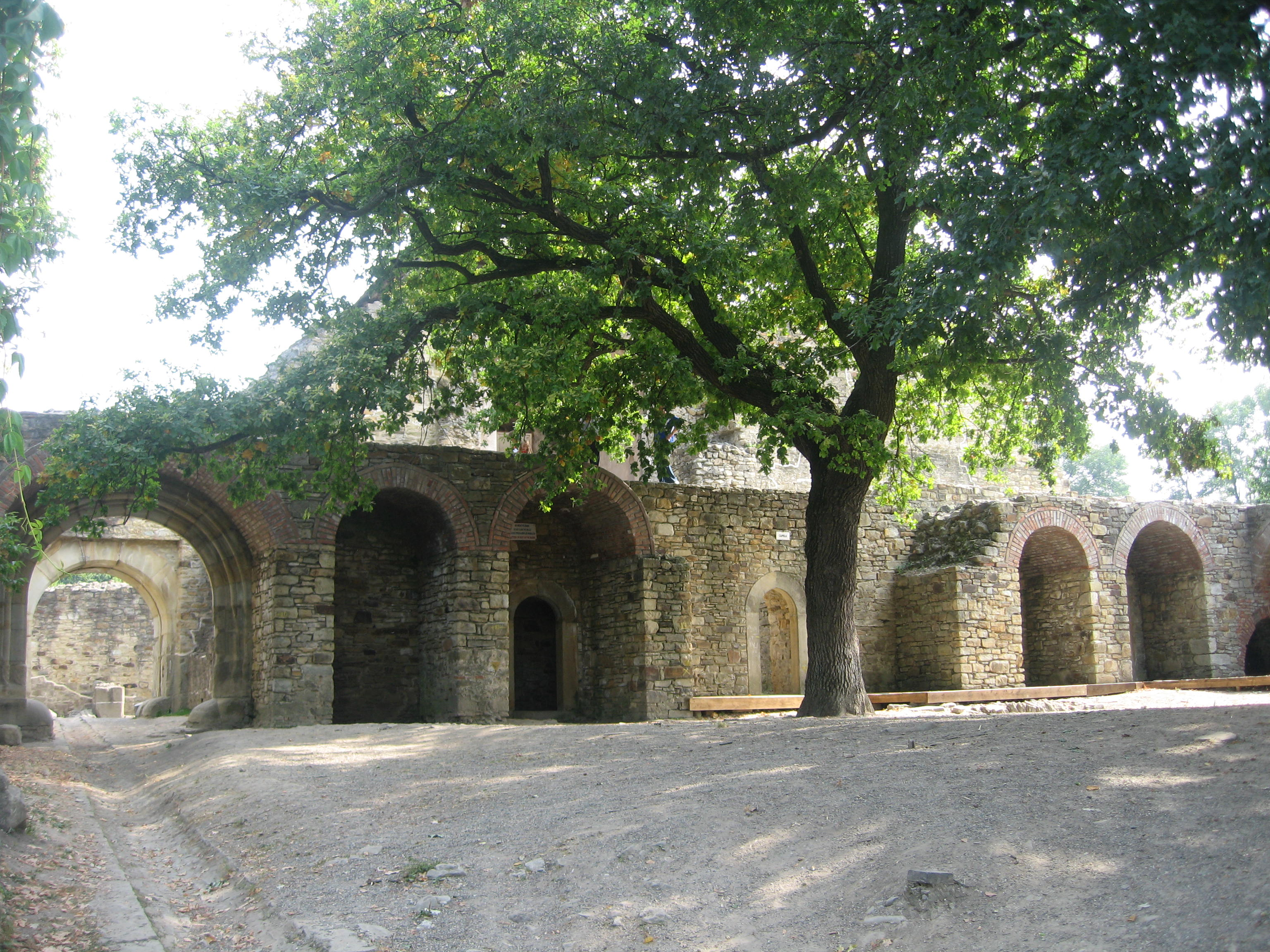
Curtea interioară a fortului mușatin
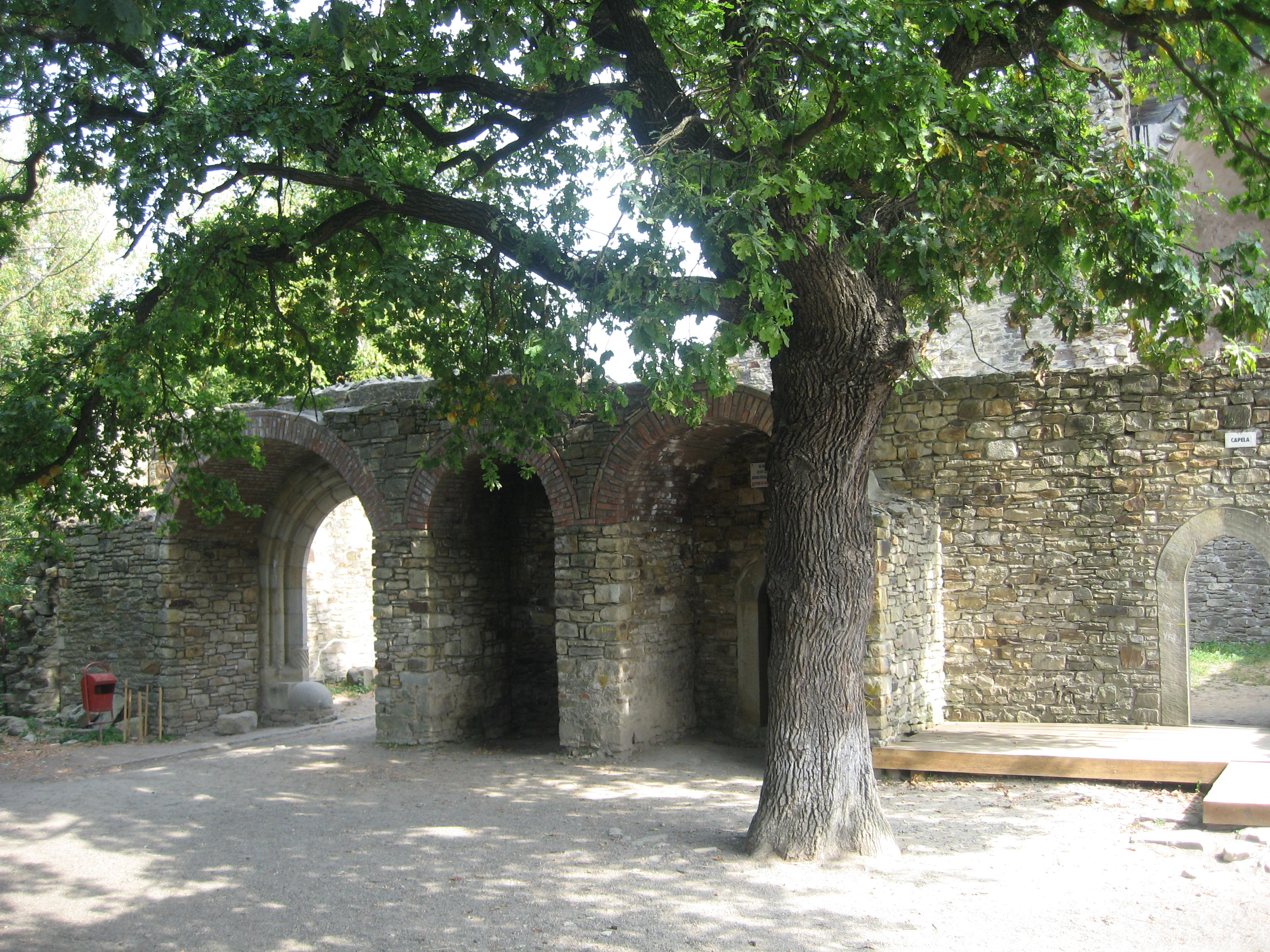
Încăperi cu acces din curtea interioară
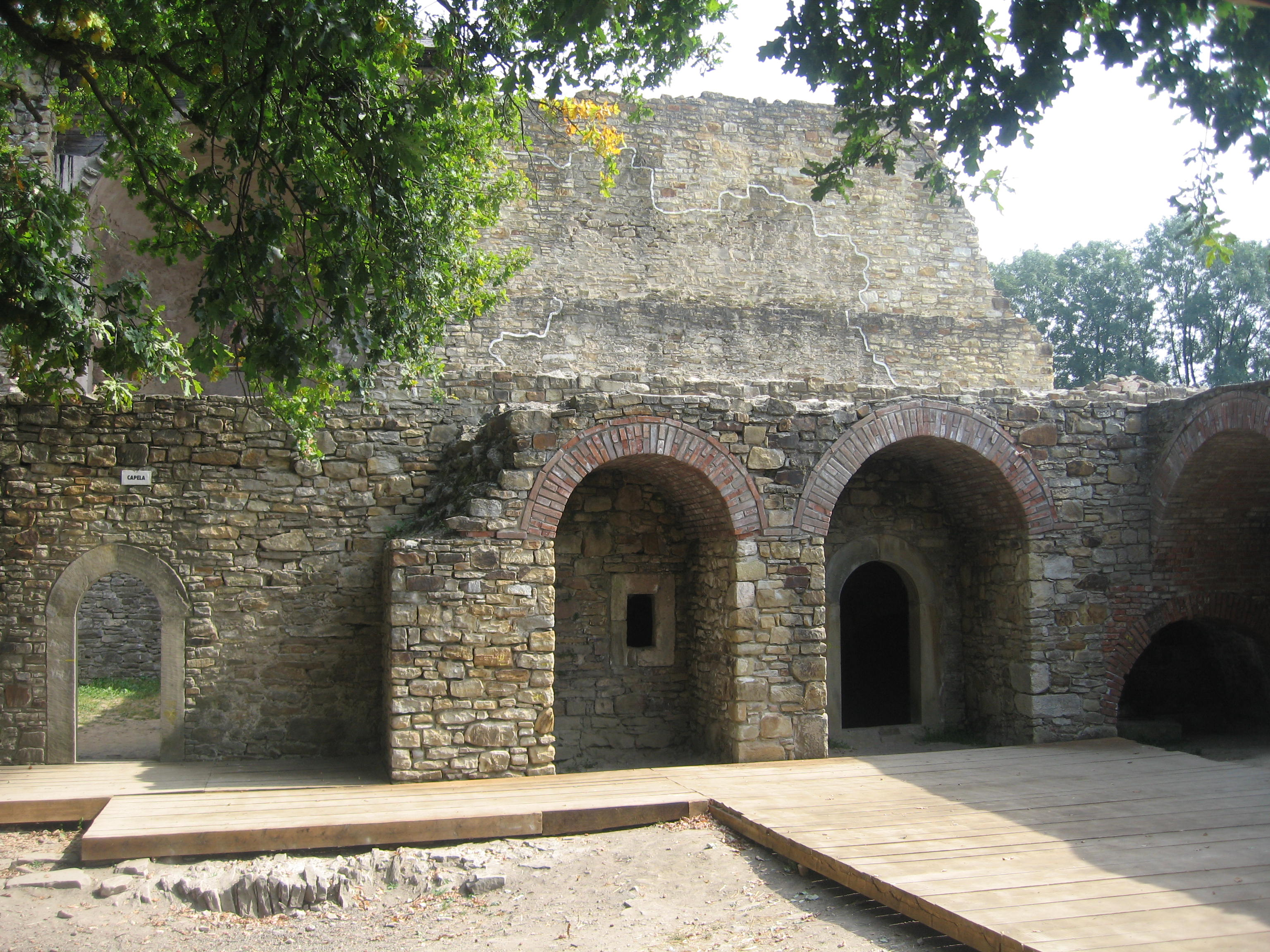
În stânga se află capela, iar în dreapta este depozitul
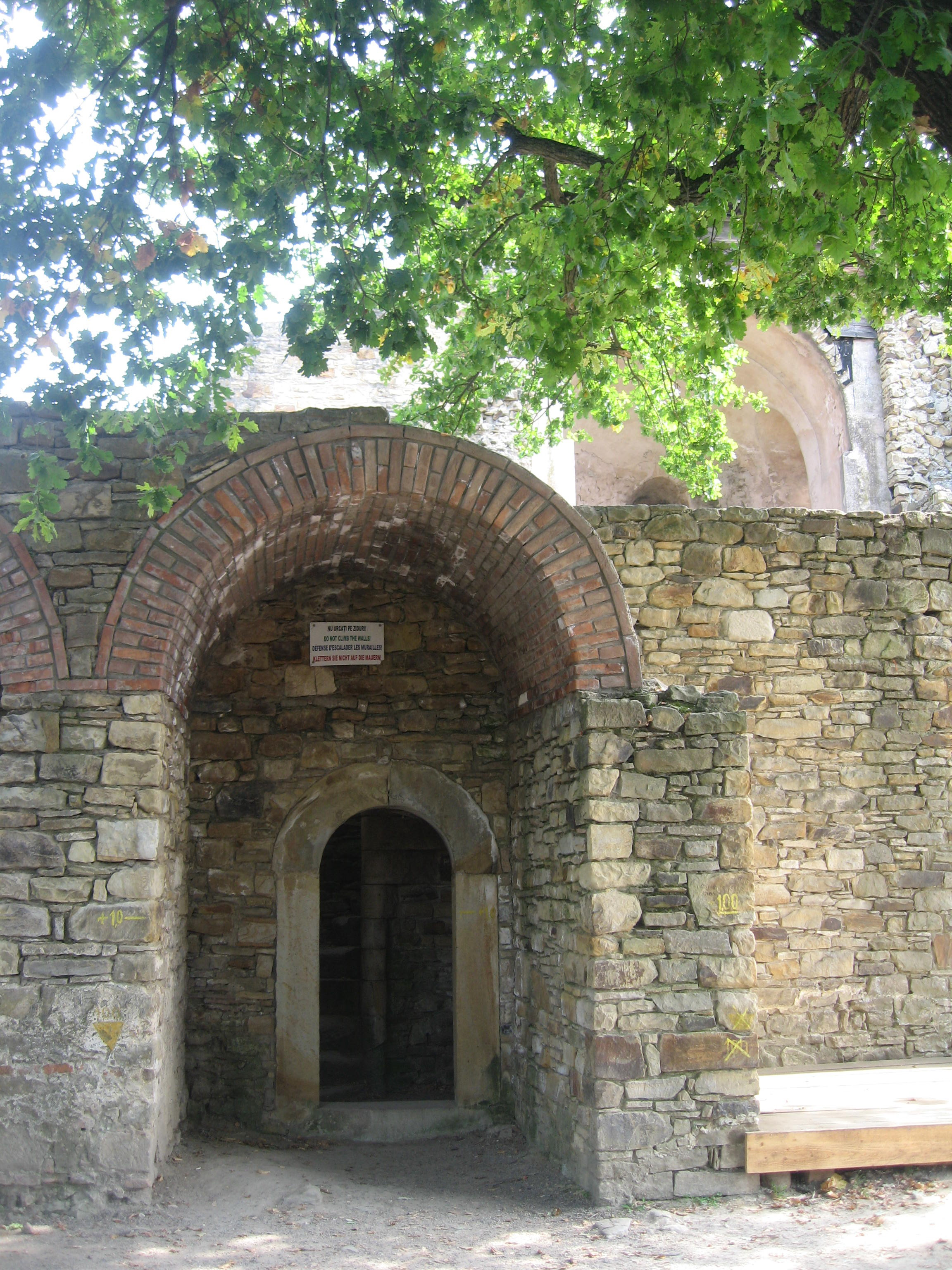
Scări de acces în spirală către etajul întâi al fortului mușatin
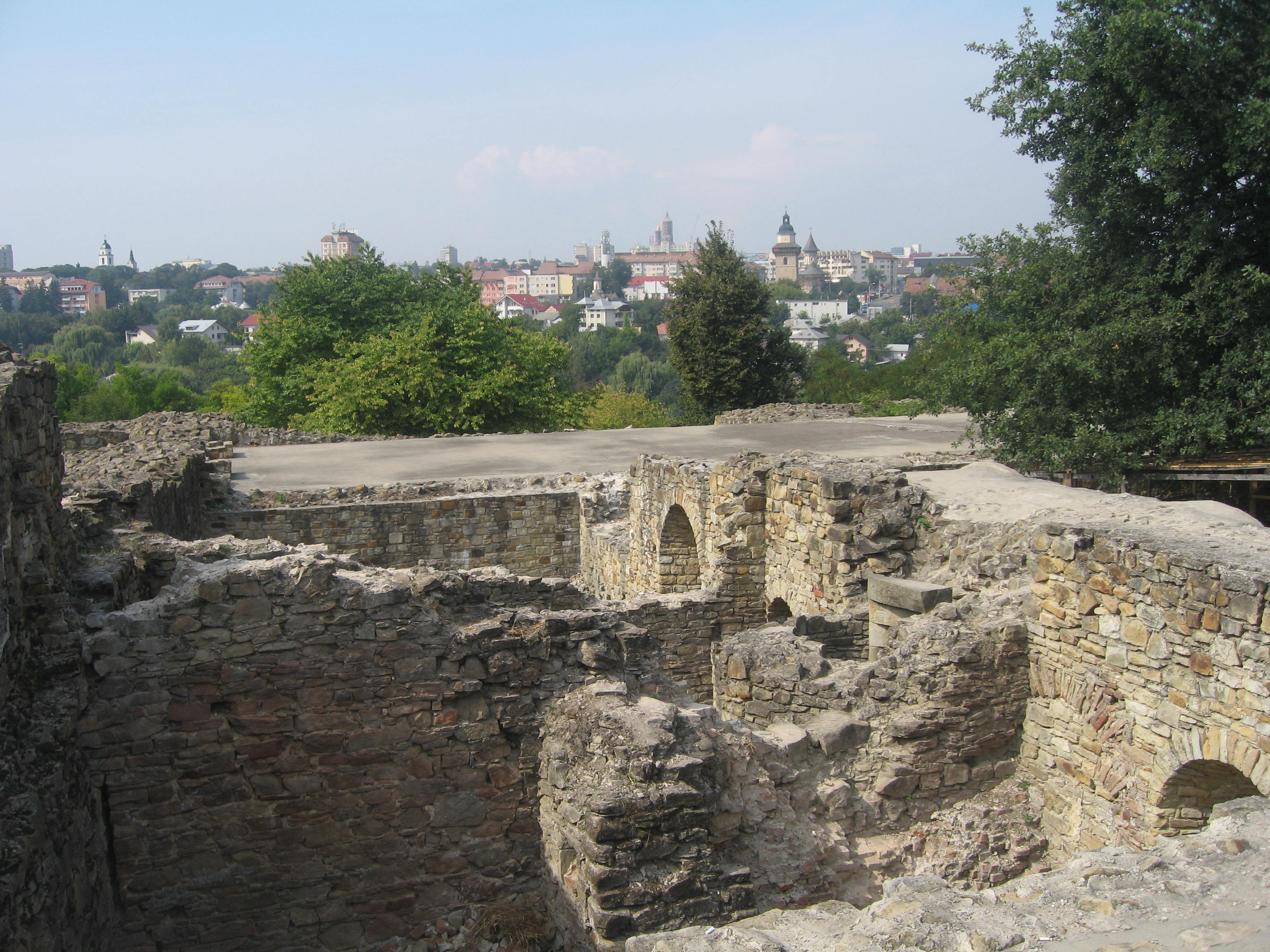
Cetatea văzută de pe ziduri
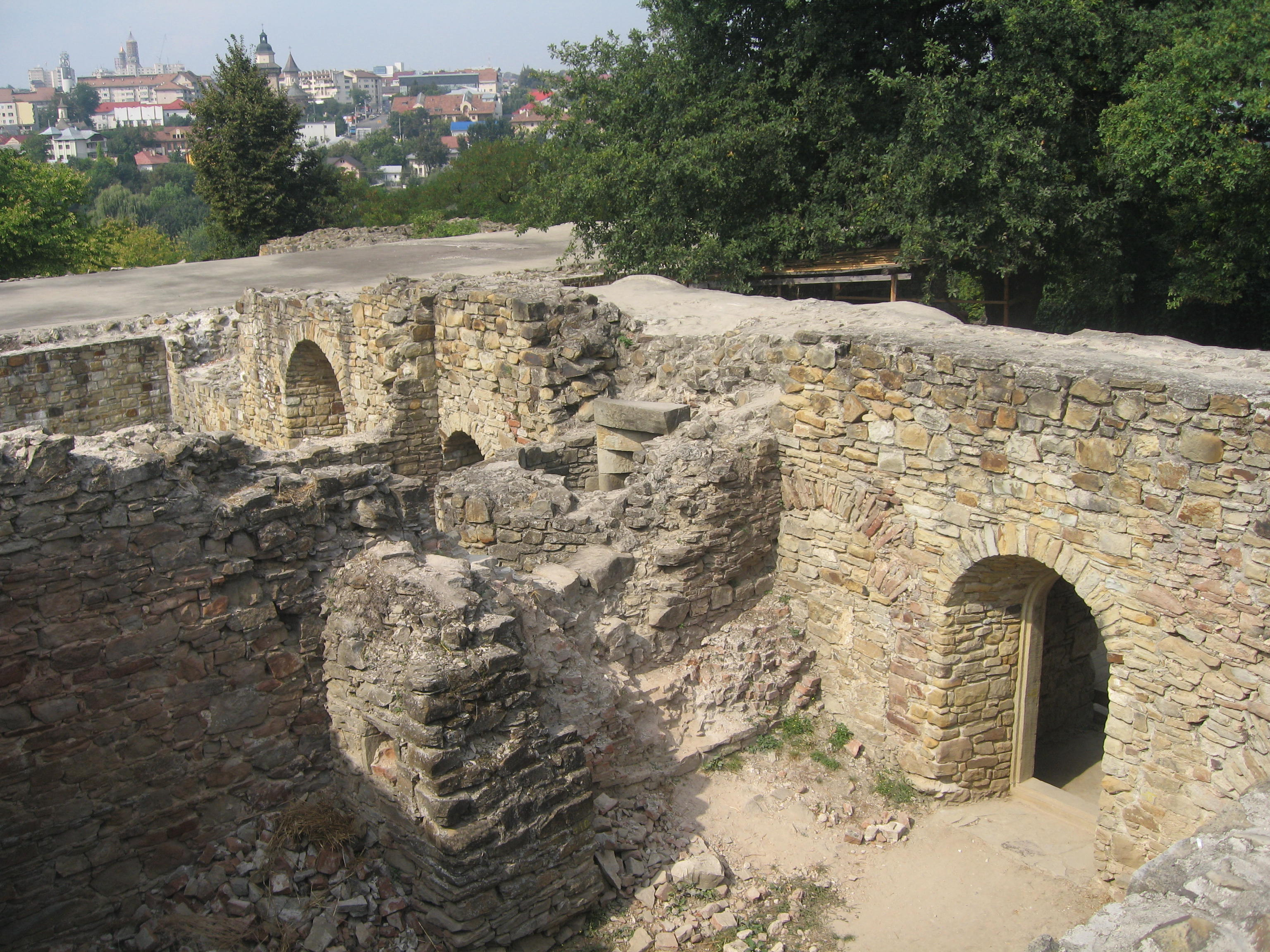
Cetatea văzută de pe ziduri
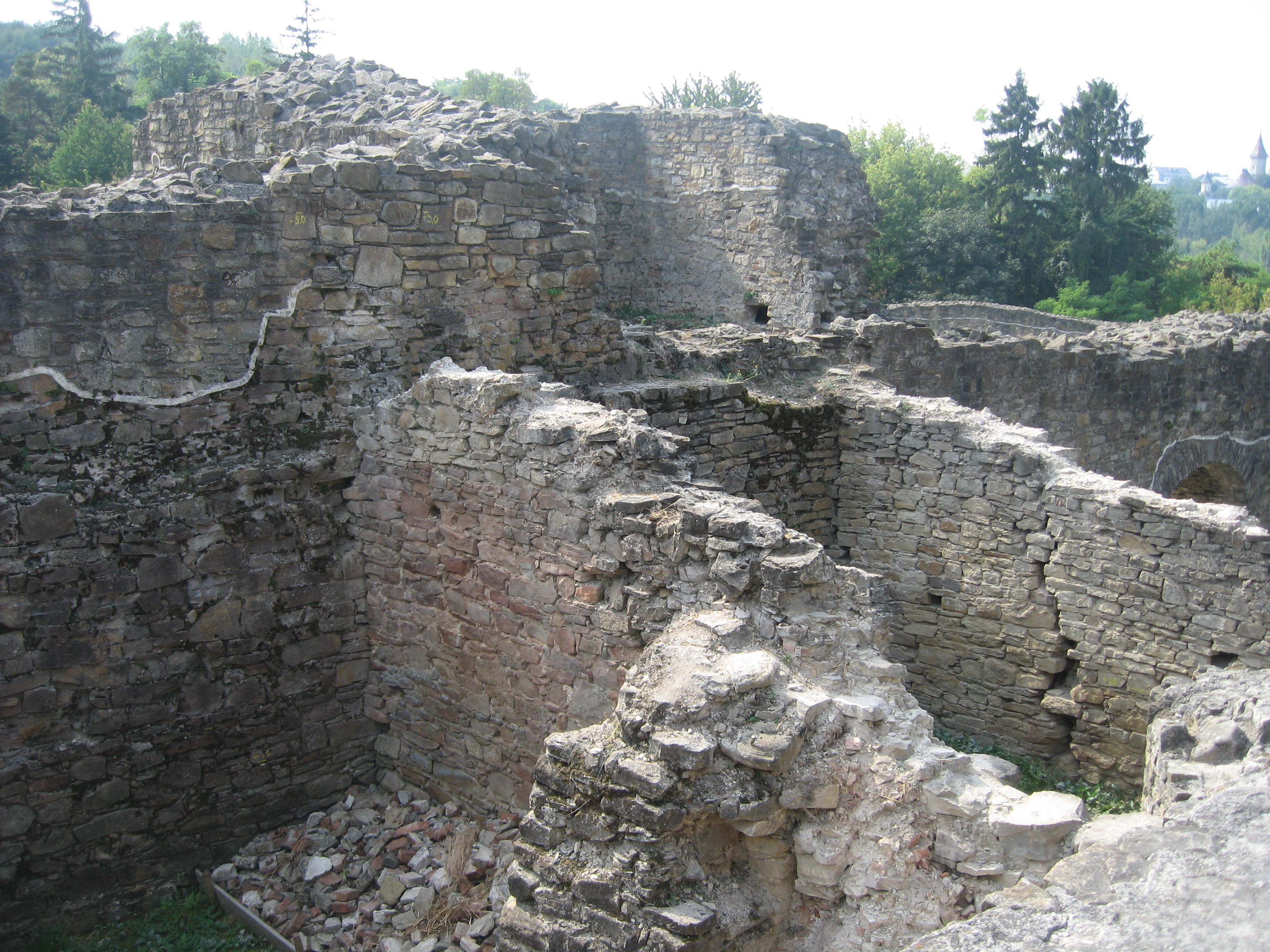
Cetatea văzută de pe ziduri
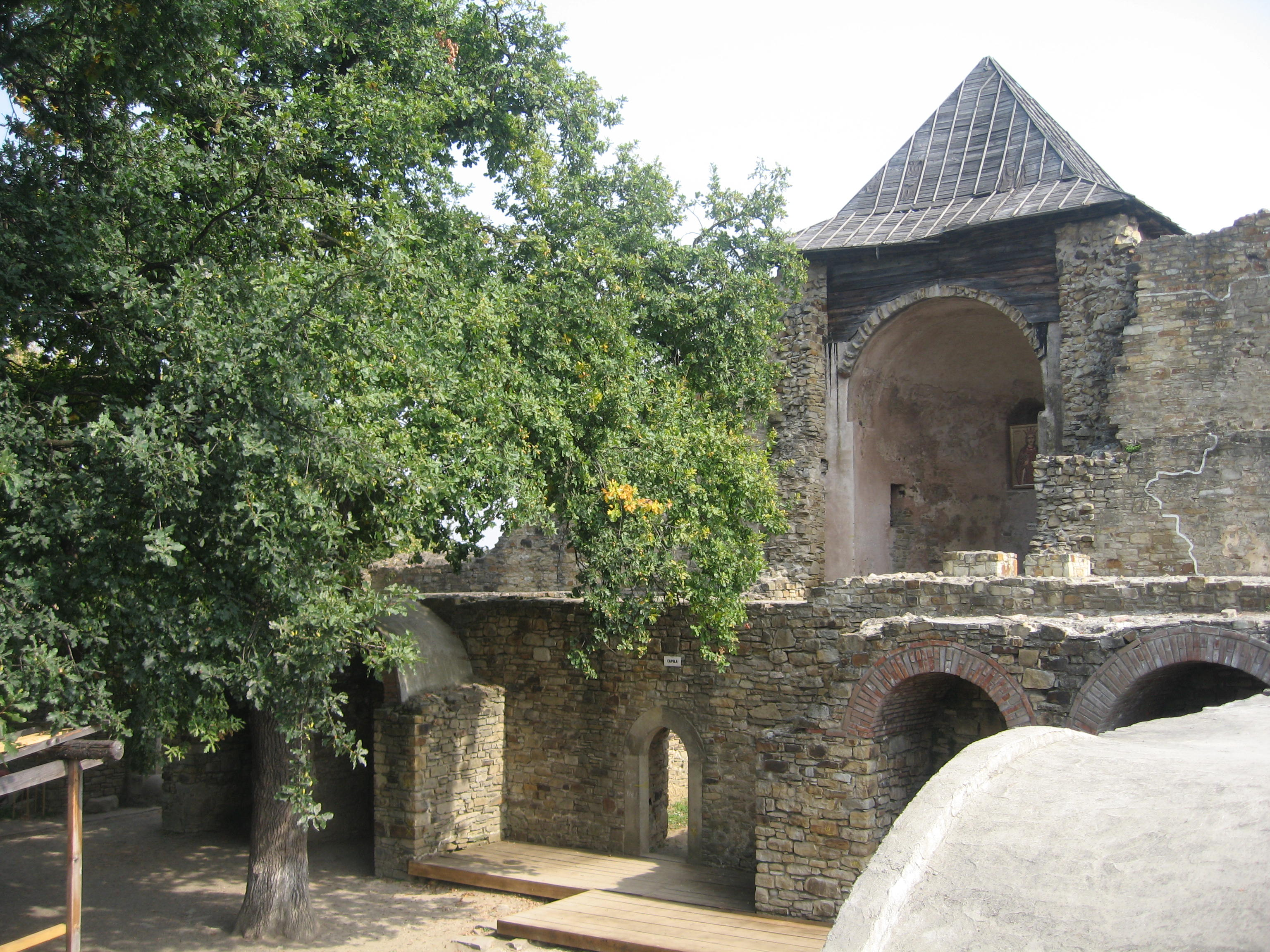
Capela văzută de pe ziduri
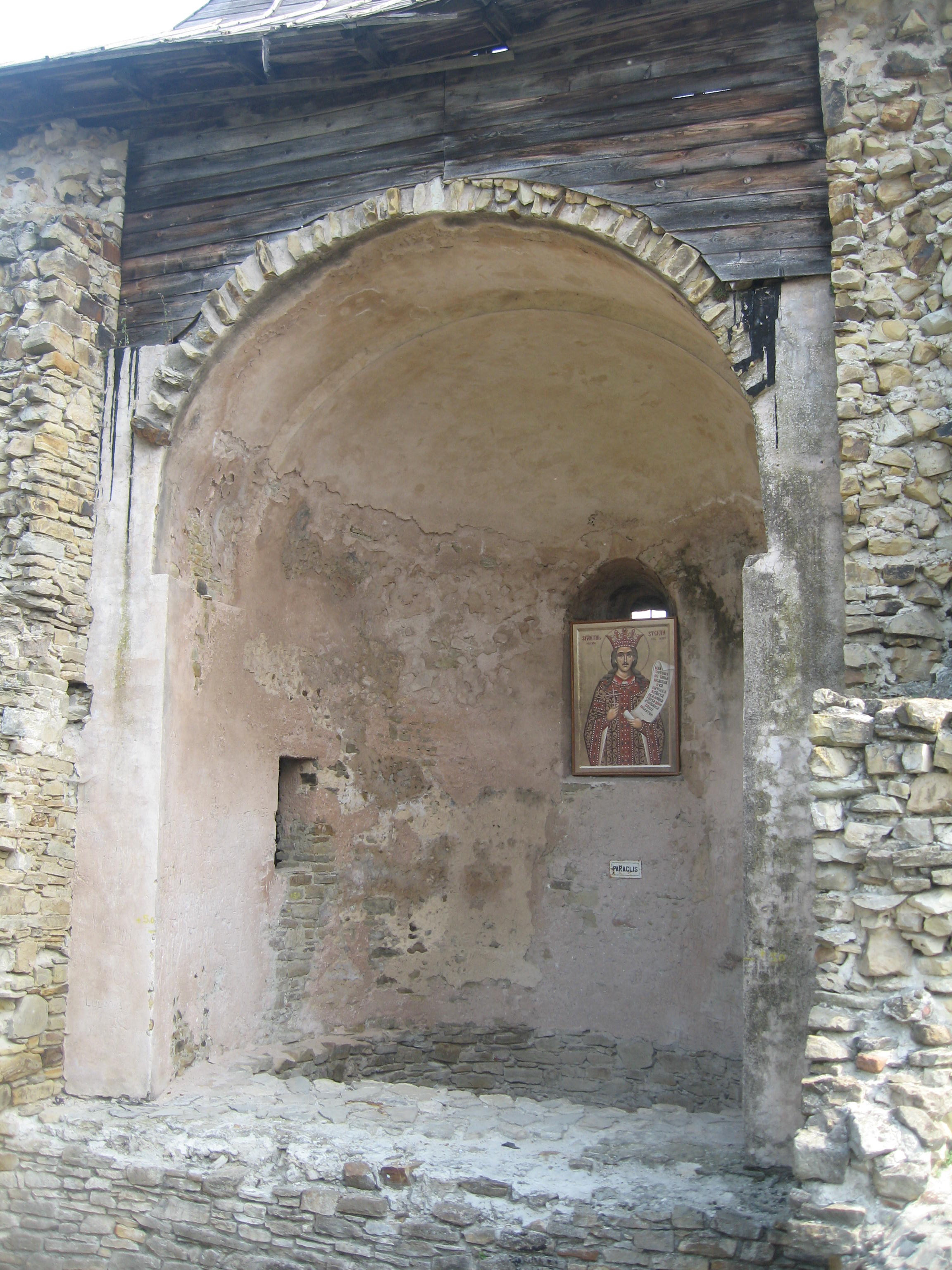
Bolta capelei
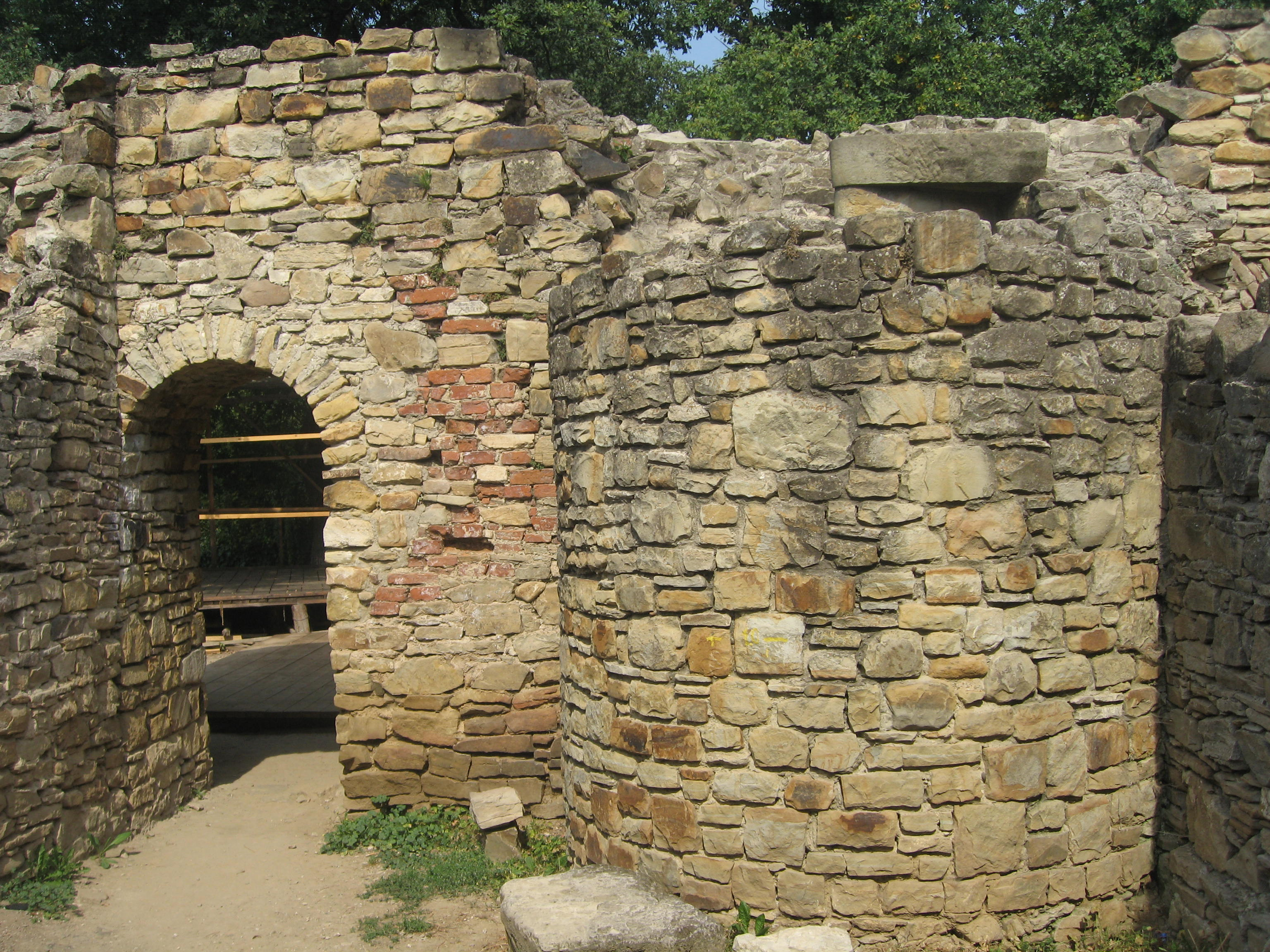
Camera închisorii
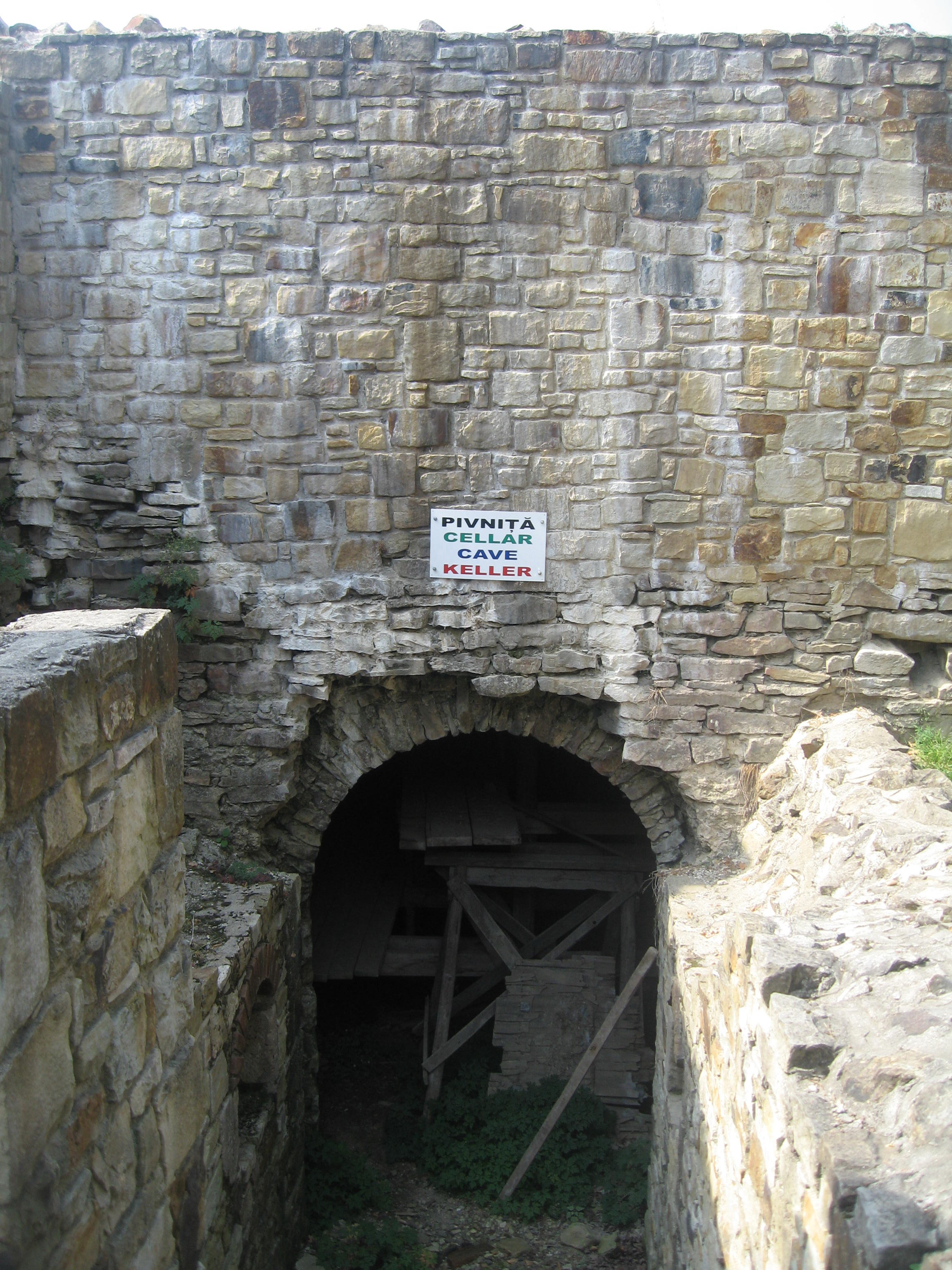
Intrarea în pivniță
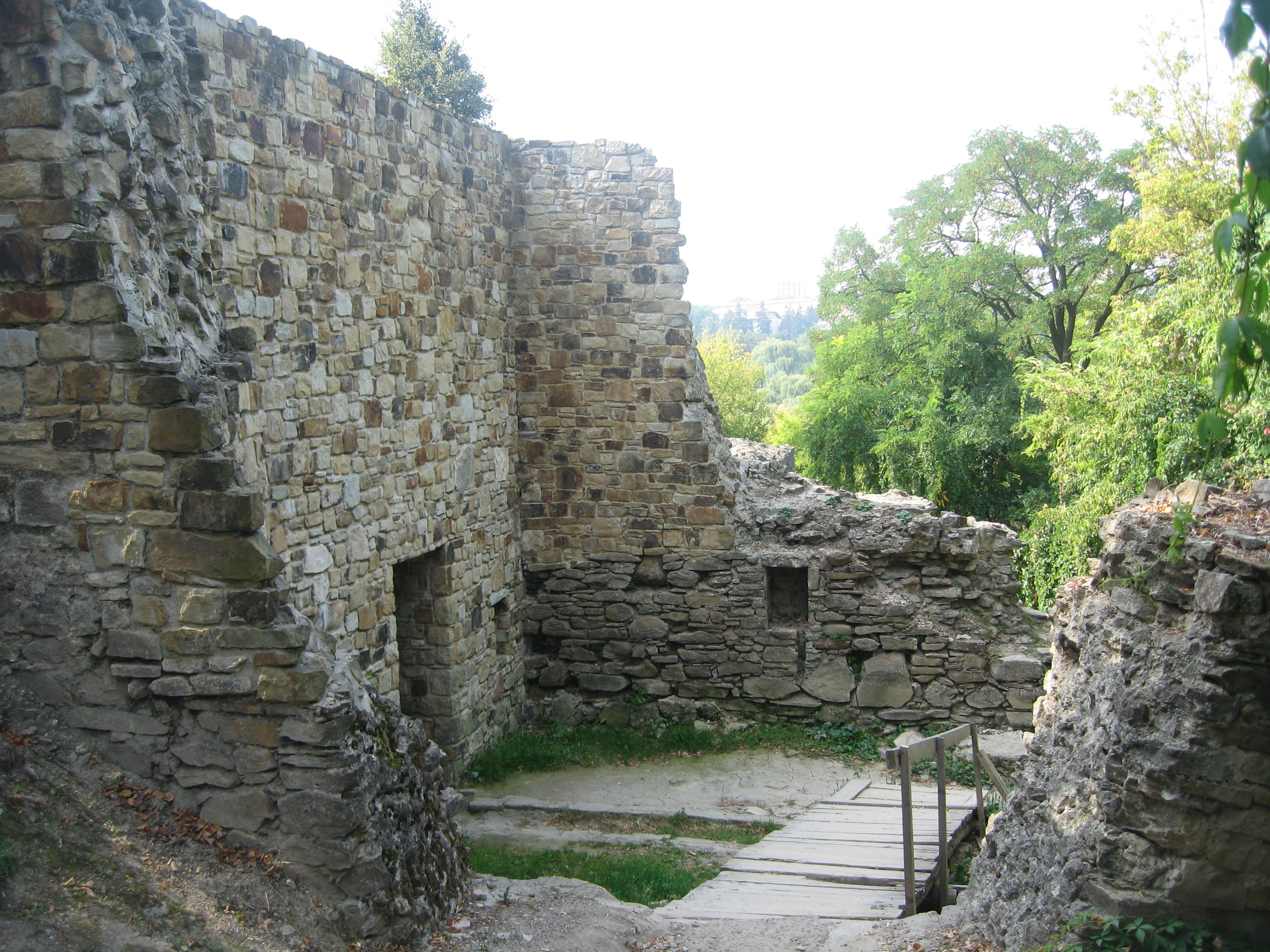
O altă intrare în pivniță
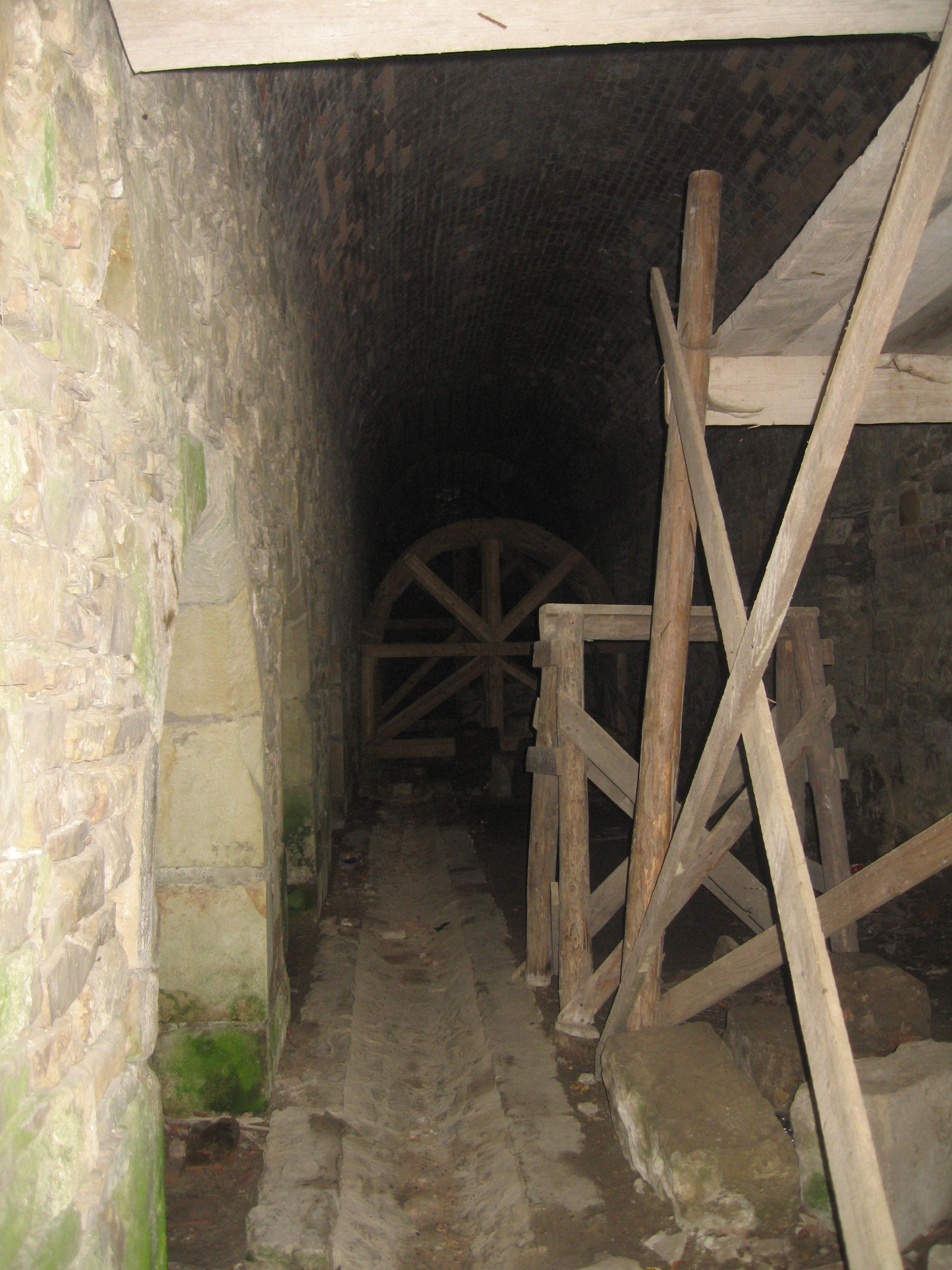
Interiorul pivniței
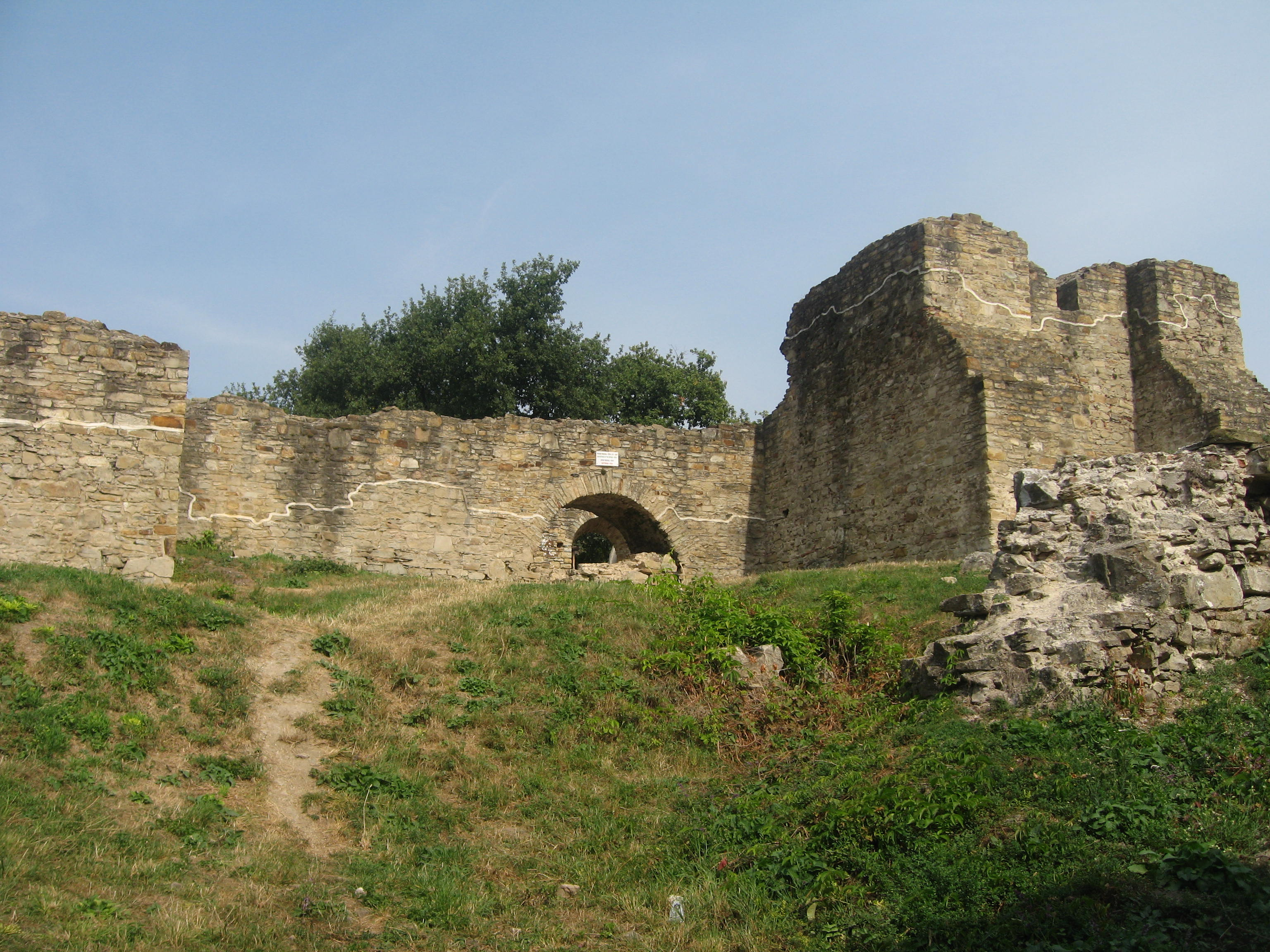
Intrarea de pe latura de sud, datând din epoca lui Petru Mușat
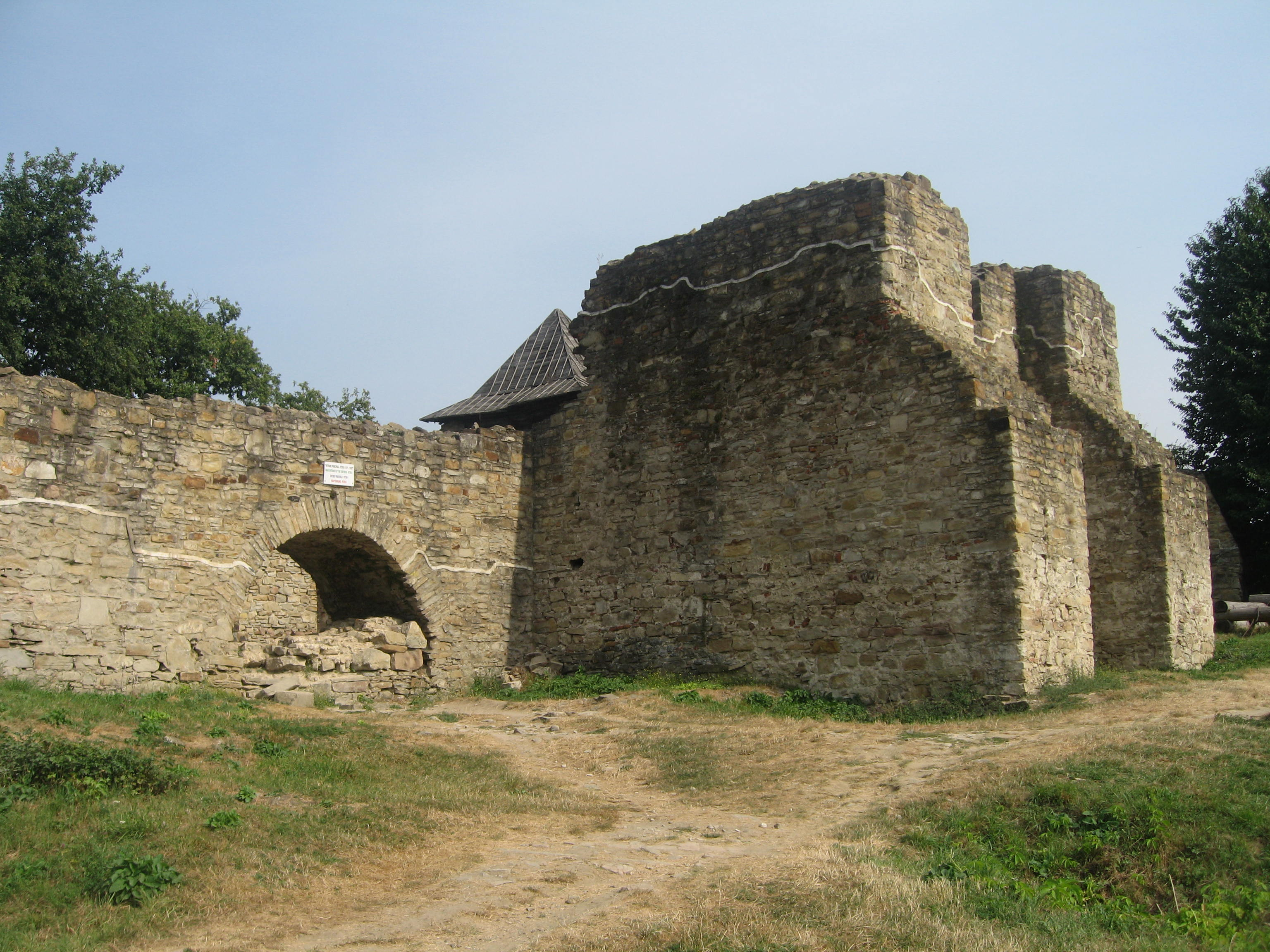
Intrarea de pe latura de sud, datând din epoca lui Petru Mușat
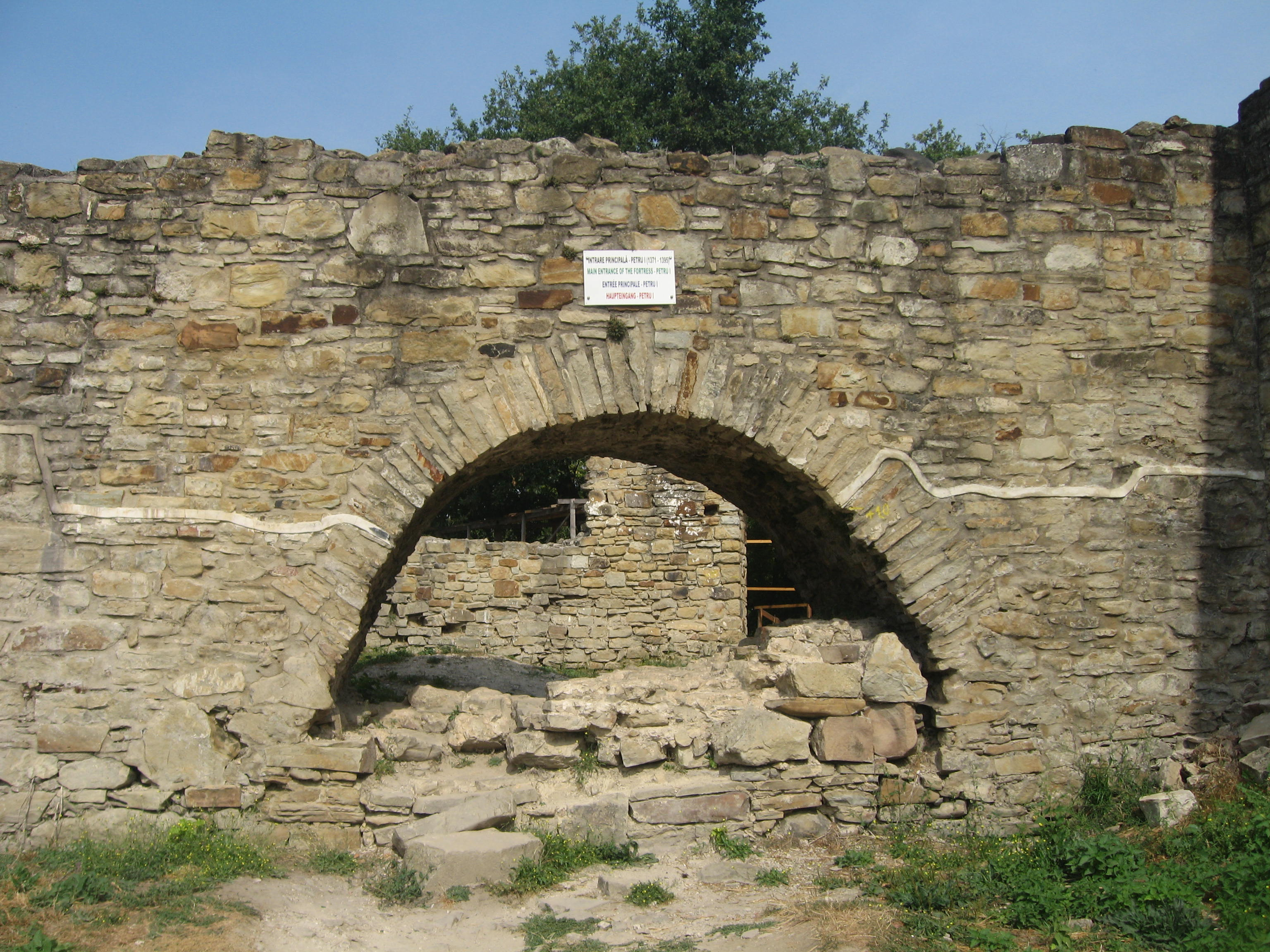
Intrarea de pe latura de sud, datând din epoca lui Petru Mușat
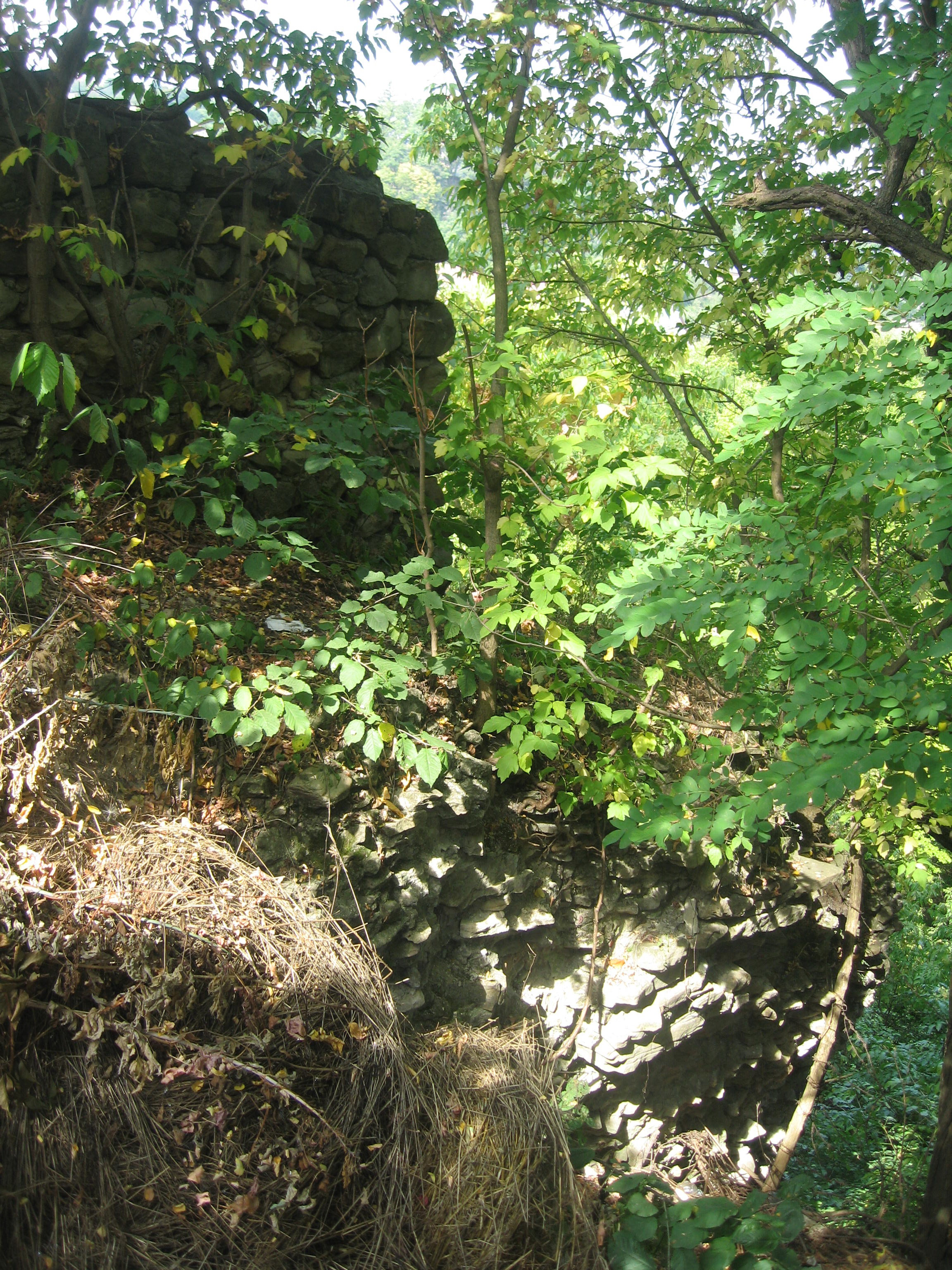
Resturi din zidul de nord, prăbușit cu secole în urmă
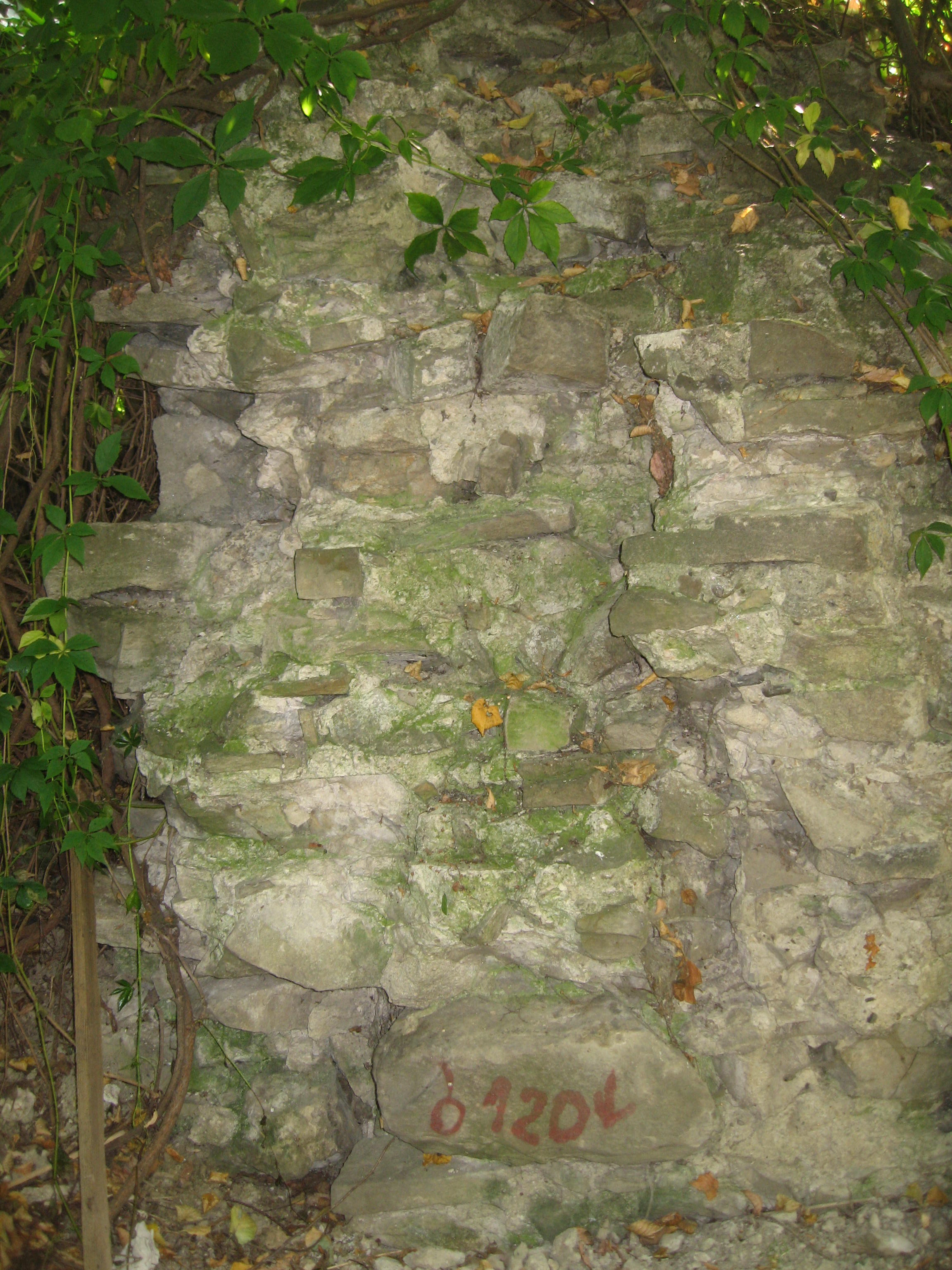
Resturi din zidul de nord, prăbușit cu secole în urmă
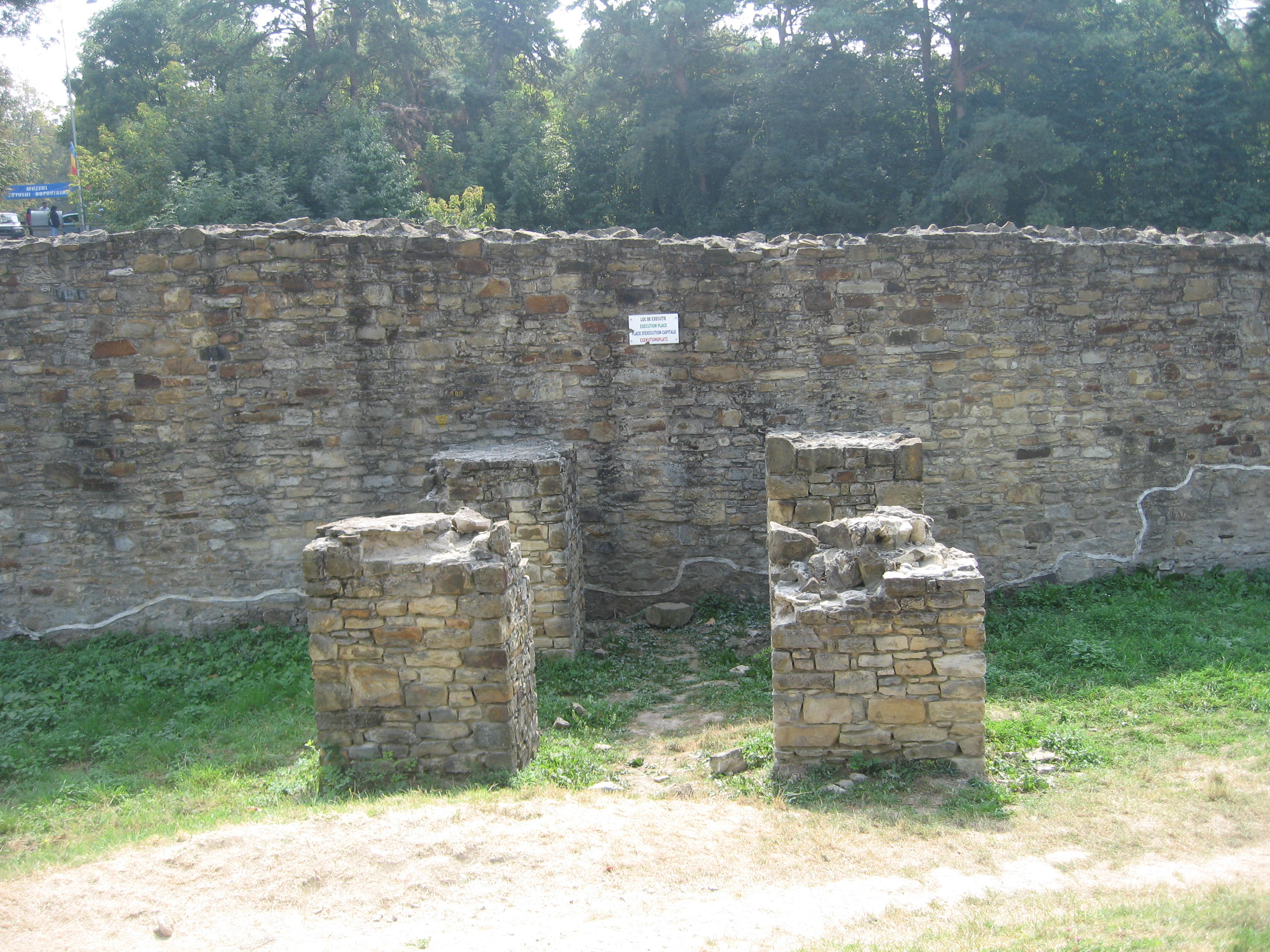
Locul de execuție
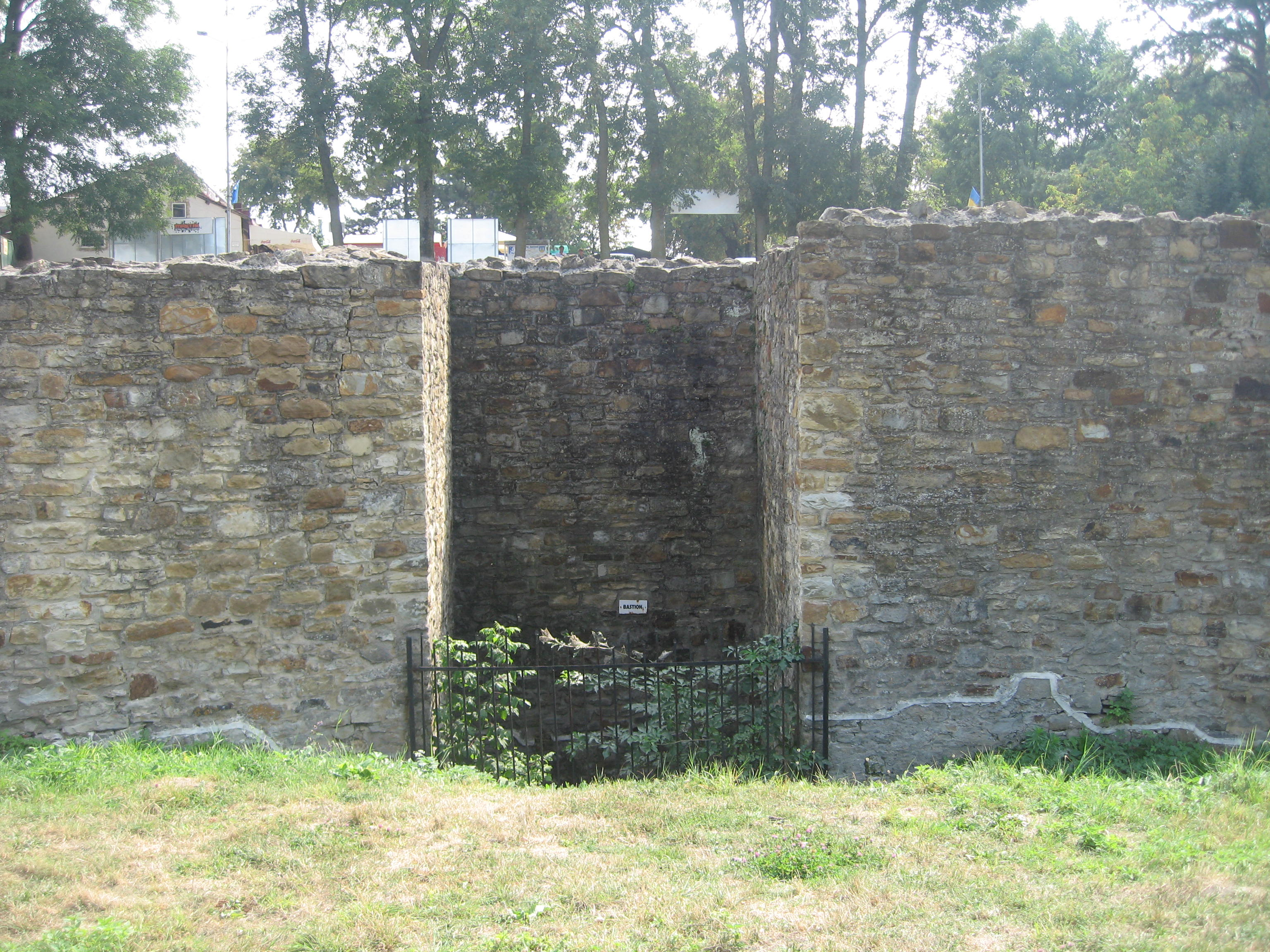
Bastion de formă pătrată construit anterior anului 1476
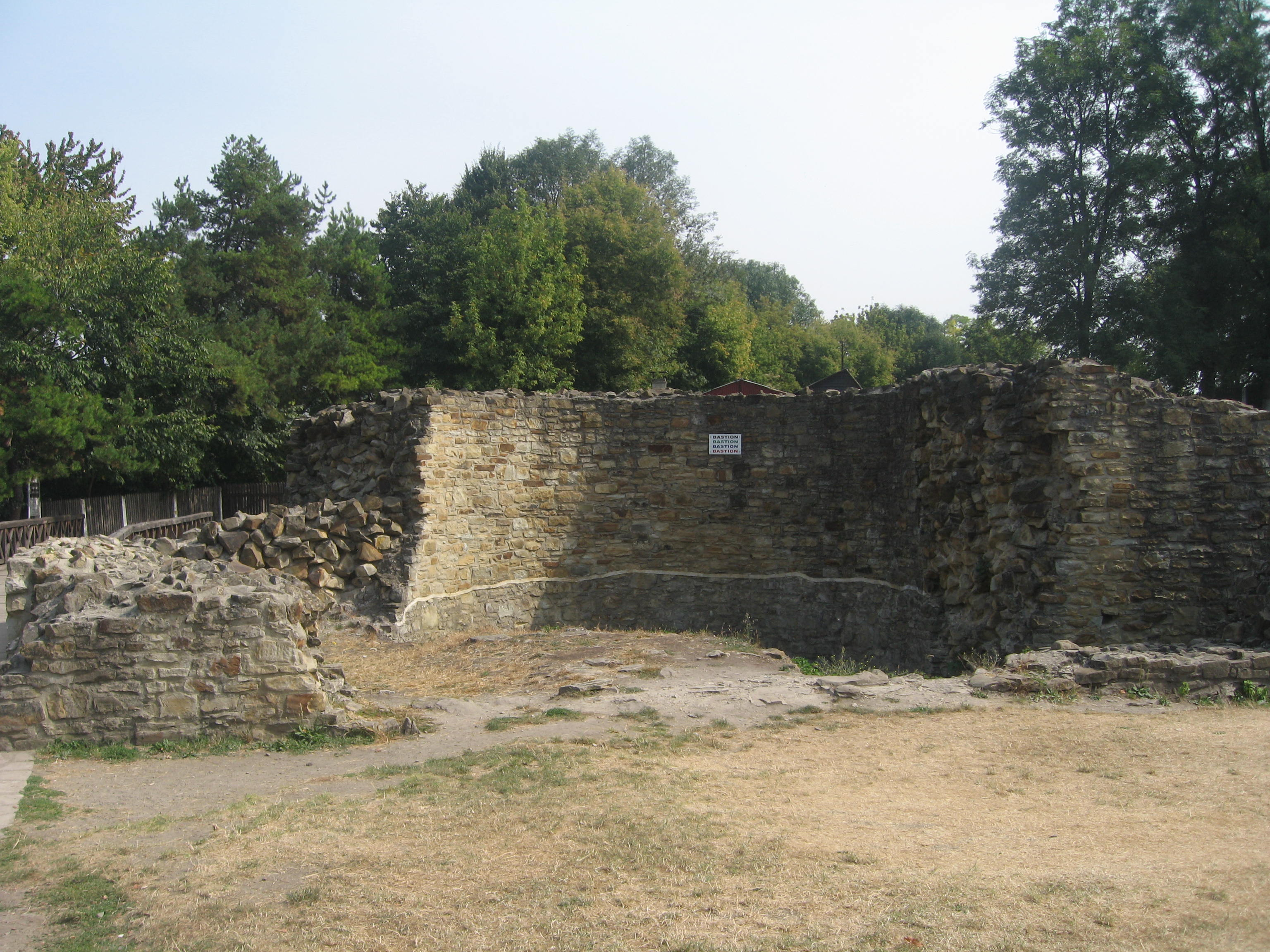
Bastion de formă semicirculară construit ulterior anului 1476
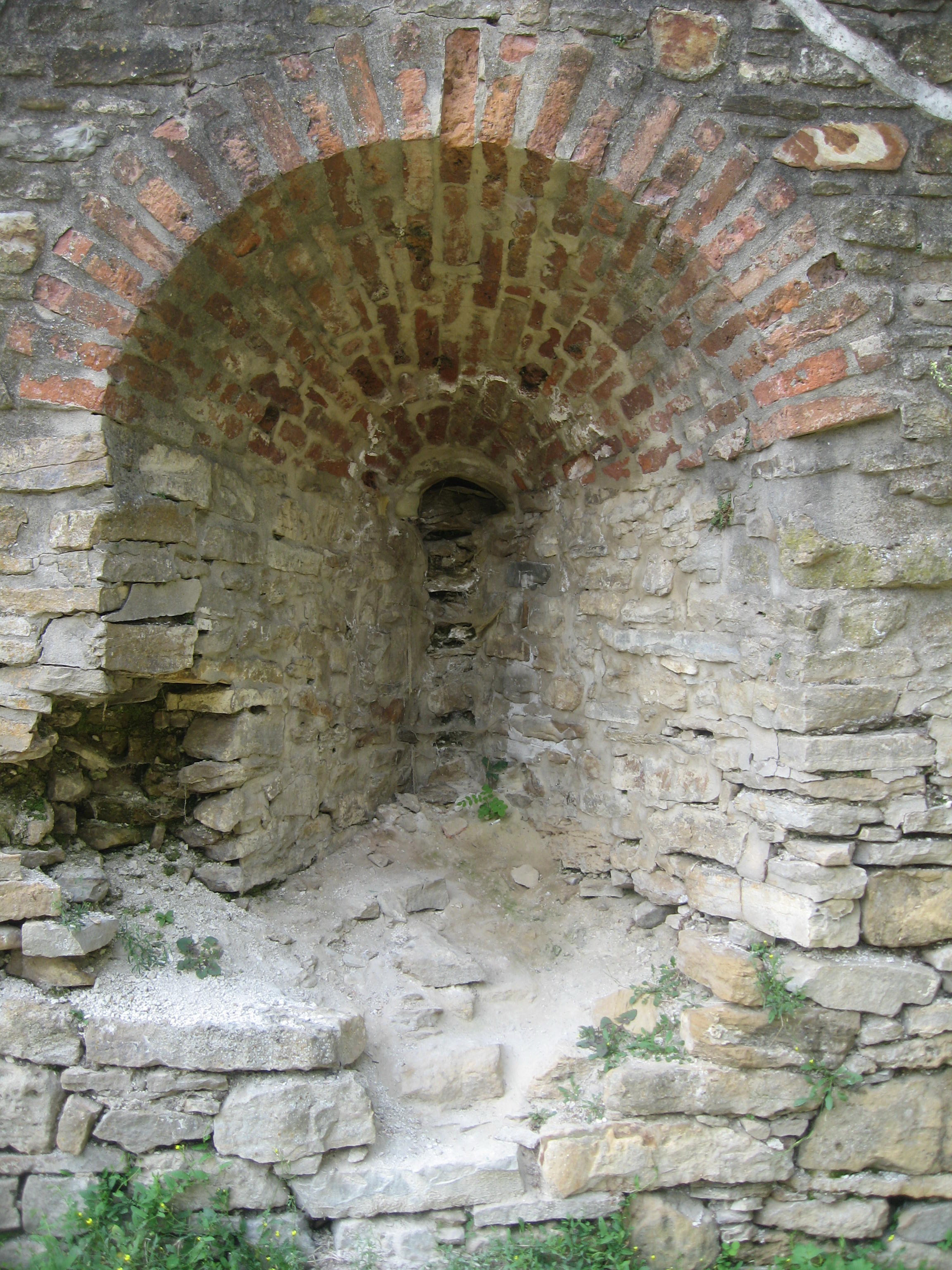
Metereze în zidurile de incintă
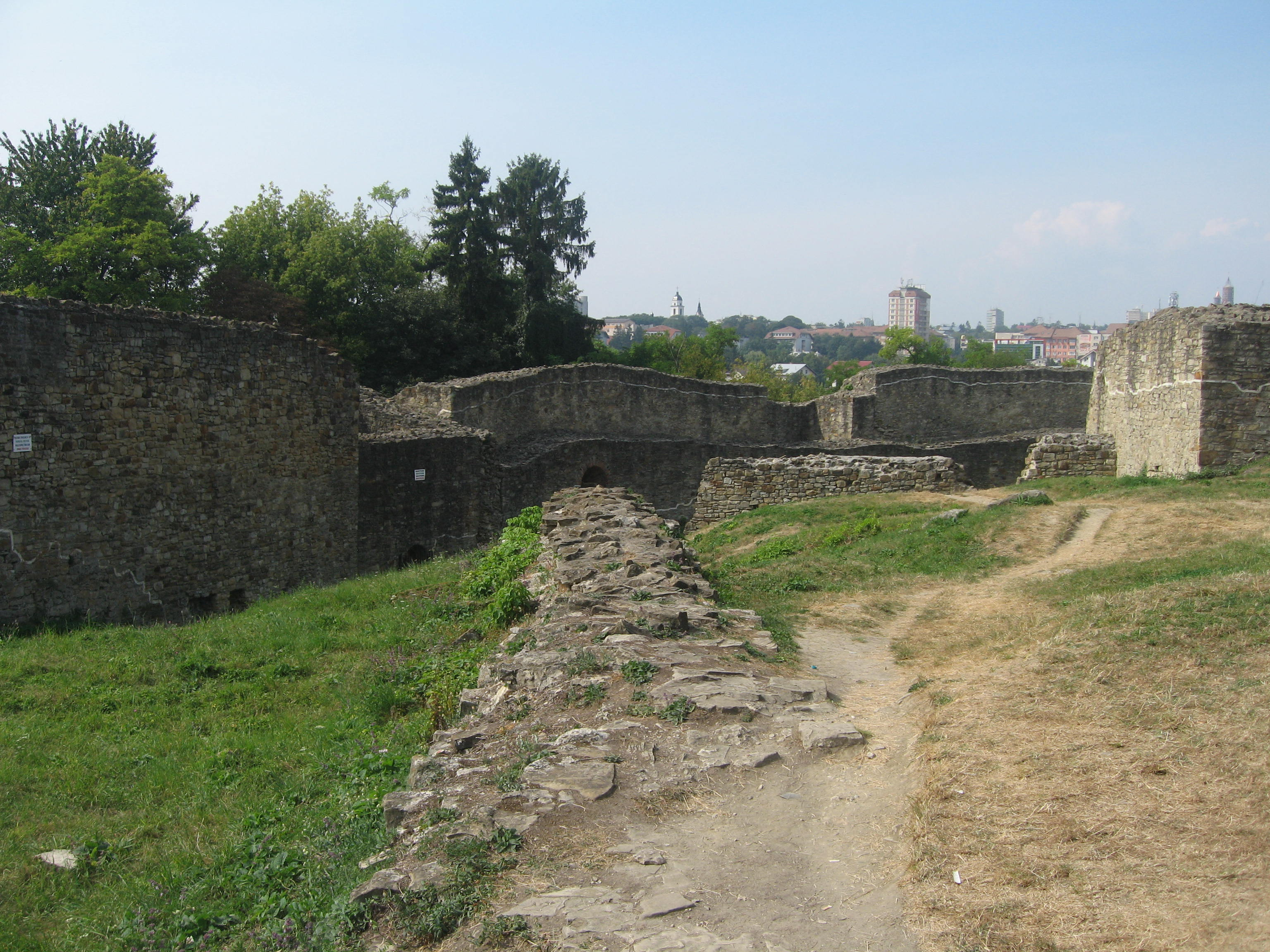
Zidul de pe latura de sud, datând din vremea lui Alexandru cel Bun și un zid perpendicular pe acesta, datând din vremea lui Ștefan cel Mare
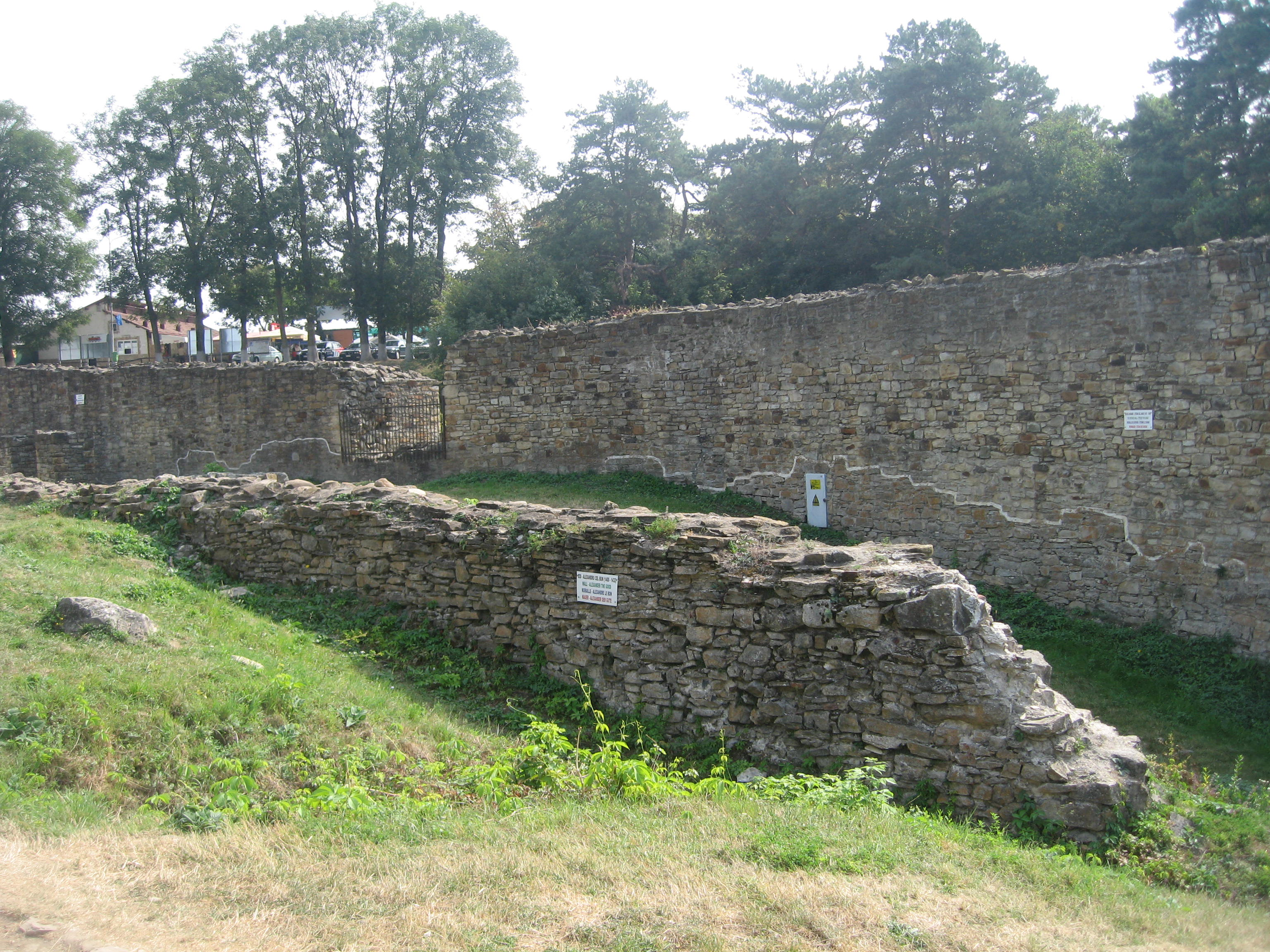
Zidul de pe latura de sud, datând din vremea lui Alexandru cel Bun
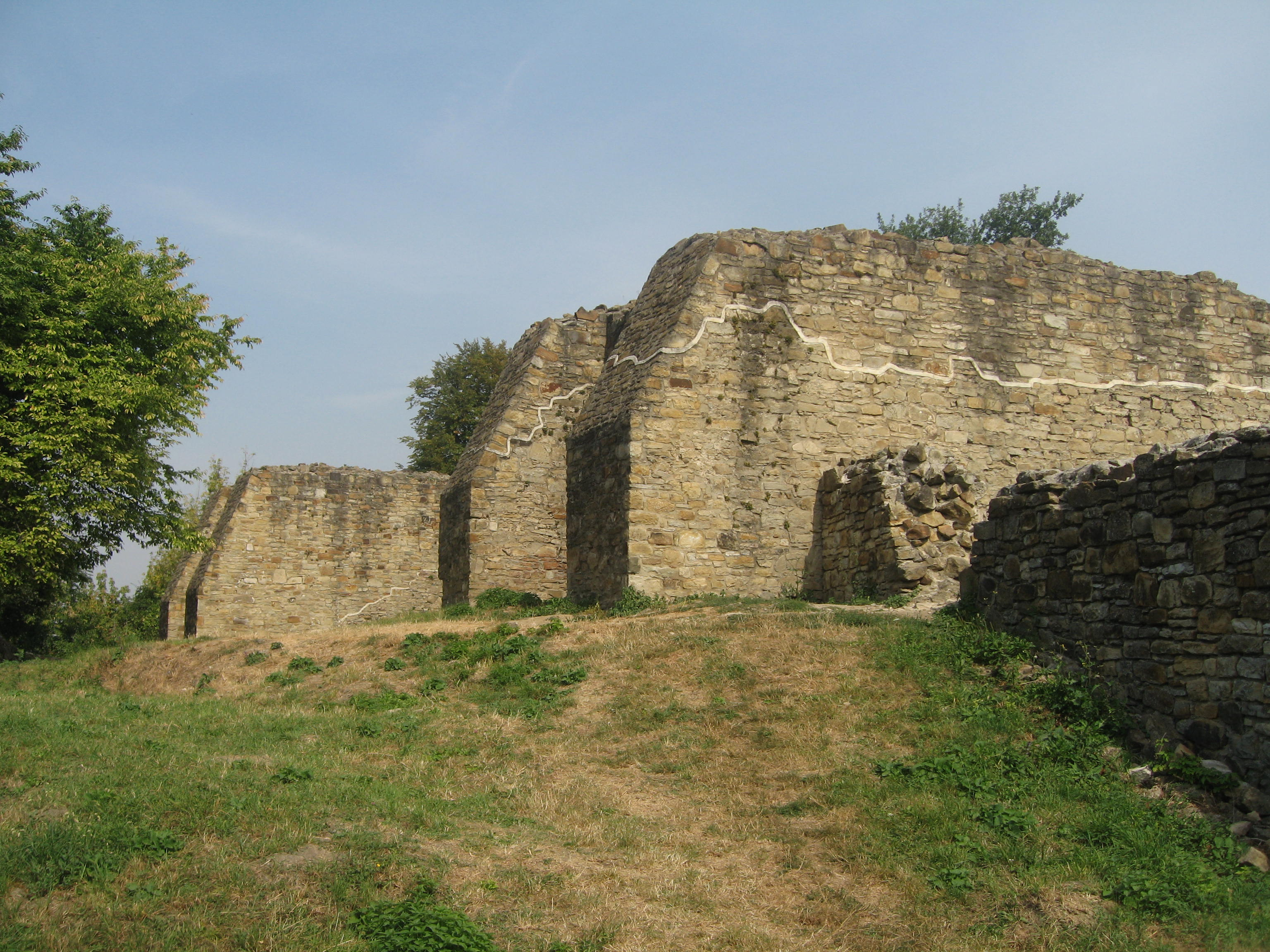
Zidurile de vest ale fortului mușatin
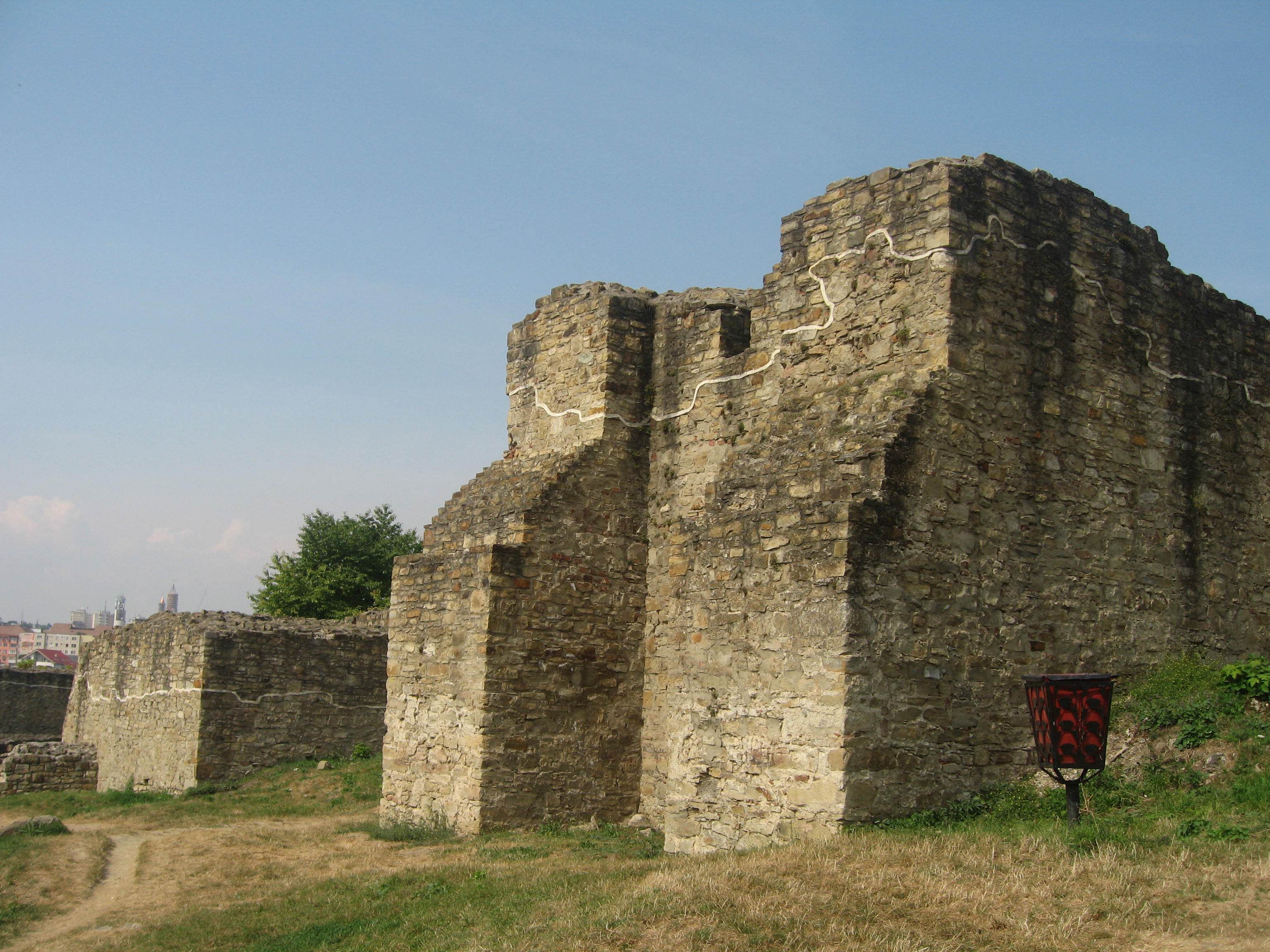
Zidurile de sud ale fortului mușatin
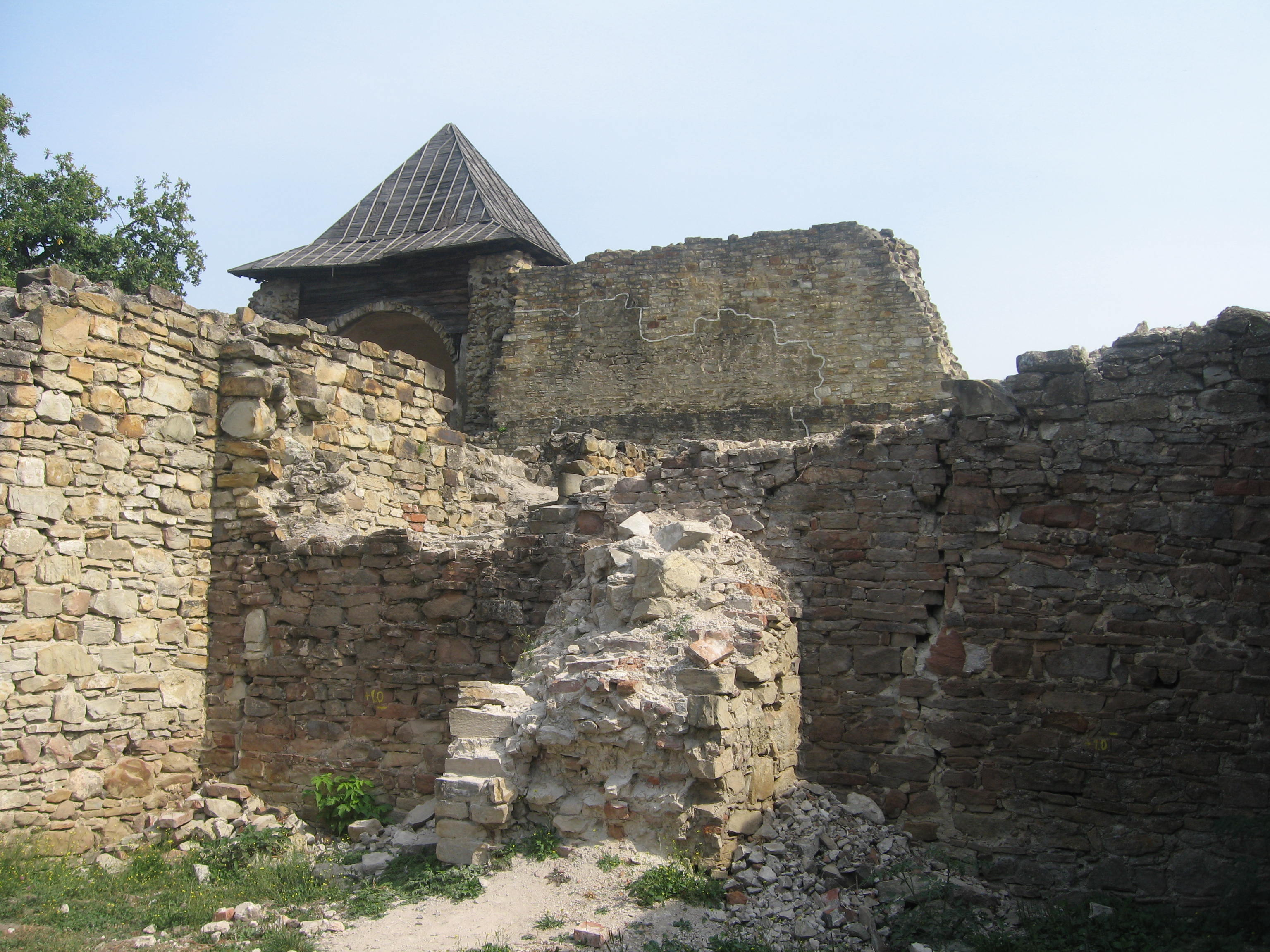
Resturi de ziduri pe latura de sud a fortului mușatin
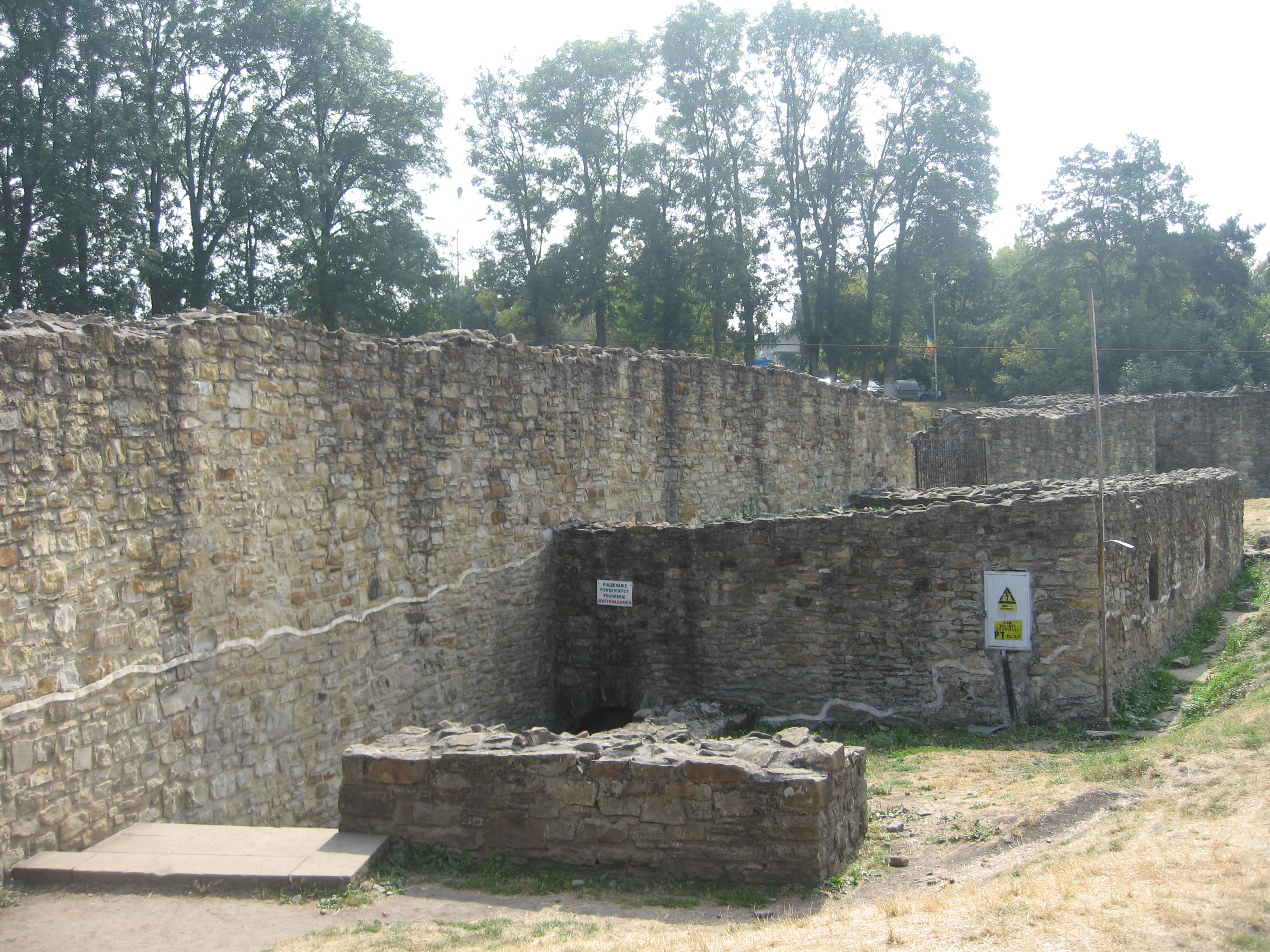
Pulberăria
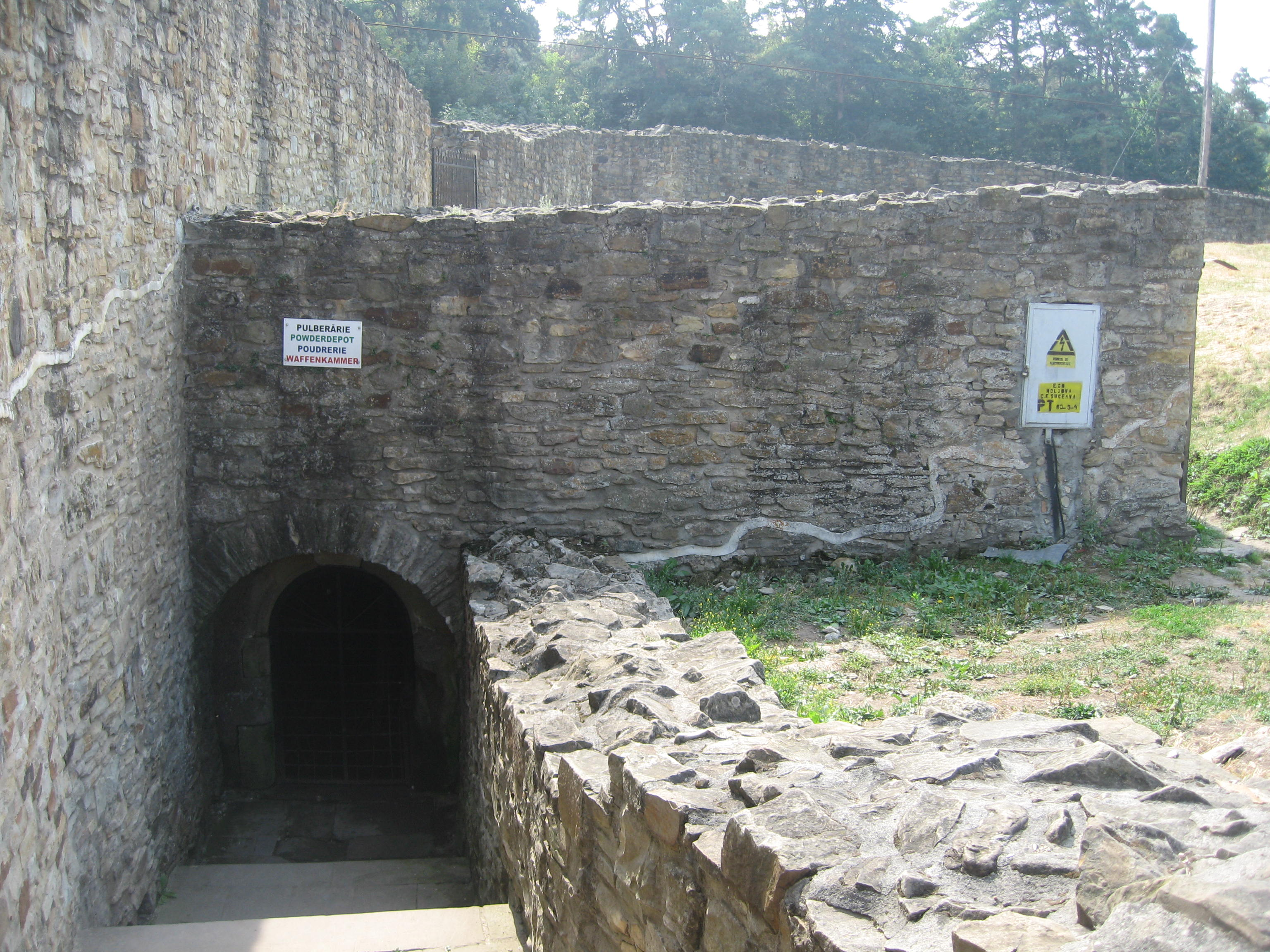
Intrarea în pulberărie

Fotografii din 2016

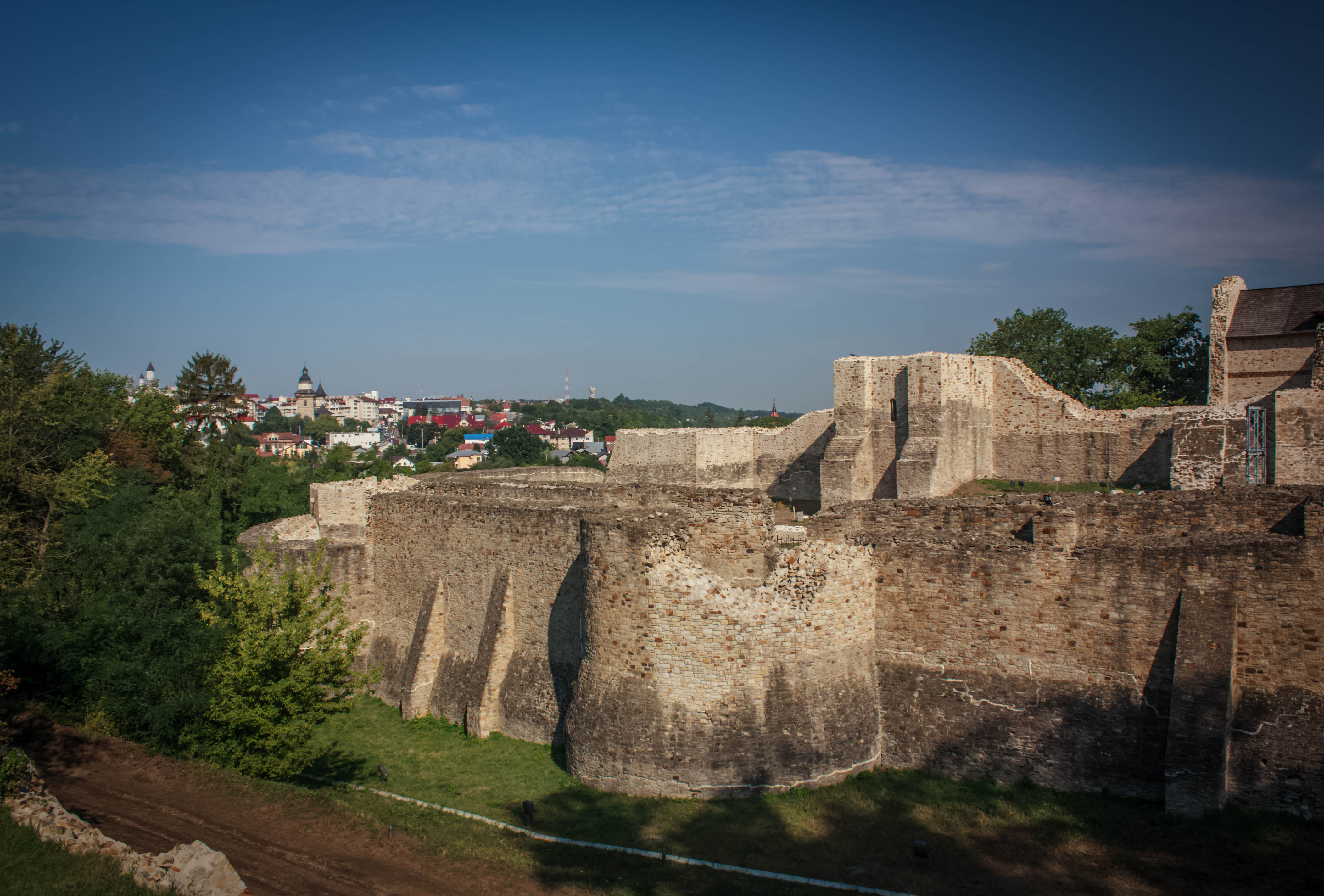
Cetatea văzută de pe platou
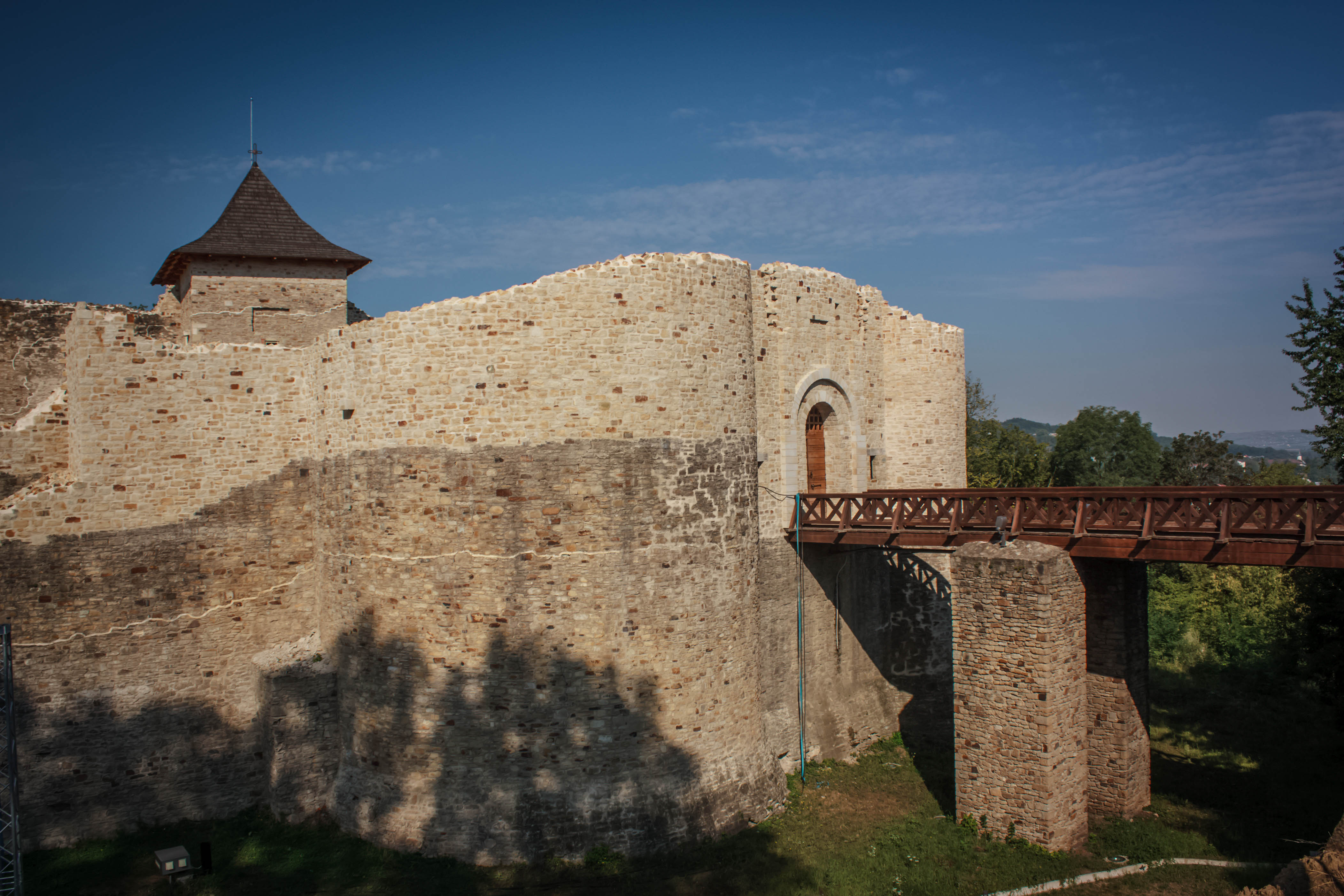
Podul de acces și intrarea de pe latura de nord-est
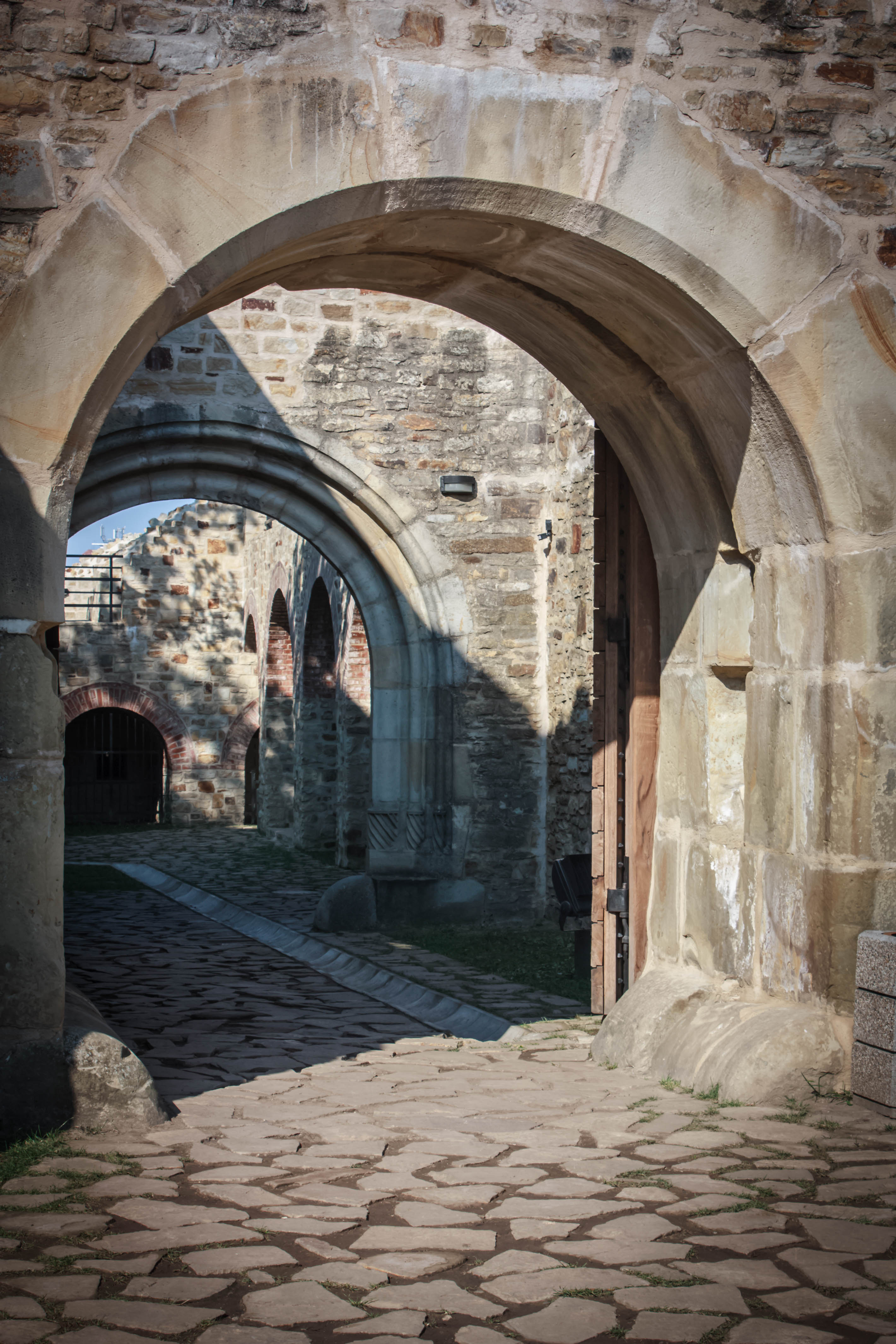
Hol de acces pe latura de nord-est
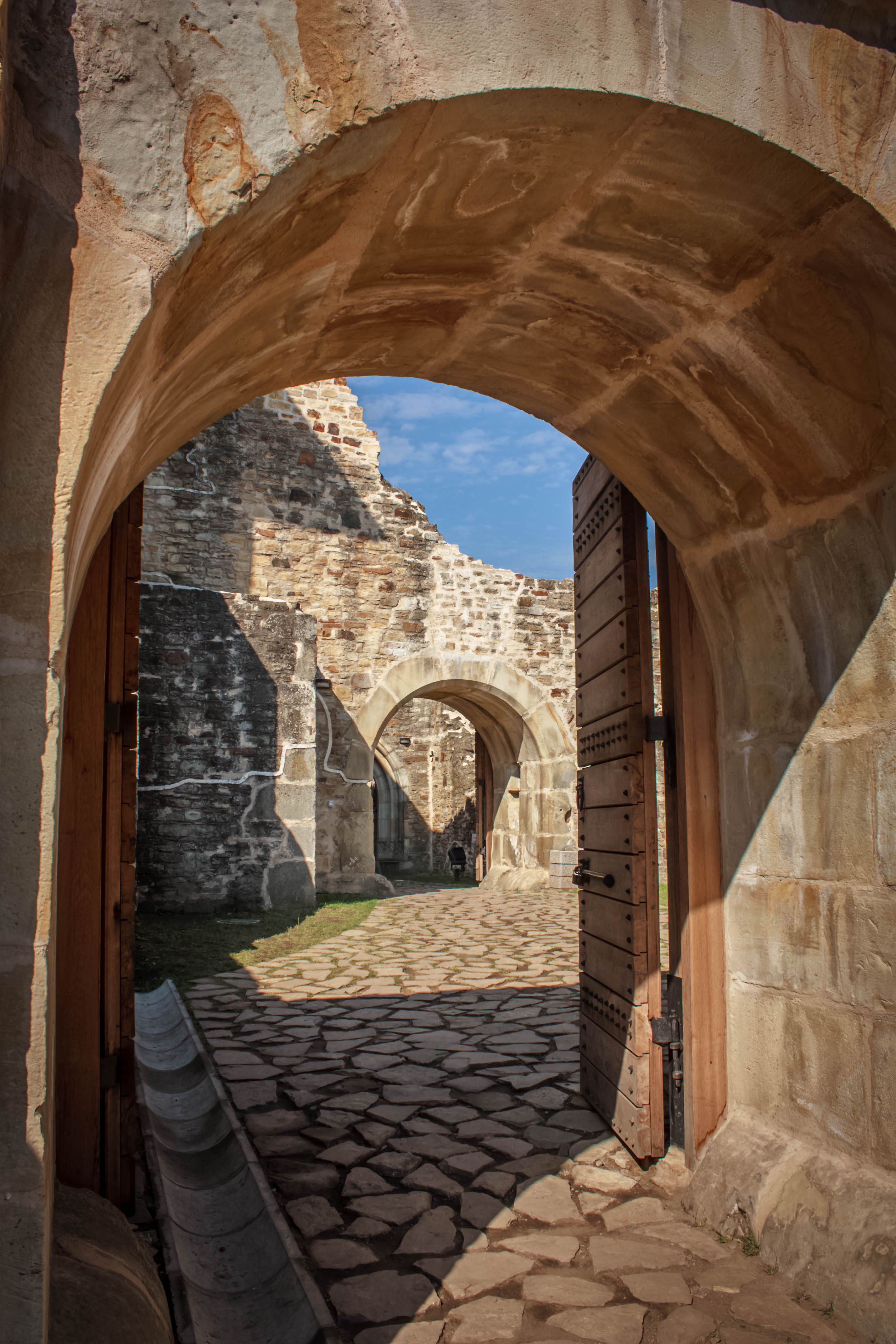
Hol de acces pe latura de nord-est
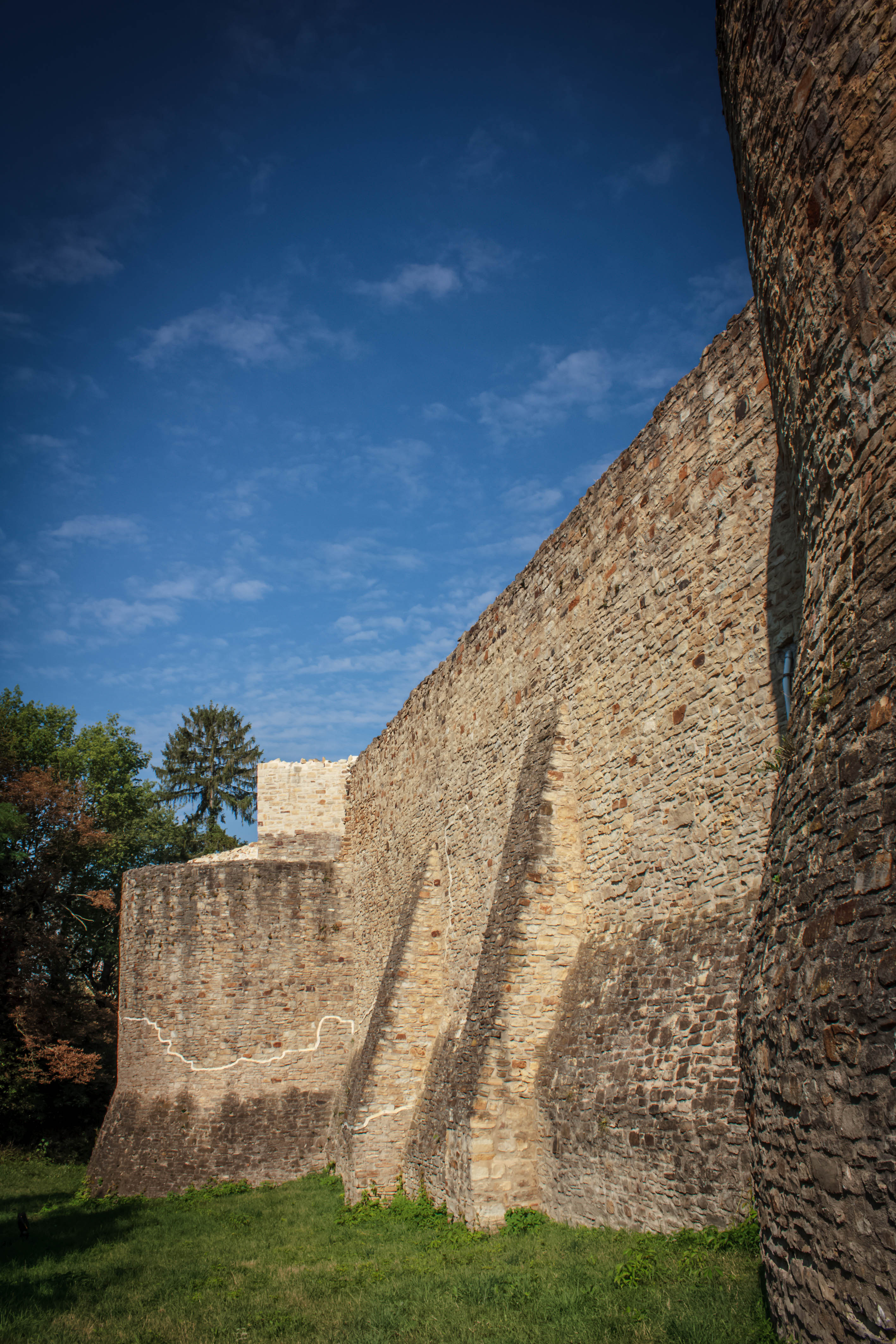
Bastion semicircular și zid de apărare
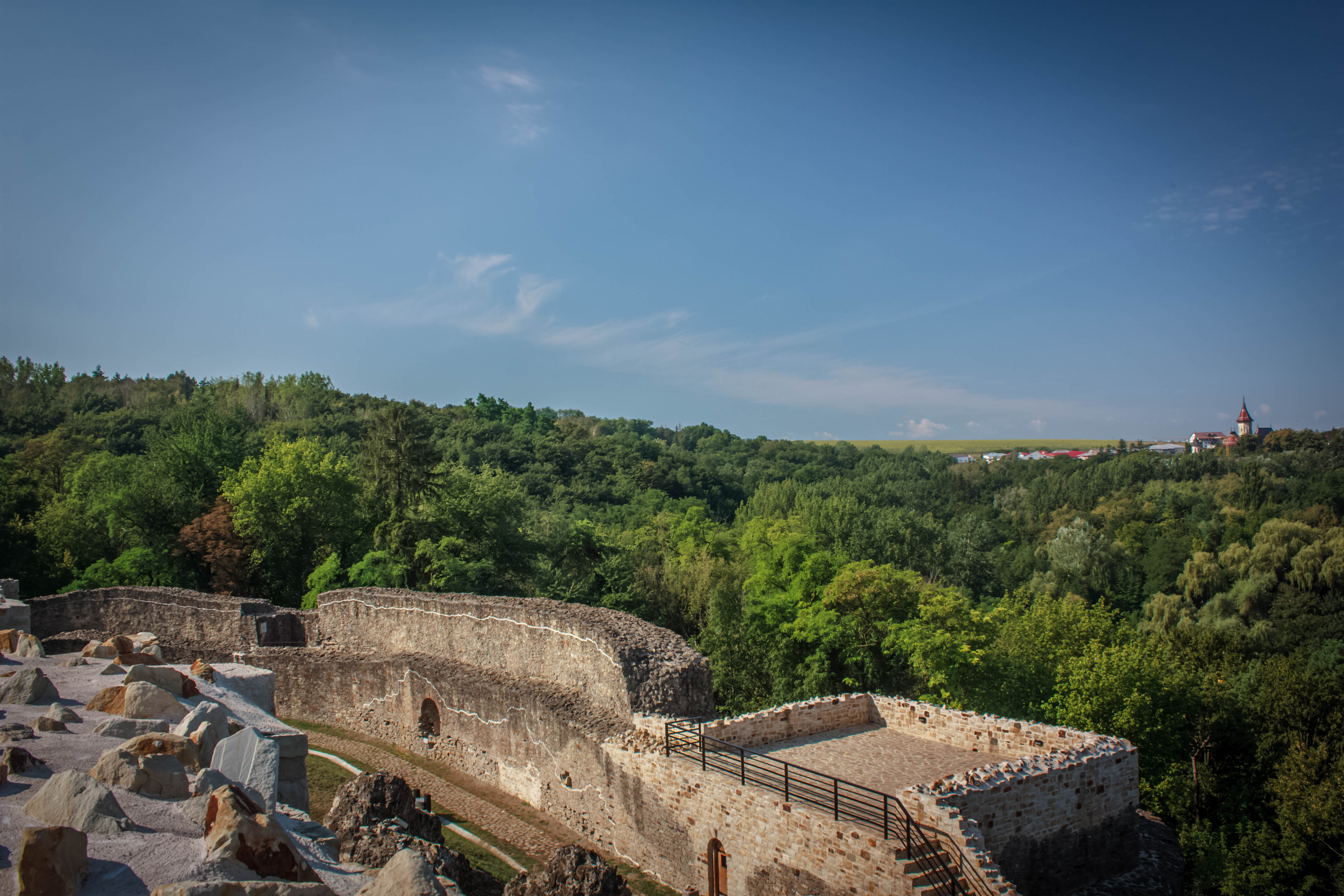
Fortificații exterioare pe latura sud-vestică
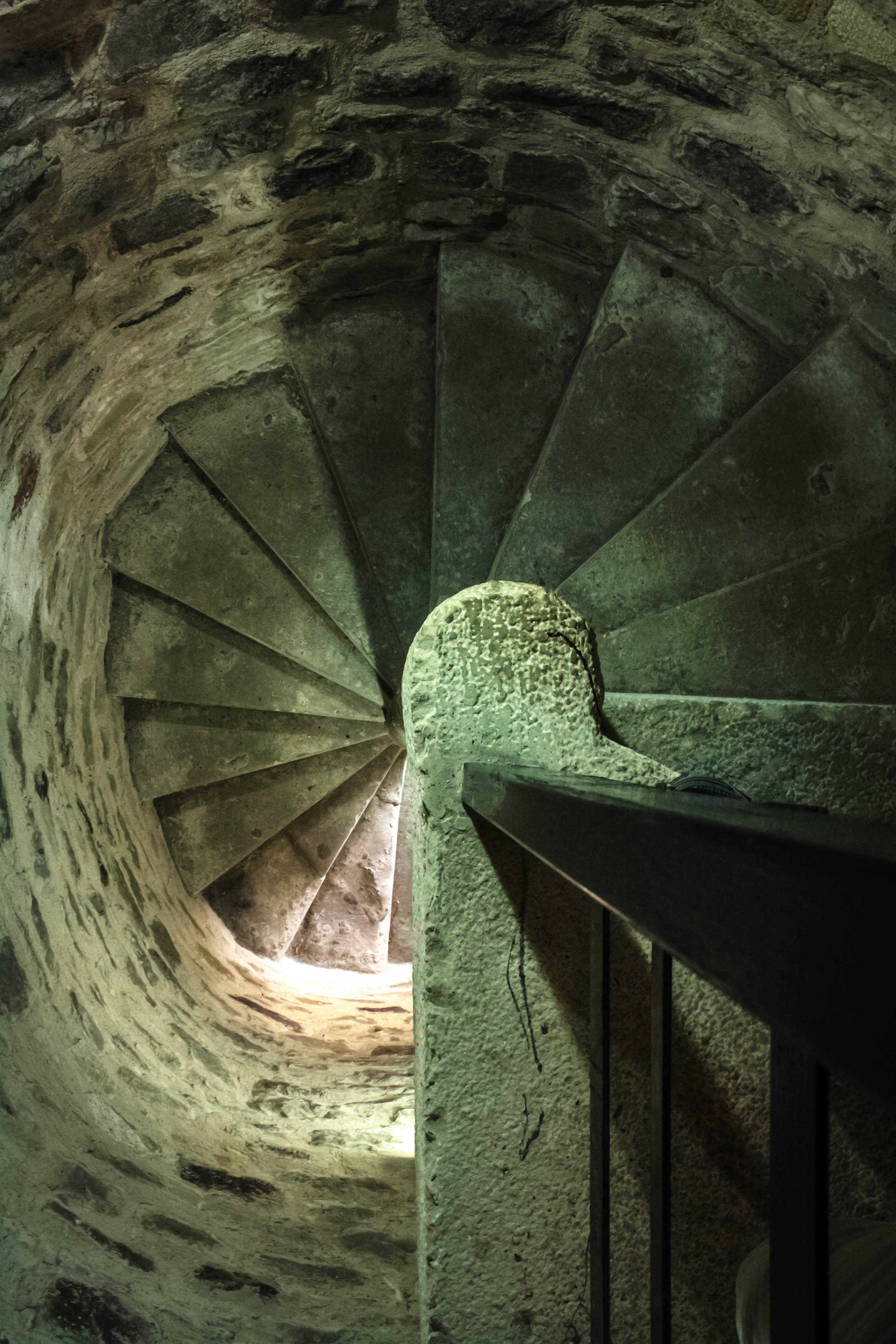
Scări de acces în spirală către etajul întâi al fortului mușatin
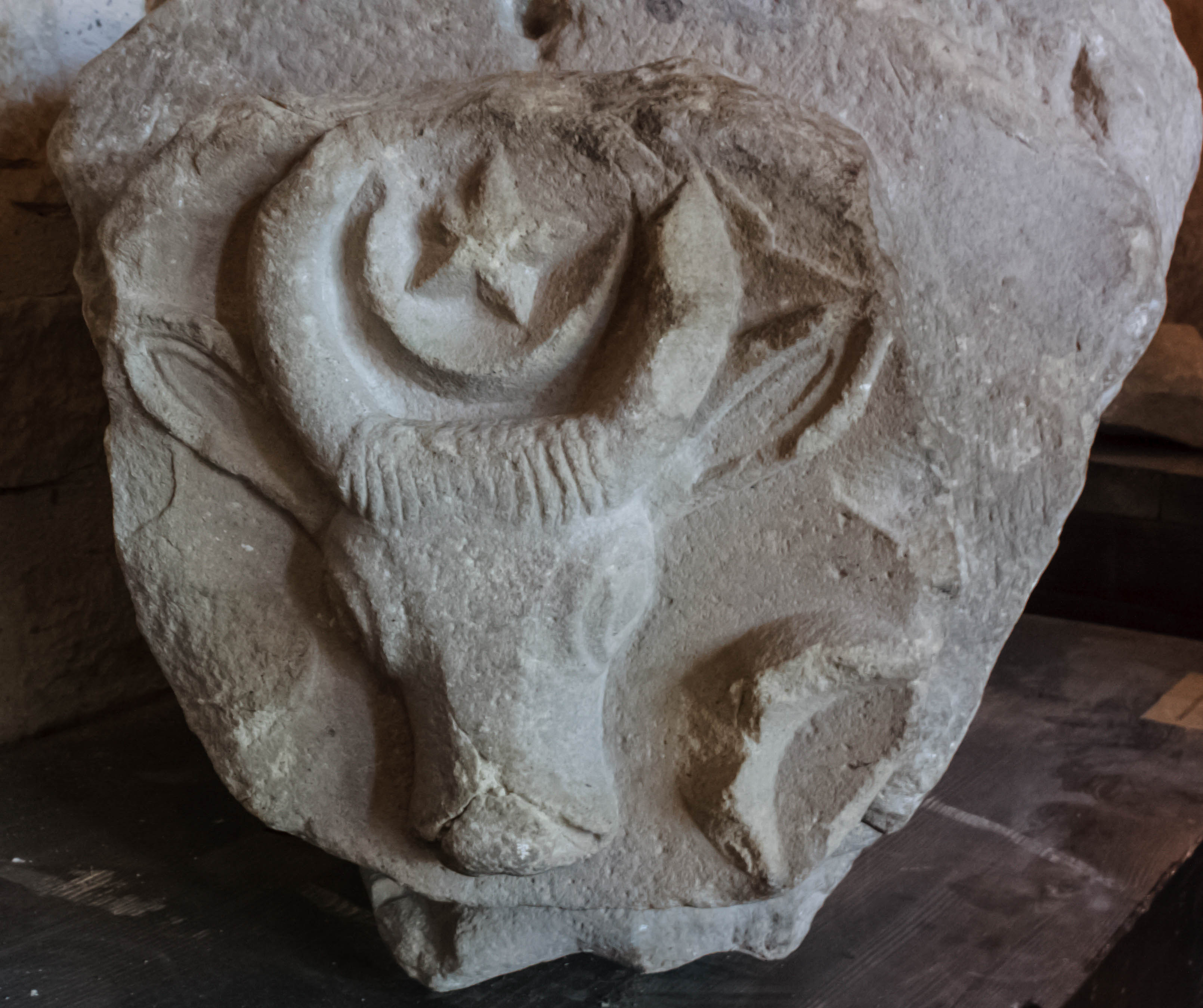
Piatră veche cu stema Moldovei
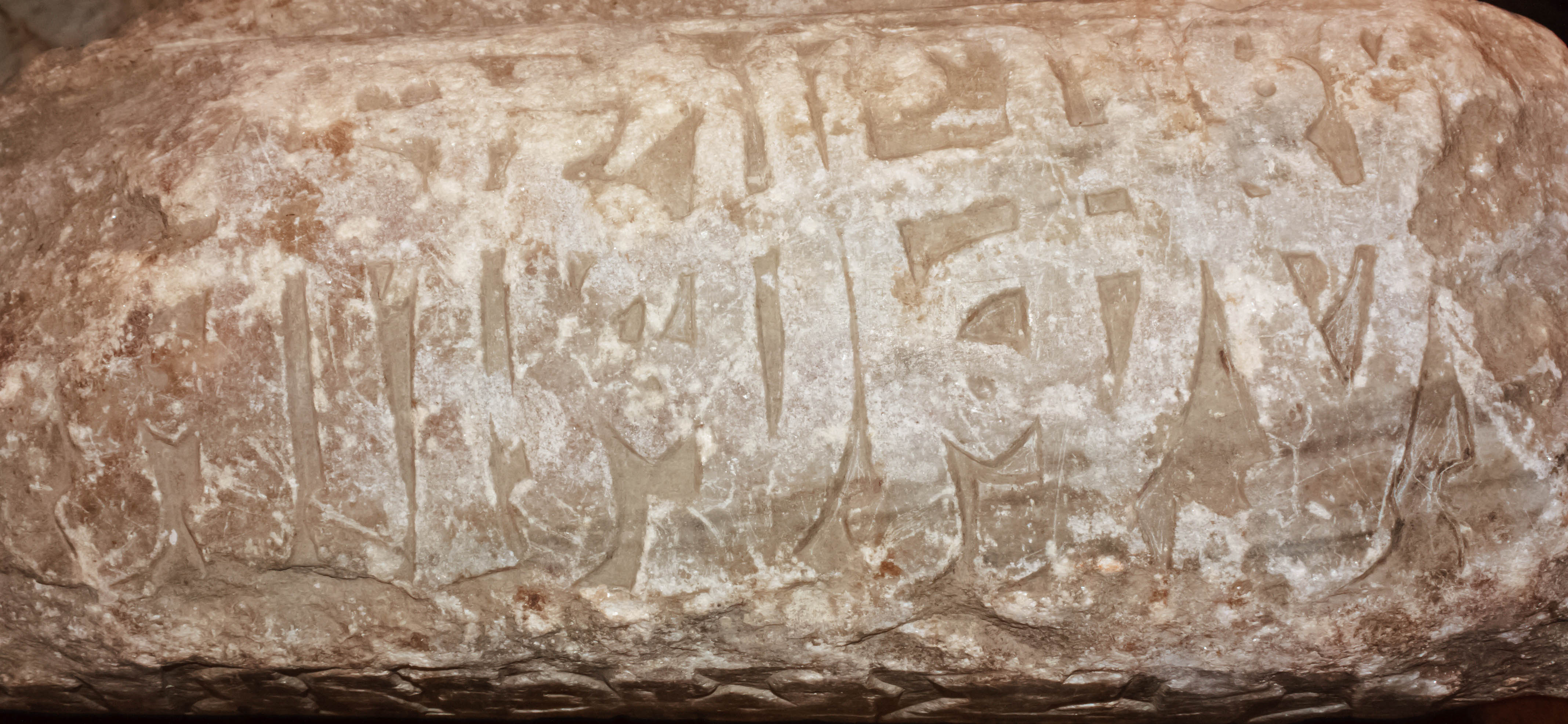
Piatră veche cu inscripții

Alte imagini

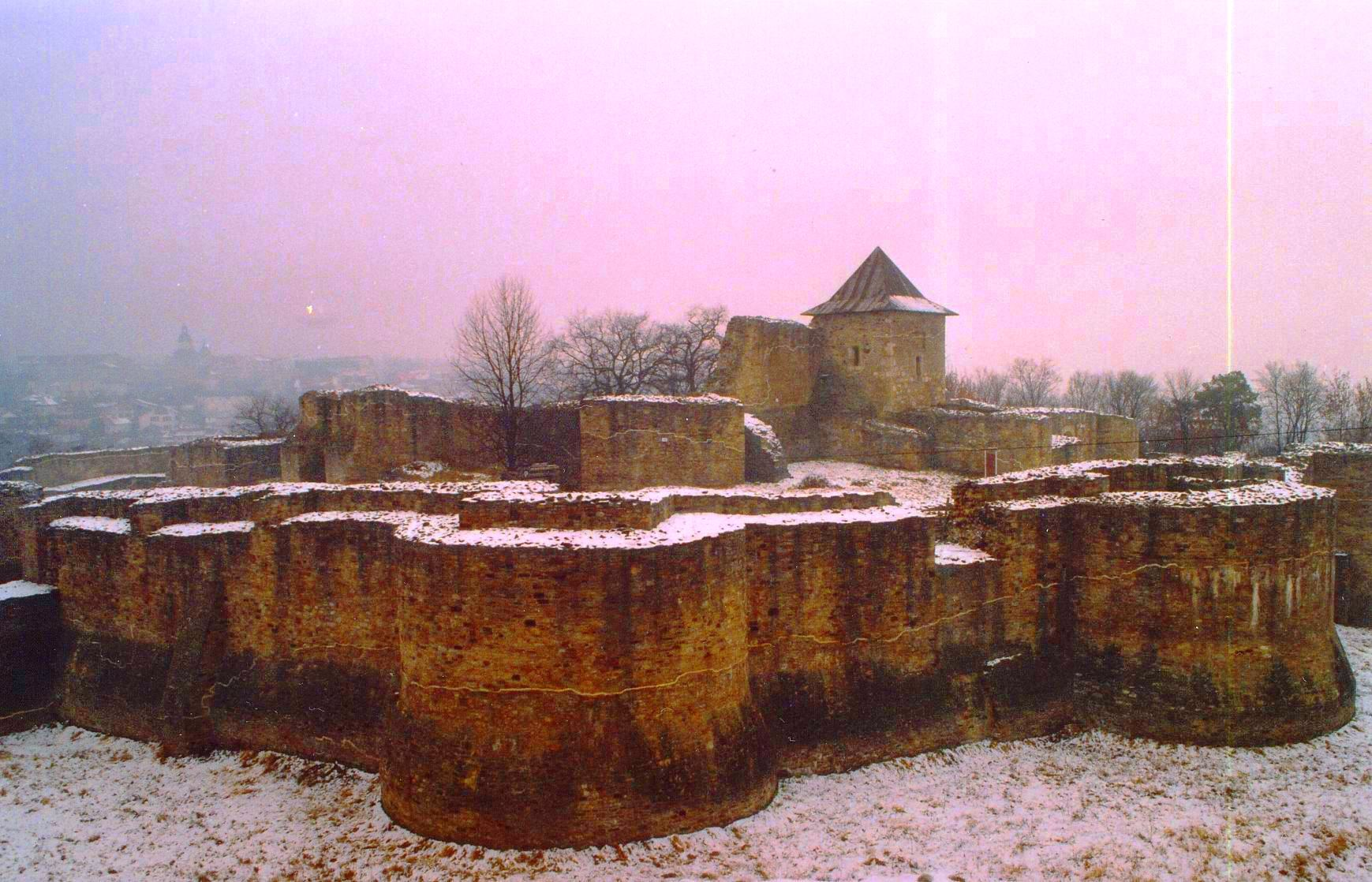
Cetatea văzută de pe platou (2003)
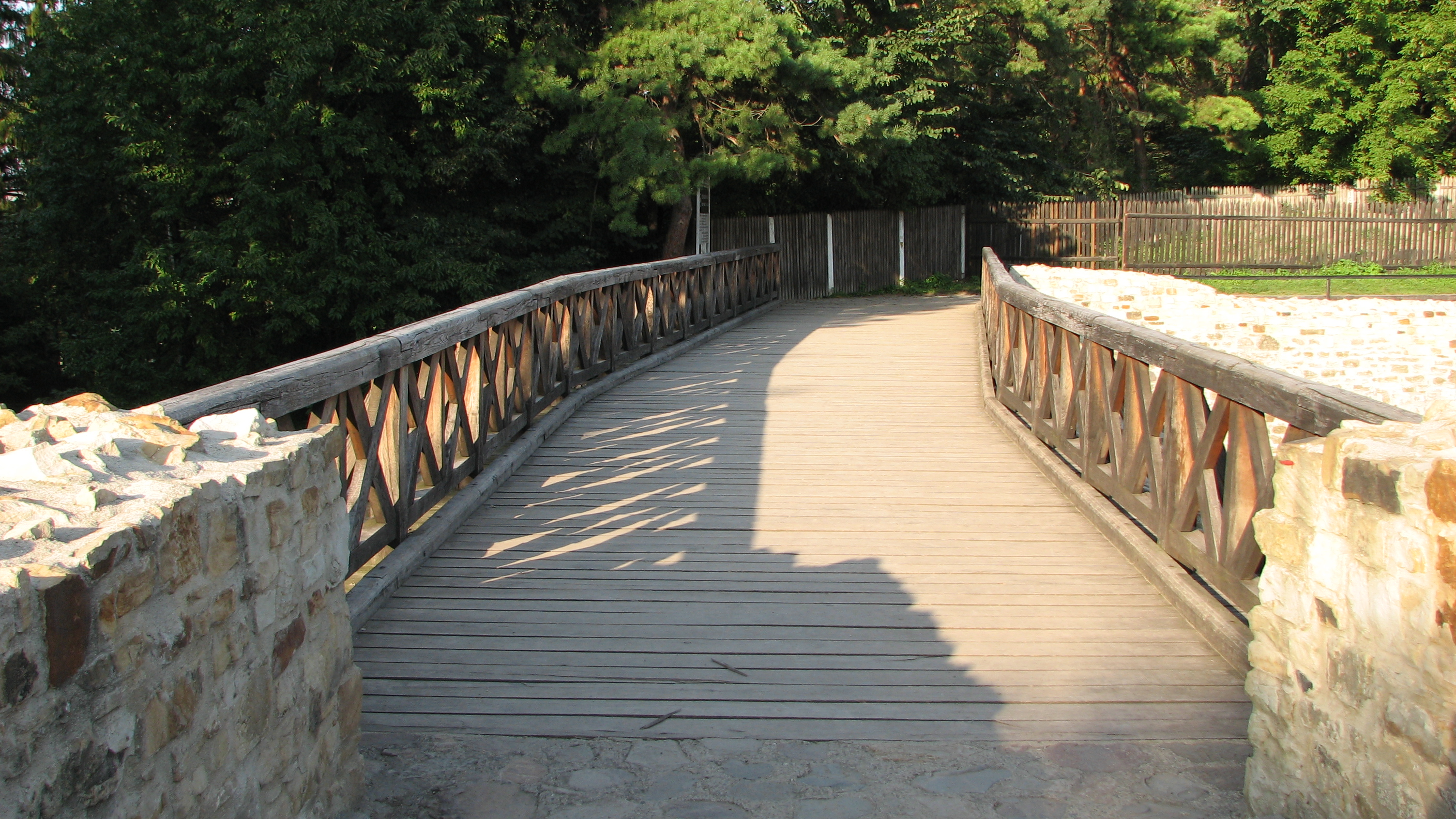
Podul de acces (2007)
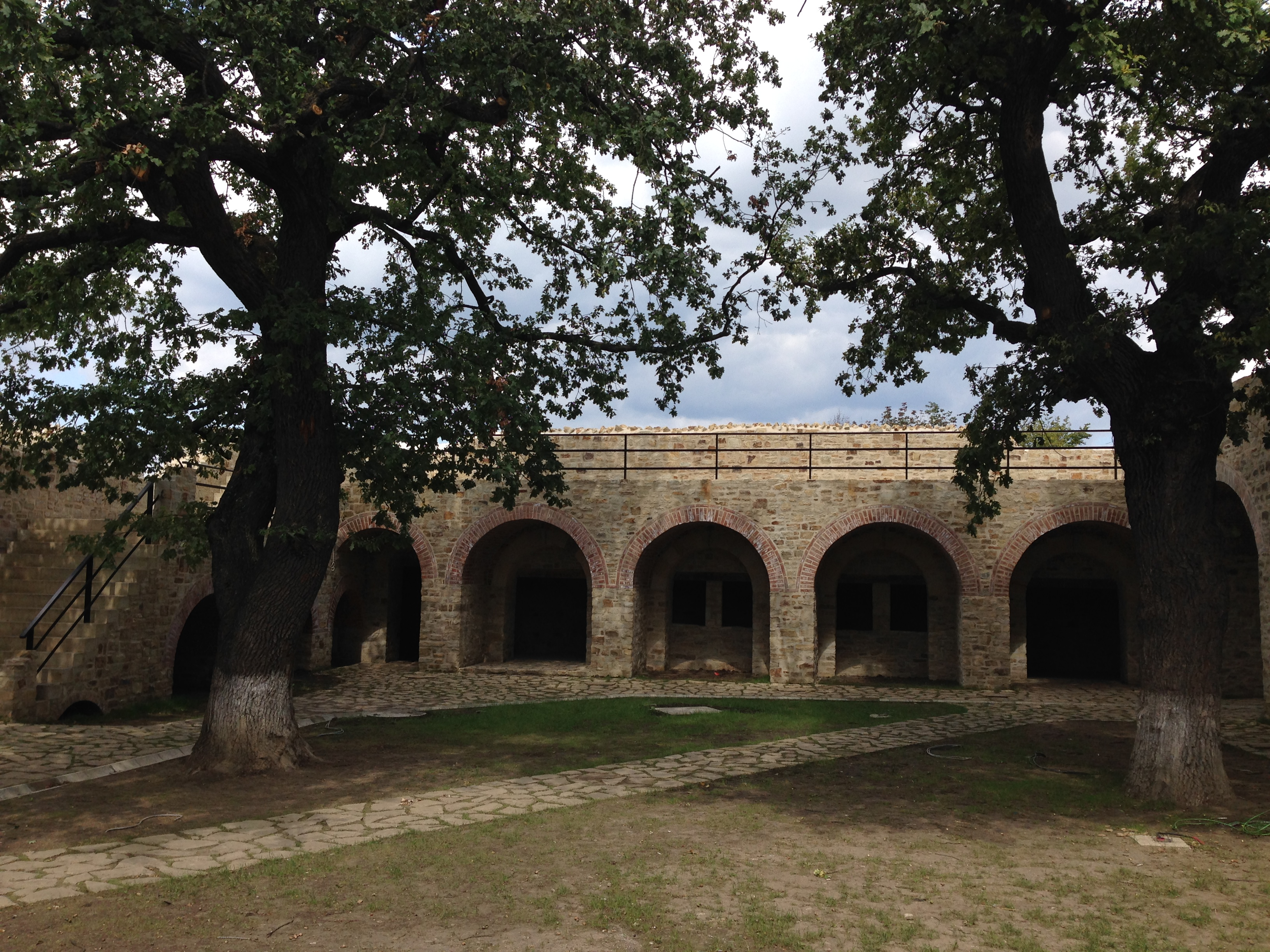
Curtea interioară a fortului mușatin (2014)
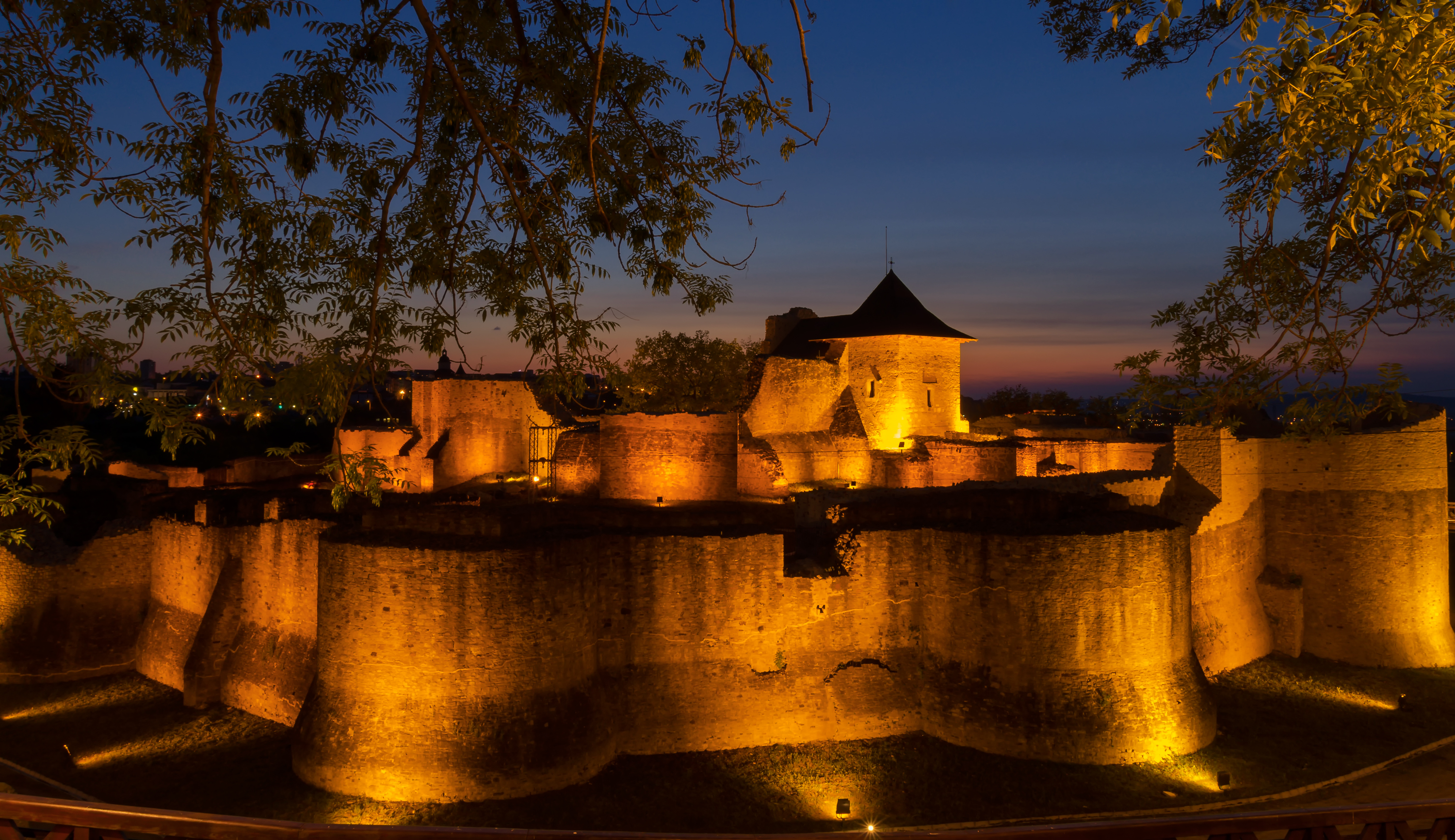
Vedere nocturnă cu cetatea (2015)
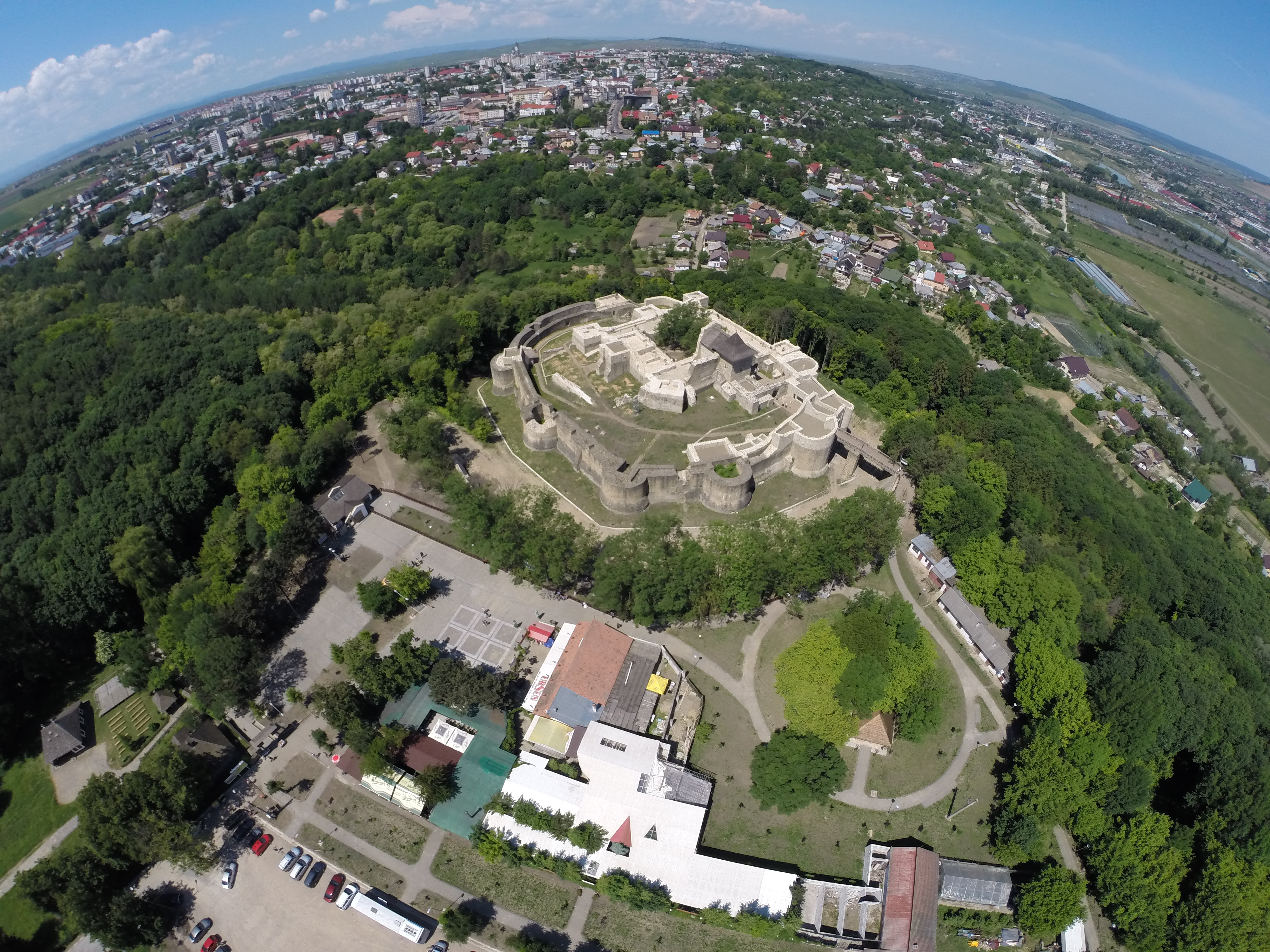
Perspectivă aeriană cu cetatea și împrejurimile sale (2015)
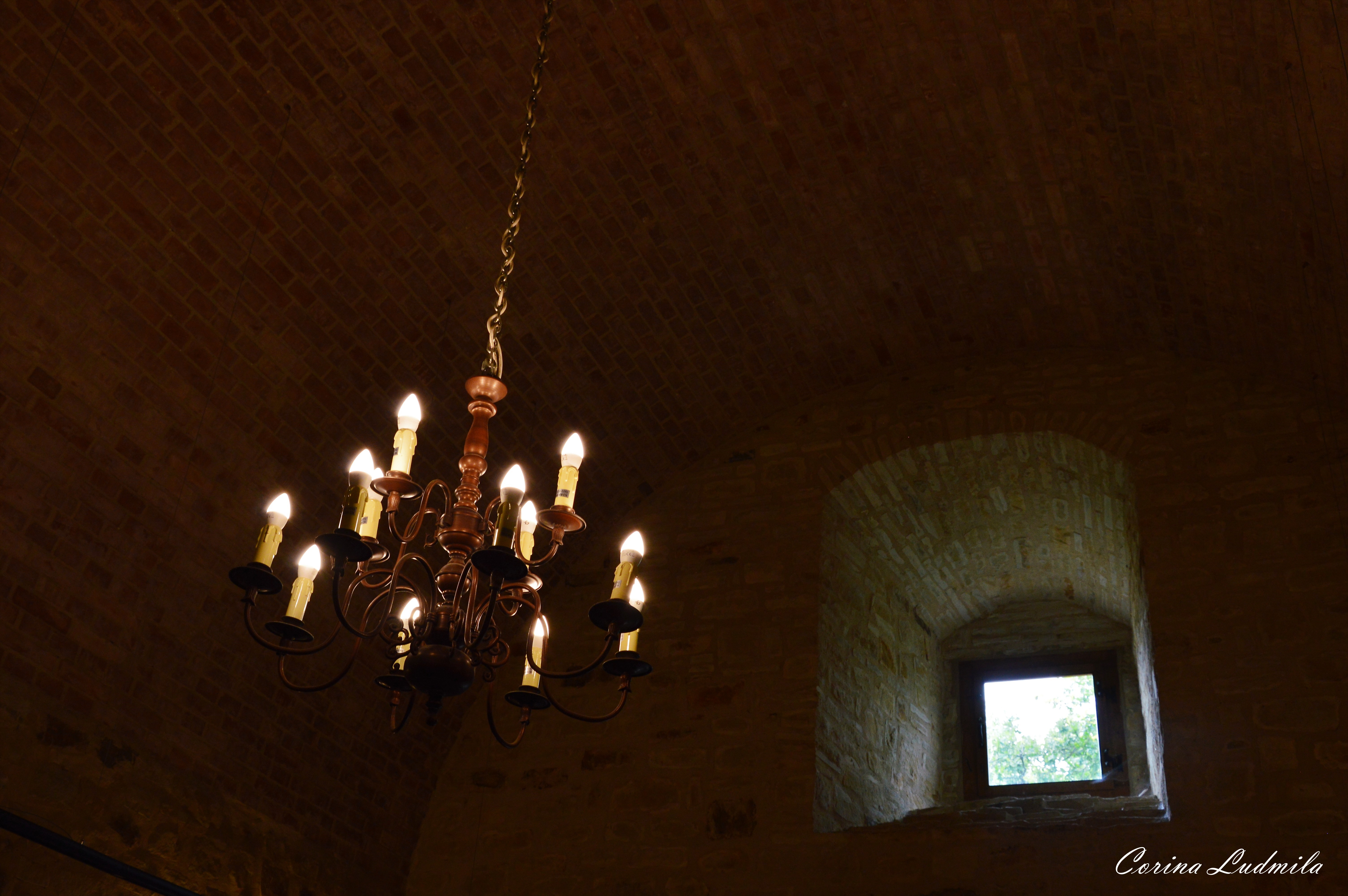
Sala tronului lui Stefan cel Mare (2019)
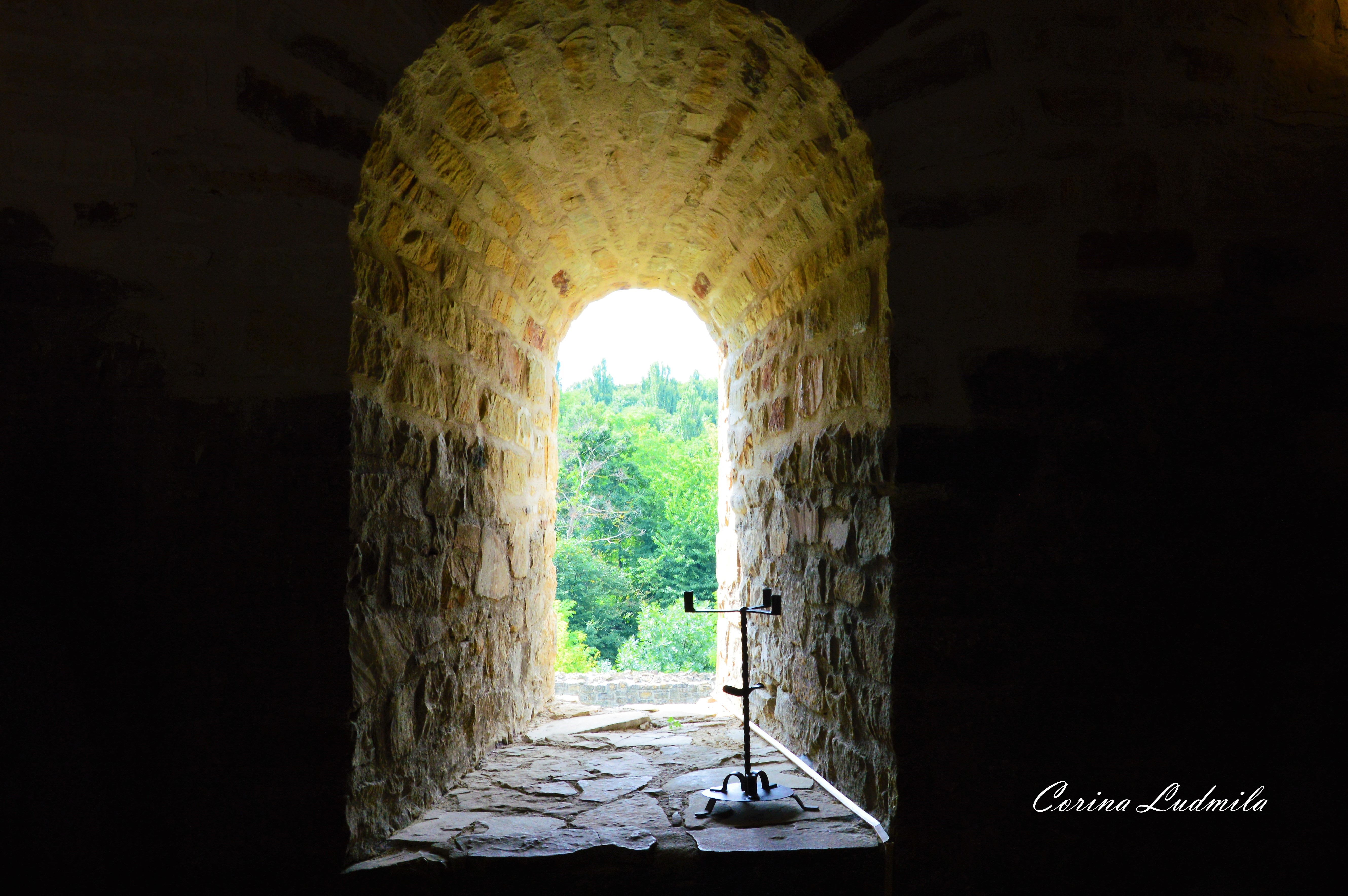
Detaliu fereastră (2019)
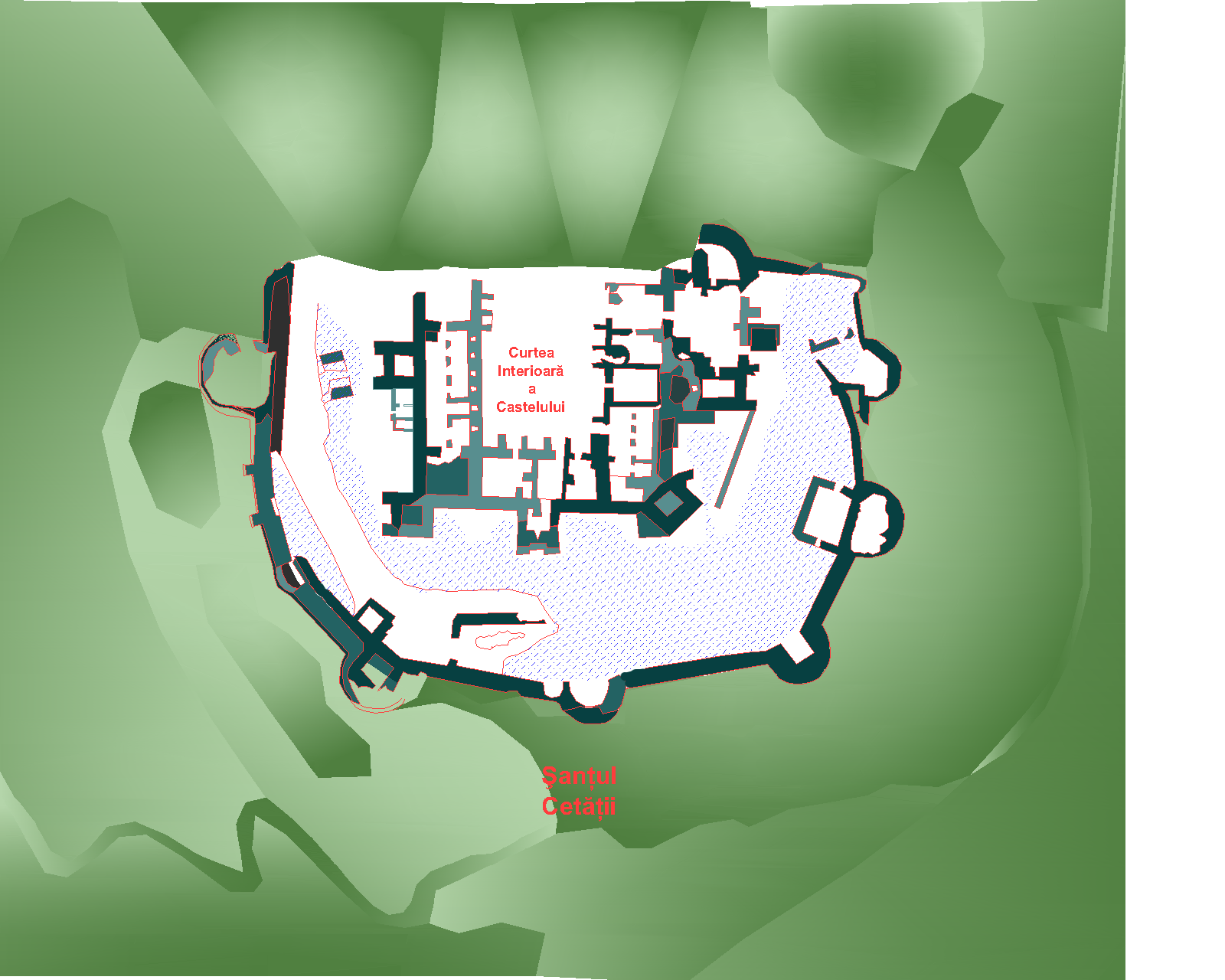
Planul cetății, realizat după schițele arhitectului Karl Romstorfer (1901)
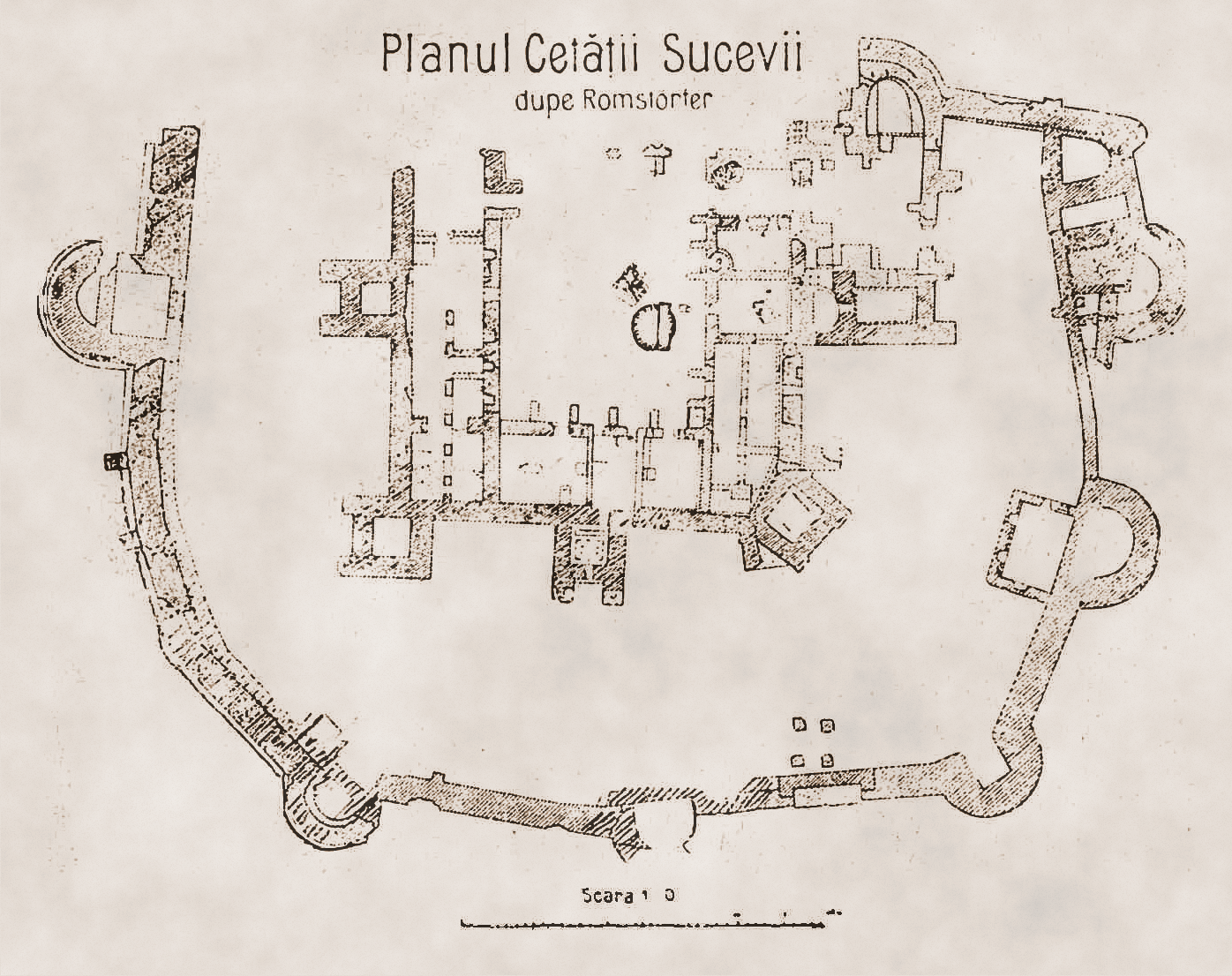
Planul cetății, extras din cartea Istoria artei militare a românilor până la mijlocul veacului al XVII-lea (1947)